# Tây Hạ
Tây Hạ (chữ Hán: 西夏, bính âm: Xī Xià; chữ Tây Hạ:  hoặc ) (1038-1227) là một triều đại do người Đảng Hạng kiến lập trong lịch sử Trung Quốc. Dân tộc chủ thể của Tây Hạ là người Đảng Hạng, ngoài ra còn có người Hán, người Hồi Cốt, người Thổ Phồn. Do triều đại này nằm ở Tây Bắc của khu vực Trung Quốc nên được sử sách chữ Hán gọi là "Tây Hạ".
Người Đảng Hạng vốn cư trú trên cao nguyên Tùng Phan ở Tứ Xuyên, đến thời Đường thì dời đến Thiểm Bắc. Do người Đảng Hạng có công bình loạn giúp triều đình, được hoàng đế Đường phong là Hà châu Tiết độ sứ, trước sau thần phục Đường, các triều Ngũ Đại và Tống. Sau khi chính quyền Hạ châu bị Bắc Tống thôn tính, Lý Kế Thiên không muốn đầu hàng nên một lần nữa dựng nước, nhận được sắc phong của Hoàng đế triều Liêu. Lý Kế Thiên chọn sách lược liên kết với Liêu chống Tống, liên tiếp chiếm lĩnh được khu vực Lan châu và Hà Tây tẩu lang. Năm 1038, Lý Nguyên Hạo xưng đế dựng nước, tức Hạ Cảnh Tông, Tây Hạ chính thức dựng nước. Trong chiến tranh với Tống và với Liêu, Tây Hạ về cơ bản giành được thắng lợi, hình thành cục diện chân vạc ba nước. Sau khi Hạ Cảnh Tông qua đời, đại quyền nằm trong tay thái hậu và mẫu đảng, sử gọi là thời kỳ mẫu đảng chuyên chính. Do đối đầu giữa hoàng đảng và mẫu đảng, Tây Hạ phát sinh nội loạn, Bắc Tống thừa cơ nhiều lần đem quân đánh Tây Hạ. Tây Hạ phòng ngự thành công, đồng thời đánh tan quân Tống, song bị mất Hoành Sơn khiến cho tuyến phòng ngự của Tây Hạ xuất hiện lỗ hổng. Sau khi triều Kim của người Nữ Chân nổi lên rồi tiêu diệt Liêu và Bắc Tống, Tây Hạ chuyển sang thần phục Kim, thu được không ít đất đai, hai bên kiến lập "Kim-Hạ đồng minh" và nhìn chung có quan hệ hòa bình. Trong thời gian Hạ Nhân Tông Lý Nhân Hiếu trị vì, Tây Hạ xảy ra sự kiện thiên tai và "Nhâm Đắc Kính phân quốc", song sau khi trải qua cải cách, đến những năm Thiên Thịnh thì lại xuất hiện thịnh thế. Tuy nhiên, Đại Mông Cổ Quốc ở Mạc Bắc nổi lên, sáu lần đem quân xâm lược Tây Hạ, phá vỡ đồng minh giữa Tây Hạ và Kim, khiến Tây Hạ và Kim tàn sát lẫn nhau. Trong nội bộ Tây Hạ cũng nhiều lần diễn ra việc giết vua, nội loạn, kinh tế do hậu quả của chiến tranh mà tiến đến bờ sụp đổ. Cuối cùng, Tây Hạ bị Mông Cổ tiêu diệt vào năm 1227.
Tây Hạ có nền chính trị liên hiệp Phiên-Hán, lấy người Đảng Hạng làm chủ đạo, người Hán và các dân tộc khác là phụ. Chế độ chính trị lưỡng nguyên Phiên-Hán dần biến thành chế độ nhất nguyên hóa theo Hán pháp. Quyền vua Tây Hạ phải chịu sự cạnh tranh với các thế lực quý tộc, mẫu đảng hay quyền thần, cho nên hỗn loạn không ổn định. Tây Hạ nằm tại khu vực Hà Tây tẩu lang và Hà Sáo, ở giữa các thế lực hùng mạnh, do vậy triều đại này về mặt đối ngoại thì chọn sách lược dựa vào kẻ mạnh, công kích kẻ yếu, dùng chiến tranh để cầu hòa bình. Phương pháp quân sự của người Đảng Hạng rất linh hoạt, phối hợp với địa hình sa mạc, lựa chọn chiến thuật là tới khi thuận lợi, lui khi bất lợi, dụ địch đến nơi bố trí mai phục, cắt đứt đường vận chuyển lương thảo của địch; đồng thời có các binh chủng đặc thù như "thiết diêu tử", "bộ bạt tử", "bát hỉ" phụ trợ. Về mặt kinh tế, Ngành chăn nuôi và thương nghiệp là chủ yếu, mậu dịch đối ngoại của Tây Hạ dễ chịu ảnh hưởng từ triều đại Trung Nguyên, việc có thể lũng đoạn Hà Tây tẩu lang và tuế tệ của Bắc Tống khiến cho nền kinh tế Tây Hạ được hỗ trợ rất lớn.
Tây Hạ là một đất nước Phật giáo, cho xây dựng một lượng lớn chùa tháp, nổi tiếng nhất là "Thừa Thiên tự tháp". Tuy vậy, Tây Hạ cũng là một quốc gia xem trọng Nho học và Hán pháp, trước khi dựng nước thì tích cực Hán hóa; tuy nhiên Hạ Cảnh Tông đề xướng văn hóa Đảng Hạng, Hồi Cốt và Thổ Phồn để duy trì bảo hộ văn hóa bản địa; đồng thời sáng lập ra chữ Tây Hạ, đặt ra hệ thống quan lại, tập quán riêng; song từ sau thời Hạ Nghị Tông đến Hạ Nhân Tông, Tây Hạ chuyển từ Phiên-Hán đồng hành sang Hán hóa toàn diện. Văn học Tây Hạ chủ yếu là thi ca và ngạn ngữ. Về nghệ thuật, tại hang Mạc Cao ở Đôn Hoàng, hang Du Lâm ở Qua Châu có các bích họa về Phật giáo, với điểm đặc sắc "lục bích họa". Ngoài ra, về những mặt điêu khắc, âm nhạc hay vũ đạo, Tây Hạ cũng có đặc điểm độc đáo.

## Lịch sử

### Thiên di và cát cứ Hạ châu

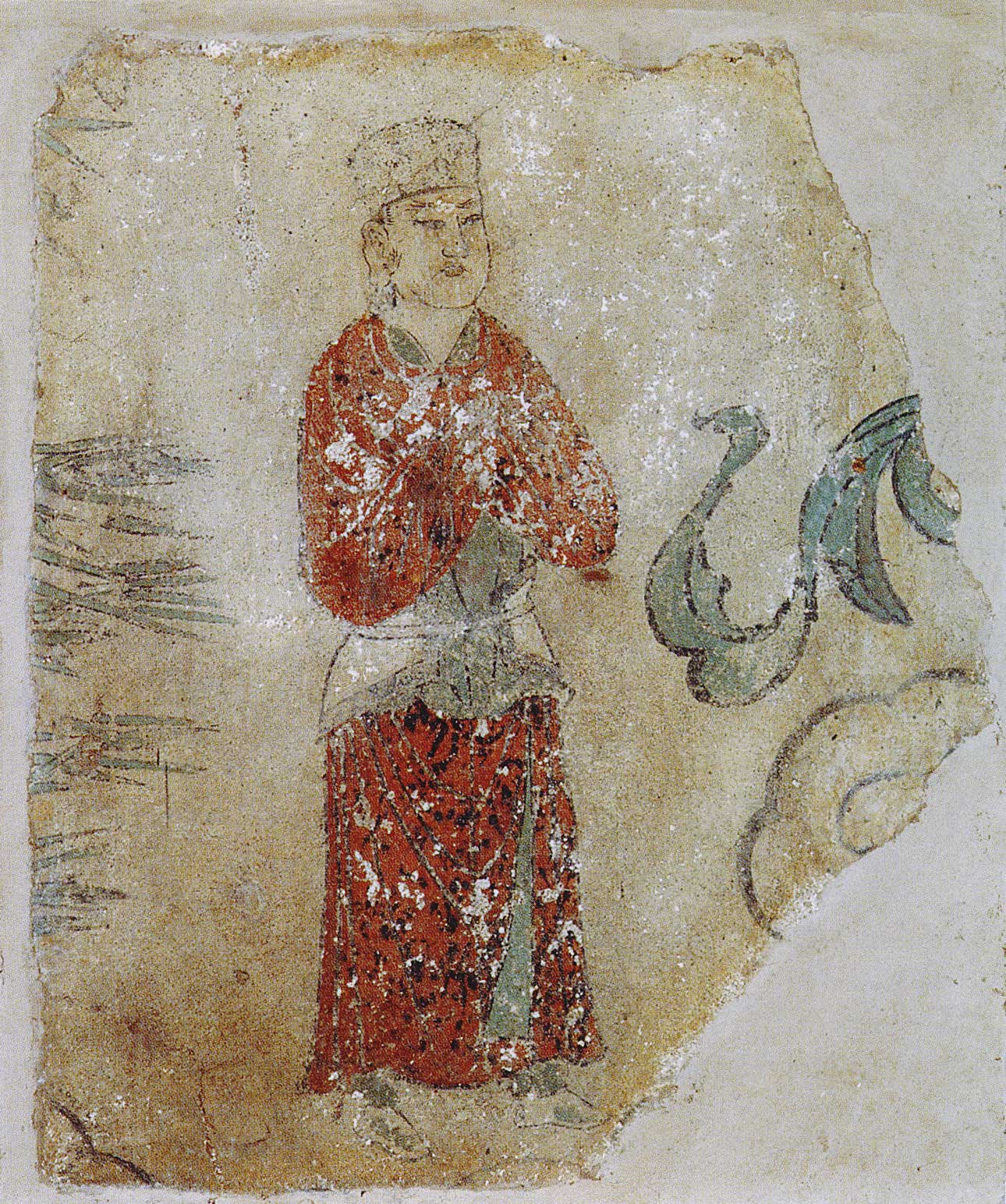
Một phần của một bích họa thế kỷ X hay XI, nam giới trong hình có thể là người Đảng Hạng

Tây Hạ do người Đảng Hạng lập nên, tộc người này là một chi của người Khương, có thuyết thống Tiên Ti. Thời Đường, người Đảng Hạng cư trú tại khu vực cao nguyên Tùng Phan thuộc Tứ Xuyên ngày nay, là một trong các châu ki mi của triều Đường. Đương thời, người Đảng Hạng phân thành tám bộ, Thác Bạt thị là cường thịnh nhất. Thời trung Đường, Thổ Phồn khuếch trương lãnh thổ, áp bách người Đảng Hạng, triều đình Đường bang trợ thủ lĩnh Đảng Hạng đưa người dân thiên cư đến khu vực Thiểm Bắc, Năm 881, người thuộc Bình Hạ bộ là Thác Bạt Tư Cung do có công giúp Đường trấn áp loạn Hoàng Sào nên được Đường Hy Tông phong làm Hạ châu tiết độ sứ, hiệu là Định Nan quân. Sau khi Thác Bạt Tư Cung hiệp trợ triều đình thu phục Trường An, lại được hoàng đế Đường phong là Hạ quốc công, ban cho họ Lý, (của hoàng tộc triều Đường), được lĩnh vùng đất Hạ-Ngân chính quyền Hạ châu (tên gọi chính thức là Hạ châu tiết độ sử hoặc Định Nan quân) hình thành, trở thành một phiên trấn cát cứ ở Thiểm Bắc. Thời kỳ Ngũ Đại Thập Quốc, chính quyền Hạ châu tránh tham gia vào các tranh đấu giữa những thế lực tại Trung Nguyên, xưng thần với Ngũ Đại và Bắc Hán để củng cố thế lực tại Thiểm Bắc. Thời Hậu Đường, Hậu Đường Minh Tông Lý Tự Nguyên có ý muốn hoán đổi chức vụ của Đình châu Tiết độ sứ An Trọng Tiến và Hạ châu Tiết độ sứ Lý Di Siêu, mục đích là để thôn tính chính quyền Hạ châu. Tuy nhiên, Lý Di Siêu cực lực phản đối, cuối cùng đẩy lui được đội quân Hậu Đường do An Trọng Hối lãnh đạo, sang những năm đầu Bắc Tống thì chính quyền Hạ châu có được thực lực hùng hậu.
Sau khi Triệu Khuông Dận kiến lập triều Tống vào năm 960, thủ lĩnh chính quyền Hạ châu là Lý Di Ân xưng thần với Bắc Tống, đồng thời nhiều lần hiệp trợ Bắc Tống trong việc đối kháng với Bắc Hán. Sau khi Bắc Tống liên tiếp bình định các nước phương nam, Tống Thái Tông Triệu Khuông Nghĩa chuyển chú ý sang phương bắc, có ý muốn trừ bỏ chính quyền Hạ châu. Năm 982, Tống Thái Tông mời Hạ châu Tiết độ sứ Lý Kế Phủng và tộc nhân thiên cư đến Khai Phong, mệnh một người thân Tống là Lý Khắc Văn kế nhiệm, chính quyền Hạ châu bị Bắc Tống thôn tính. Tộc đệ của Lý Kế Phủng là Lý Kế Thiên không muốn đầu hàng triều đình Tống, đem tộc nhân chạy đến Địa Cân Trạch (nay là đông bắc Hoành Sơn, Thiểm Tây) để kháng Tống. Năm 984, triều đình Tống cử Doãn Hiến, Tào Quang Thật đi đánh quân Hạ. Năm sau, thế lực của Lý Kế Thiên mạnh lên, sau khi công phá quân Tống lại liên tiếp thu phục các lãnh địa Hạ châu. Năm 990, Lý Kế Thiên được Liêu Thánh Tông sắc phong là Hạ quốc vương, sau này được truy tôn là Hạ Thái Tổ. Triều đình Tống lựa chọn phương thức "lấy Di chế Di", phái Lý Kế Phủng hồi nhiệm Hạ châu, chiêu phủ Lý Kế Thiên nhậm chức tại Ngân châu, ban họ Triệu của hoàng tộc Tống cho hai người. Không lâu sau, Lý Kế Thiên lại phản lại triều đình, năm 996 đánh lui được 5 lộ đại quân dưới quyền tướng Tống Lý Kế Long. Sau khi củng cố lãnh địa Hạ châu, Lý Kế Thiên cố gắng mở rộng lãnh địa về phía tây đến khu vực Hà Tây, cuối cùng trong lần tiến công thứ ba vào năm 1002 thì đánh hạ được Linh châu (nay ở tây nam Linh Vũ, Ninh Hạ), đổi tên thành Tây Bình phủ. Đến lúc này, triều đình Tống bất lực không thể vây chặn, năm sau phải thừa nhận Lý Kế Thiên nắm giữ lãnh địa Hạ châu. Lý Kế Thiên liên tiếp chiếm lĩnh các trọng trấn ở Hà Tây như Lương châu (nay là Vũ Uy, Cam Túc), đánh lui liên quân của Tống và Lục Cốc bộ Thổ Phồn. Năm 1004, Lý Kế Thiên qua đời do bị thủ lĩnh Phan La Chi của Lục Cốc bộ tập kích, con là Lý Đức Minh kế vị, sau được truy tôn là Hạ Thái Tông.

### Lập quốc
Sau khi Lý Đức Minh kế vị, do lãnh địa được bành trướng nhanh chóng, nhằm củng cố quốc lực để chống lại nước đối địch tứ phương nên có ý muốn hòa đàm với triều đình Tống. Ngoài ra, triều Tống sau khi ký kết Thiền Uyên chi minh với Liêu cũng muốn ổn định khu vực tây bắc. Năm 1006, hai bên ký kết "Cảnh Đức hòa nghị". Để duy trì nền độc lập, Lý Đức Minh hòa bình với Tống ở phía đông, tuân phục triều Liêu ở phía bắc, đồng thời cho con là Lý Nguyên Hạo kết hôn với Hưng Bình công chúa của Liêu. Về mặt đối nội, Lý Đức Minh định đô ở Hưng châu (nay ở đông nam Ngân Xuyên, Ninh Hạ), lựa chọn sách lược "bảo cảnh an dân", chú trọng sản xuất. Đồng thời, Lý Đức Minh cũng thỉnh cầu Bắc Tống lập "các trường" (chợ biên) tại Bảo An quân (trị sở nay là Chí Đan, Thiểm Tây) nhằm làm nơi mậu dịch giữa hai bên. Ngoài ra, Lý Đức Minh còn tích cực tây chinh Hà Tây, năm 1028 phái Lý Nguyên Hạo đem quân đánh hạ Cam châu (nay là Trương Dịch, Cam Túc), thủ lĩnh Cam Châu Hồi Cốt là Dạ Lạc Cách Thông tự sát, hàng phục thủ lĩnh Lục Cốc bộ là Chiết Bô Du Long Bát. Sau đó, quân Đảng Hạng lại đoạt được Túc châu, hàng phục Quy Nghĩa quân Tiết độ sứ Tào Hiền Thuận. Đến lúc này, quốc lực của chính quyền Hạ châu đã rất thịnh, tạo nên cơ sở vững chắc để Lý Nguyên Hạo xưng đế lập quốc sau này. Năm 1032, Lý Đức Minh qua đời, Lý Nguyên Hạo kế vị.

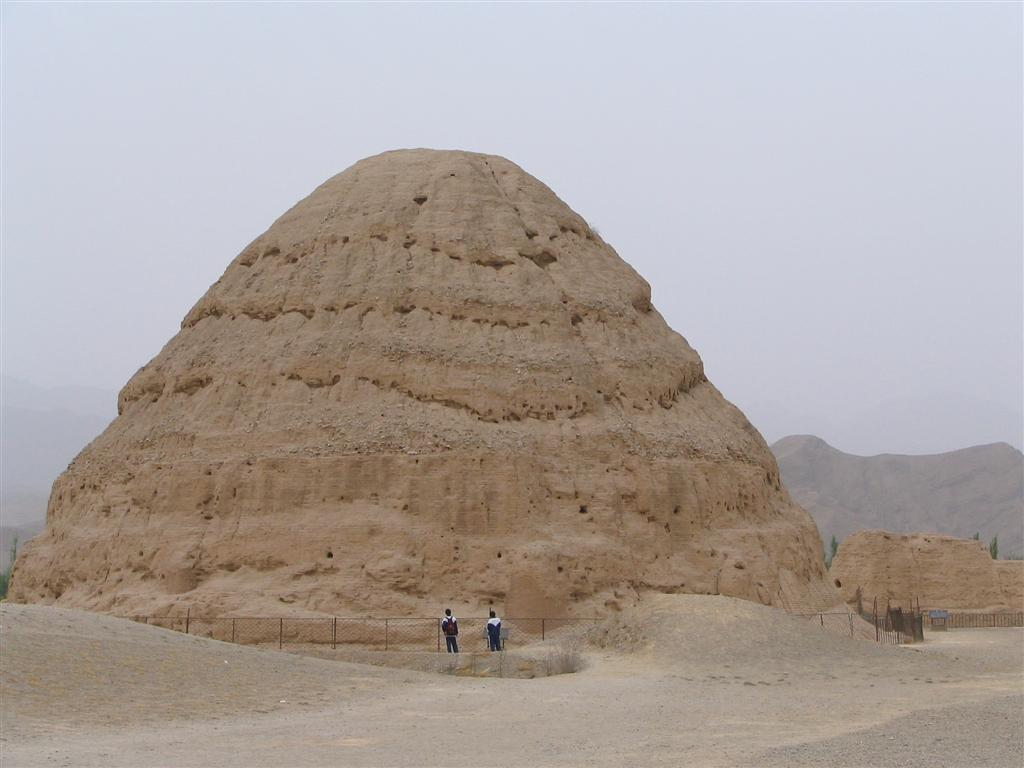
Lăng mộ hoàng thất Tây Hạ

Sau khi kế vị, Lý Nguyên Hạo hoàn thành việc chiếm lĩnh Hà Tây tẩu lang, đồng thời tích cực chuẩn bị chính thức độc lập khỏi triều Tống. Đầu tiên, ông bỏ họ Lý, tự xưng họ Ngôi Danh, tự xem mình là hậu duệ hoàng thất Bắc Ngụy. Lý Nguyên Hạo nghe theo kiến nghị của Dương Thủ Tố, lấy lý do là húy kỵ cha, cải niên hiệu triều Tống (Minh Đạo) sang niên hiệu riêng (Hiển Đạo). Sau đó, Lý Nguyên Hạo cho xây dựng cung điện, hạ "thốc phát lệnh" (lệnh tóc hói), khôi phục tục cũ, định đô tại Hưng Khánh phủ, thiết lập hai ban văn võ, lập quân danh, dùng binh chế, sáng tạo văn tự riêng, cải định lễ nhạc. Năm 1038, Lý Nguyên Hạ xưng đế, tức Hạ Cảnh Tông, định đô tại Hưng châu đồng thời đổi gọi là Hưng Khánh phủ, quốc hiệu là "Đại Hạ", đến lúc này thì Tây Hạ chính thức lập quốc. Hạ Cảnh Tông thoát ly quan hệ thần thuộc với Liêu và Tống. Để làm bá chủ ở phía tây, Lý Nguyên Hạo tiến hành mở rộng lãnh thổ ra bốn phía, trước sau khai chiến với Tống và Liêu, là giai đoạn đỉnh cao về vũ lực của Tây Hạ.
Năm sau, Hạ Cảnh Tông lựa chọn chiến lược 'liên Liêu kháng Tống', không ngừng cho quân xâm nhập biên cảnh Tống, đồng thời yêu cầu triều Tống thừa nhận Tây Hạ độc lập. Đương thời, Bắc Tống lập không ít thành lũy tại dãy núi Hoành Sơn, tuy nhiên khả năng phòng ngự của trọng trấn Diên châu ở phía đông lại mỏng yếu, tướng trấn thủ là Phạm Ung không có năng lực. Năm 1040, Hạ Cảnh Tông phát động trận Tam Xuyên Khẩu, xuất 10 vạn đại quân bao vây Diên châu, tập kích viện quân của tướng Tống Lưu Bình, Thạch Nguyên Tôn ở Tam Xuyên Khẩu, cuối cùng quân Hạ do gặp tuyết lớn nên giải vây và triệt thoái. Đối diện với việc Tây Hạ xâm nhập trên quy mô lớn, triều đình Tống phái Hạ Tủng làm chính sứ, Hàn Kỳ và Phạm Trọng Yêm làm phó sứ kinh lược, tức đối phó với Tây Hạ. Đương thời, quân Tống có nhiều binh hơn Tây Hạ, song không giỏi dã chiến, việc tiếp tế cũng không dễ dàng, Hàn Kỳ chủ chiến còn Phạm Trọng Yêm thì chủ thủ nên tranh chấp không ngưng. Năm 1041, Hạ Cảnh Tông phát động đại quân bao vây khu vực Vị Xuyên, Hoài Viễn ở biên giới phía tây của Tống, Hàn Kỳ không lắng nghe kiến nghị của Phạm Trọng Yêm, phái đại tướng Nhâm Phúc xuất đại quân cứu viện Hoài Viễn, Hạ Cảnh Tông dụ quân Tống đến chỗ mai phục rồi tập kích, tức trận Hảo Thủy Xuyên. Sau đó, triều đình Tống chuyển sách lược sang phòng ngự, cải phái Trần Chấp Trung, Hạ Tủng kinh lược, đồng thời lập ra bốn lộ phòng tuyến. Năm 1042, mưu thần của Tây Hạ là Trương Nguyên kiến nghị tránh phòng tuyến của Tống, đi đường vòng đánh úp Kinh Triệu phủ. Cùng năm, Hạ Cảnh Tông phát động trận Định Xuyên trại nhằm vào Kính Nguyên lộ của Tống, bao vây Định Xuyên trại và tiêu diệt toàn bộ quân Tống, mục tiêu là Trường An, song quân Tây Hạ bị Tri châu Nguyên châu Cảnh Thái của Tống chặn đứng nên phải bãi binh. Chiến tranh Tống-Hạ kéo dài đến năm 1044 mới thôi, hai bên ký kết "Khánh Lịch hòa nghị", triều Tống thừa nhận địa vị cát cứ của Tây Hạ, cấp cho nhiều tài vật và trà, phong Hạ Cảnh Tông là "Hạ quốc chủ". Tây Hạ xưng thần với Tống, chịu làm phiên thuộc chư hầu của Tống, song bên trong thì vẫn xưng đế như cũ, trên thực tế vẫn là một quốc gia độc lập.
Sau khi đánh bại triều Tống, Tây Hạ tự xưng là Tây triều, gọi Liêu là Bắc triều. Liêu Hưng Tông Da Luật Tông Chân bất mãn trước một Tây Hạ lớn mạnh, có ý đồ một lần nữa buộc nước này quy phục. Năm 1043, Liêu Hưng Tông lấy lý do người Đảng Hạng ở tây nam bộ của Liêu làm phản nương nhờ Tây Hạ, vào năm sau xuất đại quân đánh Tây Hạ. Tây Hạ cầu hòa bất thành, lựa chọn phương thức "kiên bích thanh dã" (lũy chắc đồng trống) mà đánh tan được quân Liêu. Sau khi Hạ Cảnh Tông qua đời vào năm 1048, quân Liêu thừa cơ tái xâm phạm Tây Hạ vào năm 1049, quân Tây Hạ tích cực kháng cự, cuối cùng hai bên hòa đàm.
Hạ Cảnh Tông kiến quốc, đồng thời thi hành thể chế trung ương tập quyền, mặc dù điều này giúp củng cố quyền lực cho hoàng đế song đồng thời lại khiến mâu thuẫn với quý tộc thêm sâu sắc. Hạ Cảnh Tông độc đoán chuyên chế, ngày càng kiêu ngạo phóng đãng đồng thời ham thích nữ sắc. Lộn xộn trong hậu cung dẫn đến quý tộc Vệ Mộ thị làm phản vào năm 1034. Hạ Cảnh Tông từng trúng kế phản gián của người Tống Chủng Thế Hành mà giết lầm Dã Lợi Vượng Vinh và Dã Lợi Ngộ Khất, đồng thời lại say đắm thê của Da Lợi Ngộ Khất là Một Tạng thị mà lấy về, sinh ra Lý Lượng Tộ. Thái tử Lý Ninh Minh oán hận phụ hoàng vì phế mẫu (Dã Lợi hoàng hậu) và đoạt thê (Một Di hoàng hậu), lại bị em của Một Tạng thị là Một Tạng Ngoa Bàng xúi giục, do vậy ám sát Hạ Cảnh Tông vào ngày 19 tháng 1 năm 1048. Sau khi Hạ Cảnh Tông mất, Một Tạng Ngoa Bàng giết Thái tử Lý Ninh Minh, lập Lý Lượng Tộ mới 1 tuổi lên kế vị, tức Hạ Nghị Tông.

### Mẫu đảng chuyên quyền

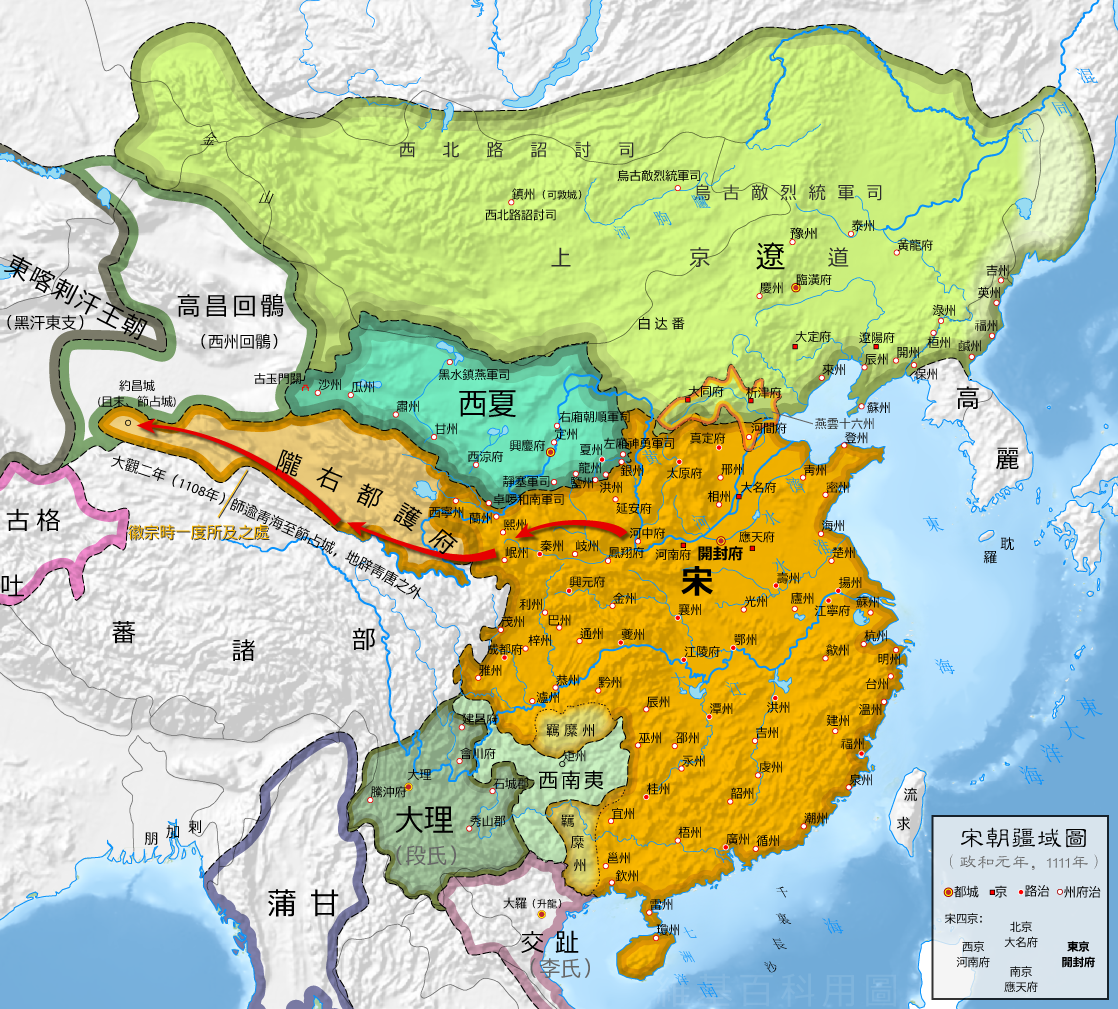
Thế cục năm 1111:
Liêu
Bắc Tống
Tây Hạ

Thời kỳ Hạ Nghị Tông (1048–1067) và Hạ Huệ Tông (1067–1086), triều đình Tây Hạ về đối nội đã tiến thêm một bước trong việc củng cố quyền thống trị, về đối ngoại thì thường cùng hai nước Tống và Liêu ở trong trạng thái chiến tranh và nghị hòa. Hạ Nghị Tông khi kế vị vẫn còn nhỏ tuổi, mẹ là Một Tạng thái hậu cùng với Một Tạng Ngoa Bàng chuyên chính. Đương thời, Liêu Hưng Tông lại một lần nữa đem quân tiến đánh Tây Hạ, Tây Hạ xưng thần với Liêu. Một Tạng thái hậu hoang dâm háo sắc, nhiều lần cấu kết với người ngoài, trong đó Lý Thủ Quý và Cật Đa Kỷ nhiều lần tranh sủng. Kết quả là Lý Thủ Quý giết Thái hậu và Cật Đa Kỷ, Một Tạng Ngoa Bàng giết Lý Thủ Quý. Một Tạng Ngoa Bàng lại đem con gái gả cho Hạ Cảnh Tông để khống chế tiểu hoàng đế. Năm 1059, Hạ Nghị Tông tham dự chính sự, Một Tạng Ngoa Bàng định mưu sát Hạ Nghị Tông, tuy nhiên việc không thành và cả nhà Một Tạng Ngoa Bàng bị giết. Sau khi thân chính, Hạ Nghị Tông kết hôn với Lương thị- người hiệp trợ cùng ông trừ khử Một Tạng Ngoa Bàng, bổ nhiệm những người như Lương Ất Mai, Cảnh Tuân. Về đối nội, Hạ Nghị Tông tiến hành chỉnh trị quân đội, phân lập văn võ quan viên ở cấp địa phương nhằm để họ kiểm soát lẫn nhau, đề xướng văn hóa và kỹ thuật Hán, phế bỏ Phiên lễ, đổi sang dùng Hán nghi, đồng thời vào năm 1063 lại đổi sang họ Lý. Về đối ngoại, Tây Hạ cùng Tống hoạch định lại biên giới, khôi phục 'các trường', bình thường hóa mậu dịch. Tây Hạ nhiều lần có chiến sự với các bộ lạc Thổ Phồn, chiếm lĩnh khu vực Hà Hoàng và Thanh Hải, vào năm 1063 chiêu phủ thủ lĩnh Thổ Phồn Vũ Tạng Hoa Ma ở Tây Vực thành (nay là Định Tây, Cam Túc). Cải cách của Hạ nghị Tông có ảnh hưởng sâu rộng đến các triều sau đó, tuy nhiên Hạ Nghị Tông trúng tên bị thương trong khi giao chiến với Bắc Tống vào năm 1066, hai năm sau thì qua đời, con là Lý Bỉnh Thường kế vị khi mới 7 tuổi, tức Hạ Huệ Tông.

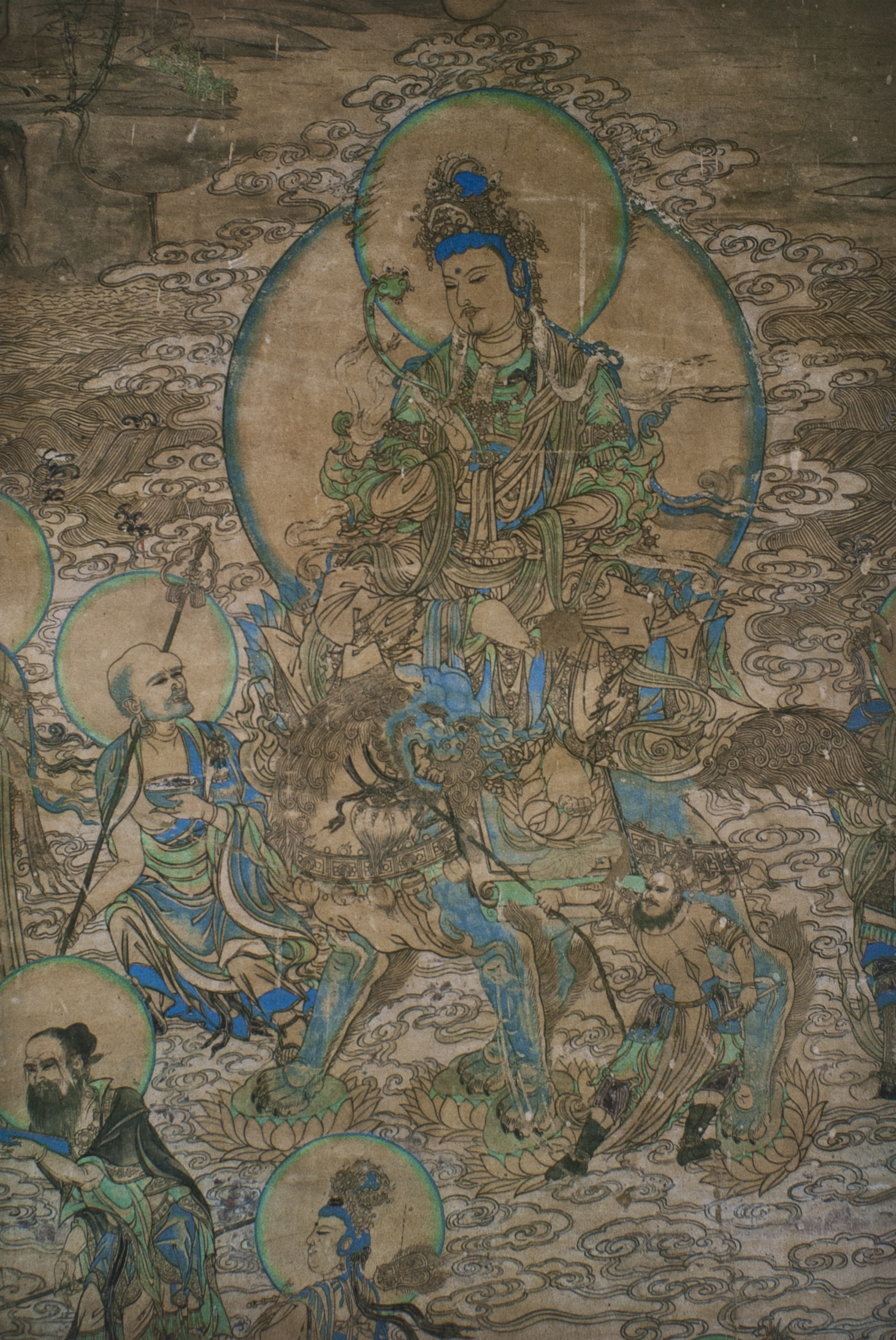
Bích họa "Văn thù biến đồ" trong hang số 3 của quần thể hang Du Lâm tại Qua Châu

Do Hạ Huệ Tông còn nhỏ tuổi, mẹ là Lương thái hậu nắm giữ đại quyền, hình thành cục thế Lương thái hậu và mẫu đảng (do em Thái hậu là Lương Ất Mai đứng đầu) chuyên quyền. Mẫu đảng nỗ lực phát triển thế lực, đề xướng Phiên lễ, trọng dụng Đô La Vĩ và Võng Manh Ngoa, chèn ép phái phản đối gồm Ngôi Danh Lãng Ngộ- em của Hạ Cảnh Tông. Năm 1080, Hạ Huệ Tông được hoàng tộc Ngôi Danh thị hiệp trợ nên bắt đầu thân chính. Hạ Huệ Tông xem trọng Hán pháp, hạ lệnh dùng Hán lễ Phiên nghi, bị phái bảo thủ đứng đầu là Lương thái hậu cực lực phản đối. Đối với việc này, Hạ Huệ Tông muốn nghe theo kiến nghị của đại thần Lý Thanh Sách, đem khu vực Hà Nam của Tây Hạ trả lại cho Tống nhằm lợi dụng triều Tống làm suy yếu thế lực ngoại thích. Tuy nhiên, cơ mật bị lộ, Lương thái hậu giết Lý Thanh Sách, quản thúc Hạ Huệ Tông. Hành động của Lương thái hậu khiến hoàng đảng và nhiều tộc làm phản, liên hợp với người Thổ Phồn là Vũ Tạng Hoa Ma thỉnh cầu triều Tống phái binh đánh Lương thái hậu. Vào lúc này, quốc lực triều Tống được tăng cường sau Vương An Thạch biến pháp, đồng thời vào năm 1071 do Vương Thiều chiếm lĩnh được Hi Hà lộ, tạo thành uy hiếp đối với Tây Hạ. Năm 1081, Tống Thần Tông nghe theo kiến nghị của Chủng Ngạc, thừa cơ Tây Hạ có nội loạn, cho Lý Hiến làm tổng chỉ huy, phát động 5 lộ phát Hạ, mục tiêu là Hưng Khánh phủ. Lương thái hậu chọn sách lược "kiên bích thanh dã" (lũy chắc đồng trống), tập kích đường vận chuyển lương thảo, quân Tống cuối cùng chỉ đoạt được Lan châu. Năm sau, quân Tống sử dụng chiến thuật 'điêu bảo' (xây công sự kiên cố), phái Từ Hi xây dựng Vĩnh Lạc thành, từng bước gia tăng áp lực lên không gian quân sự của Tây Hạ tại Hoành Sơn. Lương thái hậu lợi dụng Vĩnh Lạc thành mới xây, xuất 30 vạn đại quân bao vây đánh chiếm, quân Tống thảm bại, sử gọi là trận Vĩnh Lạc thành. Mặc dù Tây Hạ nhiều lần đánh tan quân Tống, song việc mậu dịch với Tống bị gián đoạn khiến cho kinh tế Tây Hạ suy thoái, chiến sự thường xuyên cũng khiến cho quốc lực Tây Hạ tổn hại nhiều, trong khi nhân dân thì bất mãn. Cuối cùng, Lương thái hậu và Lương Ất Mai phải để cho Hạ Huệ Tông phục vị để làm dịu mâu thuẫn, song Hạ Huệ Tông vẫn không có thực quyền. Sau khi Lương Ất Mai qua đời, chính quyền Tây Hạ do con của ông ta là Lương Khất Bô kiểm soát. Năm 1086, Hạ Huệ Tông qua đời trong uất hận, con là Lý Càn Thuận kế vị khi mới 3 tuổi, tức Hạ Sùng Tông.
Lúc này, chính quyền Tây Hạ lại nằm trong tay tiểu Lương thái hậu và Lương Khất Bô. Thời kỳ Tống Triết Tông (1085–1100), tri Vị châu là Chương Tiết kiến nghị đối với Tây Hạ cần chọn chế tài về kinh tế và tác chiến kiểu điêu bảo, vào năm 1096 ông cho xây dựng Bình Hạ thành và Linh Bình trại ở Vị Xuyên trên đoạn biên giới phía tây, đồng thời nhiều lần đánh lui quân Hạ. Năm sau, quân Tống đánh vào Hồng châu và Diêm châu trên đoạn biên giới phía đông. Năm 1098, tiểu Lương thái hậu cùng Hạ Sùng Tông tiến công Bình Hạ thành song thất bại, đại tướng Ngôi Danh A Mai và Muội Lặc Đô Bô đều bị bắt, sử gọi là trận Bình Hạ thành. Quân Tống sau đó xây dựng Tây An châu và Thiên Đô trại, đả thông Kính Nguyên lộ và Hi Hà lộ, Tần châu biến thành nội địa. Sau khi triều Tống khống chế được khu vực Hoành Sơn, tình cảnh Tây Hạ ngày càng khó khăn. Năm 1099, dưới tác động của Liêu Đạo Tông, Tống và Tây Hạ lại tiến hành hòa đàm, Tây Hạ thỉnh tội với Tống, chiến tranh kết thúc. Tây Hạ ở trong tình trạng mẫu đảng chuyên quyền, Lương Khất Bô dựa vào uy thế "Lương thị nhất môn nhị hậu", liên tiếp phát động chiến tranh với Tống và Liêu, khiến Tây Hạ chịu tổn thất nghiêm trọng. Lương Khất Bô thường khoe khoang công lao của mình trước các đại thần tại triều đình, nói rằng Tây Hạ liên tục xuất chinh chủ yếu là buộc triều Tống khuất phục, chỉ có theo cách đó thì Tây Hạ mới có được hòa bình. Khi diễn ra trận Hoàn Khánh, Lương Khất Bô bị tiểu Lương thái hậu ngăn cấm xuất chinh nên ôm hận trong lòng. Lương Khất Bô có ý đồ làm phản, tuy nhiên cơ sự bị lộ. Tiểu Lương thái hậu lệnh cho Ngôi Danh A Ngô, Nhân Đa Tông Bảo, Tát Thần xuất binh bắt giữ và xử tử Lương Khất Bô. Sau khi tiểu Lương thái hậu tự thân chuyên quyền, bà tăng cường chiến sự với Tống, nhiều lần xin viện quân của Liêu song bị từ chối. Triều đình Liêu đối với tiểu Lương thái hậu thì cực kỳ phản cảm, nhận định rằng chiến tranh Liêu-Hạ là do bà mà ra, tiểu Lương thái hậu nhiều lần bị cự tuyệt cũng có ác ngôn với Liêu. Năm 1099, gần đến lúc Hạ Sùng Tông thân chính, song Lương thị vẫn chuyên quyền, Liêu Đạo Tông khiển sứ đến Tây Hạ, dùng độc dược giết tiểu Lương thái hậu. Đến thời điểm này, cục diện kéo dài Thái hậu chuyên chính kết thúc, hoàng đế Tây Hạ có thể thân chính.

### Khó khăn trong ngoài

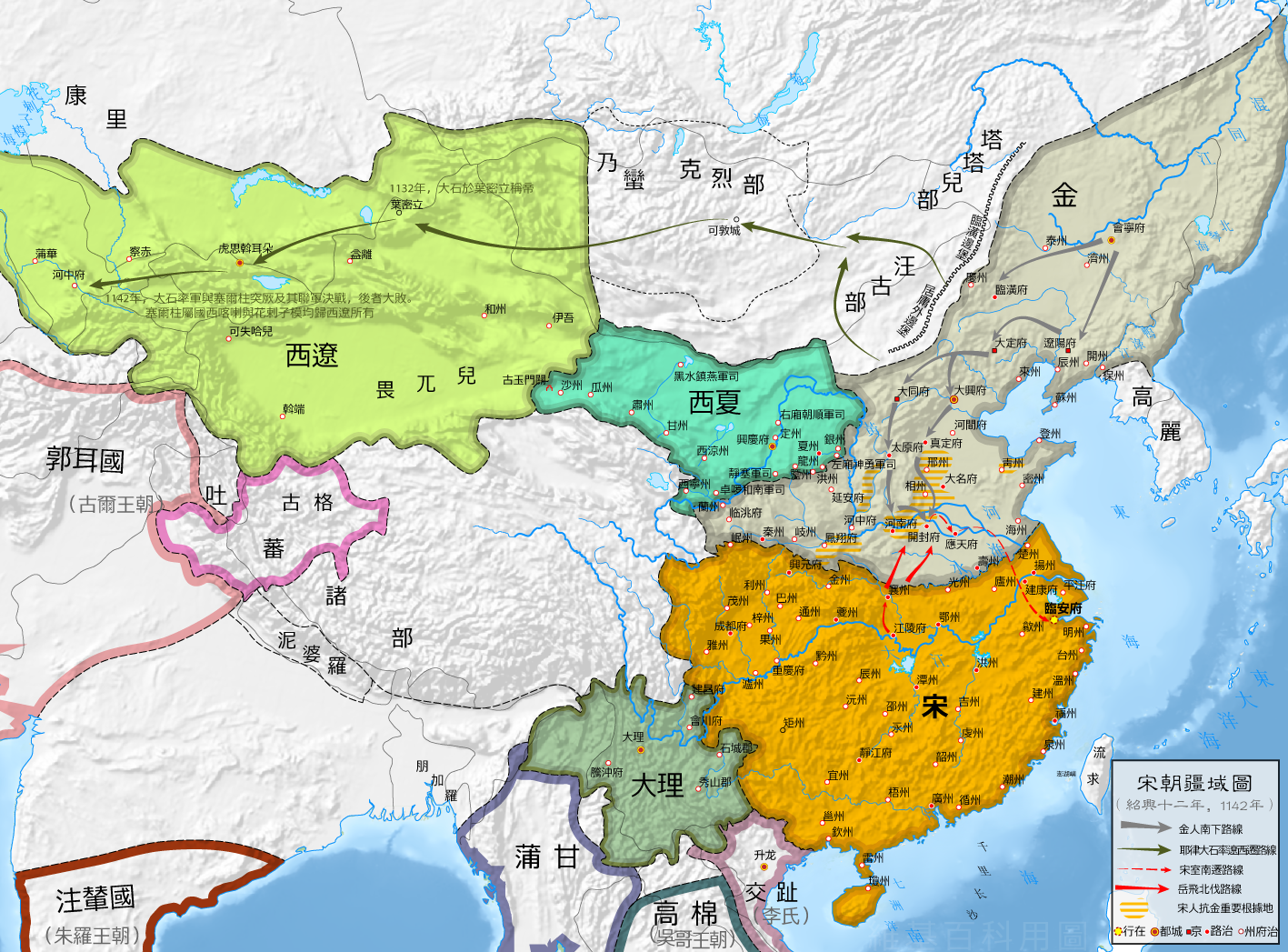
Thế cục năm 1142
Tây Hạ
Kim
Nam Tống
Tây Liêu

Sau khi thân chính vào năm 1099, Hạ Sùng Tông lựa chọn sách lược dựa vào Liêu, kiến tạo hòa bình với Tống, giảm thiểu chiến tranh. Về đối nội, Hạ Sùng Tông cho phổ biến văn hóa Hán, chú trọng kinh tế, khiến kinh tế-xã hội Tây Hạ được phục hồi và phát triển. Thời kỳ Tống Huy Tông (1100-1126), triều đình Tống thực hiện chính sách "Thiệu thịnh khai biên", năm 1114, Đồng Quán kinh lược Tây Hạ, suất lĩnh 6 lộ quân Tống (bao gồm hai lộ Vĩnh Hưng, Tần Phượng) phạt Hạ. Mặc dù Tây Hạ nhiều lần đánh bại các tướng Tống là Lưu Pháp, Lưu Trọng Vũ hay Chủng Sư Đạo, song quân Tống vẫn đánh chiếm được không ít thành lũy. Cuối cùng, Tây Hạ phải khẩn cấp thỉnh cầu Liêu chu toàn giúp, đến năm 1119 quân Tống mới rút, Hạ Sùng Tông lại một lần nữa biểu thị thần phục với Tống. Đến lúc này, quốc thế Tây Hạ không còn như xưa, song Bắc Tống cũng đến bên bờ sụp đổ.
Từ khi triều Kim của người Nữ Chân được thành lập vào năm 1115, cục diện chân vạc ba nước bị phá vỡ, Liêu và Bắc Tống lần lượt bị Kim tiêu diệt, kinh tế Tây Hạ bị Kim khống chế. Năm 1123, Liêu Thiên Tộ Đế có ý muốn chạy từ Mạc Bắc xuống Tây Hạ, tướng Kim là Hoàn Nhan Tông Vọng khuyến dụ Hạ Sùng Tông tìm bắt Liêu Đế, đồng thời uy hiếp Tây Hạ. Hạ Sùng Tông đáp ứng theo, chuyển sang liên Kim diệt Liêu, từ đó Tây Hạ quy phục Kim. Sau khi Liêu bị diệt vào năm 1125, Kim hẹn Tây Hạ giáp công Bắc Tống, lấy đất Tống làm điều kiện. Sau khi Tây Hạ chiếm lĩnh các khu vực Thiên Đức quân, Vân Nội, năm 1126 lại bị Kim cưỡng chiếm, đồng thời còn bị đòi Hà Đông bát quán. Để bù đắp cho Tây Hạ, Kim đồng ý sau khi chiếm lĩnh Thiểm Tây sẽ trao lại Hoành Sơn cho Tây Hạ, song không giữ lời. Những điều này khiến cho quan hệ giữa Kim và Tây Hạ ở trong trạng thái bất tín nhiệm. Tuy nhiên, lúc này Tây Hạ và Nam Tống cách biệt, chỉ có thể dựa dẫm vào kinh tế của Kim. Tây Hạ do vậy duy trì quan hệ hòa bình lỏng lẻo với Kim, cùng lắm thì chỉ có chiến sự quy mô nhỏ. Năm 1141, Kim đồng ý thiết lập 'các trường', từng bỏ lệnh cấm xuất nhập sắt. Đến thời Kim Thế Tông (1161-1189), Kim không muốn dùng sản phẩm vải lụa để đổi lấy xa xỉ phẩm của Tây Hạ, vì vậy chọn phương thức giảm thiểu mậu dịch, 10 năm sau mới khôi phục mậu dịch bình thường. Hạ Sùng Tông mất vào năm 1132, con là Lý Nhân Hiếu kế vị, tức Hạ Nhân Tông.
Thời kỳ Hạ Nhân Tông, lĩnh vực văn hóa và tư tưởng của Tây Hạ phát triển đến đỉnh cao, nhìn chung ở trong trạng thái hòa bình với Kim. Tuy nhiên, Hạ Nhân Tông là người trọng văn khinh võ, chú trọng vào những thứ không thực, khiến quân lực Tây Hạ dần trở nên suy lạc. Hàng tướng Tống Nhâm Đắc Kính là người có tài trí, liên tiếp bình định tướng Tiêu Hợp Đạt làm phản vào năm 1140, và thủ lĩnh Sơn Ngoa là Mộ Vị, Mộ Tuấn chạy sang Kim vào năm sau, được Hạ Nhân Tông trọng dụng. Năm 1143, Tây Hạ xảy ra nạn đói lớn và động đất, người dân cực kỳ khó khăn, Xỉ Ngoa và những người khác phát động dân biến ở Uy châu, Tĩnh châu, Định châu, Hạ Nhân Tông lại phái Nhâm Đắc Kính đi bình định. Do được trọng dụng, Nhâm Đắc Kính nảy dã tâm bành trướng, lại được Tấn vương Lý Sát Ca tiến cử nhập kinh. Sau khi Lý Sát Ca qua đời vào năm 1156, Nhâm Đắc Kính kiểm soát chính quyền, mở rộng thế lực của bản thân. Năm 1160, Nhâm Đắc Kính được phong làm Sở vương, trên thực tế thể hiện giống như hoàng đế. Nhâm Đắc Kính có ý muốn soán vị, ông lấy Linh châu làm đô thành, vào năm 1170 buộc Hạ Nhân Tông phải cấp cho Linh châu, các lãnh địa ở tây nam Tây Hạ. Tuy nhiên, do nhiều lần không được triều đình Kim ủng hộ, Nhâm Đắc Kính cùng những người khác âm mưu làm loạn. Được Kim ủng hộ, Hạ Nhân Tông thành công trong việc đánh diệt phe của Nhâm Đắc Kính, tình trạng quyền thần khống chế chính quyền kéo dài suốt hai thập niên đến đây bị loại bỏ. Sau dân biến năm 1143, Hạ Nhân Tông tiến hành cải cách để khiến kinh tế ổn định. Hạ Nhân Tông sửa đổi chế độ địa tô và phú thuế; phát triển giáo dục, thực hành khoa cử; Nho giáo được đề cao, dùng khoa cử để chọn kẻ sĩ làm quan; những biện pháp này có tác dụng nhất định trong việc ức chế thế gia đại tộc; cải cách lễ nhạc và pháp luật. Đến những năm Thiên Thịnh (1149-1169), xuất hiện cục diện thịnh thế. Năm 1193, Hạ Nhân Tông qua đời, con là Lý Thuần Hựu kế vị, tức Hạ Hoàn Tông.
Về cơ bản, Hạ Hoàn Tông noi theo quốc sách của Hạ Nhân Tông, về đối nội thì 'an quốc dưỡng dân', thi hành Hán pháp Nho học, về đối ngoại thì hòa hảo với Kim. Tuy nhiên, vào lúc này do Tây Hạ quá an nhàn nên quân lực suy giảm mạnh. Không lâu sau, Đại Mông Cổ Quốc nổi lên ở phía bắc, phá vỡ cục diện chân vạc Kim-Tống-Hạ. Em của Tống Nhân Tông là Việt vương Lý Nhân Hữu có công lao trong việc đánh bại Nhâm Đắc Kính, sau khi qua đời thì con là Lý An Toàn thượng biểu thỉnh cầu tuyên dương công lao của cha đồng thời thừa tập vương vị. Tuy nhiên, Hạ Hoàn Tông không những không đồng ý, còn giáng Lý An Toàn làm Trấn Di quận vương. Lý An Toàn bất mãn, trong lòng nảy sinh ý soán đoạt đế vị. Năm 1206, Lý An Toàn cùng mẹ của Hạ Hoàn Tông là La thái hậu liên hiệp phế Hạ Hoàn Tông, Lý An Toàn tự lập làm hoàng đế, tức Hạ Tương Tông, Hạ Hoàn Tông mất không lâu sau đó.

### Mông Cổ xâm lược
Khắc Liệt bộ ở Mạc Bắc và Tây Hạ có quan hệ rất hữu hảo, tuy nhiên sau này Thiết Mộc Chân lãnh đạo bộ lạc của mình tiến thôn tính các bộ lạc khác. Năm 1203, Khắc Liệt bộ bị Thiết Mộc Chân thôn tính, con của thủ lĩnh Vương Hãn là Tang Côn chạy sang Tây Hạ. Hai năm sau, Thiết Mộc Chân xuất quân xâm nhập Tây Hạ, cướp bóc các thành thị ở vùng biên giới rồi rút lui. Để mong đẩy lui được ngoại hoạn, Hạ Hoàn Tông đổi tên Hưng Khánh phủ thành Trung Hưng phủ, mang ý nghĩa quốc gia trung hưng, trên thực tế Tây Hạ ngược lại phải chịu uy hiếp từ Mông Cỏ. Năm 1206, Thiết Mộc Chân kiến lập Đại Mông Cổ Quốc, tức Thành Cát Tư Hãn (sau này được triều Nguyên tôn xưng là Nguyên Thái Tổ). Thành Cát Tư Hãn muốn tiêu diệt triều Kim đối địch, do vậy tìm cách phá vỡ liên minh Tống-Kim, Tây Hạ trở thành một mục tiêu của Mông Cổ. Năm sau, khi Hạ Tương Tông đoạt vị chưa lâu thì Thành Cát Tư Hãn xuất đại quân đánh phá Oát La Hài thành (nay ở phía tây kỳ Ô Lạp Đặc Hậu, Nội Mông)- một công sự kiên cố của Tây Hạ, các lộ quân Tây Hạ tận lực đề kháng và đẩy lui quân Mông Cổ. Năm 1209, Mông Cổ hàng phục Cao Xương Hồi Cốt ở phía tây Tây Hạ, khu vực Hà Tây do đó cũng nằm dưới uy hiếp của Mông Cổ. Trong lần đánh Tây Hạ thứ ba, quân Mông Cổ xâm nhập từ Hà Tây, xuất Hắc Thủy thành, vây đánh Oát La Hài quan khẩu. Hạ Tương Tông phái con là Lý Thừa Trinh xuất quân kháng cự song thất bại, tướng Hạ là Cao Dật bị bắt rồi chết. Quân Mông Cổ lại đánh chiếm Tây Bích Ngoa Đáp- nơi thủ bị của Oát La Hài thành, tiến sát phòng tuyến cuối cùng của Trung Hưng phủ là "Khắc Di Môn". Tướng Hạ Ngôi Danh Lệnh Công xuất quân phục kích quân Mông Cổ, song cuối cùng bị quân Mông Cổ đánh tan. Trung Hưng phủ bị quân Mông Cổ vây khốn, Hạ Tương Tông phái sứ sang cầu cứ Hoàng đế Hoàn Nhan Vĩnh Tế của Kim, song bị cự tuyệt. Cuối cùng, Hạ Tương Tông phải dâng con gái thỉnh hòa, dâng một lượng lớn vật tư cho Mông Cổ, đồng thời cam kết phụ Mông phạt Kim.

Thành Cát Tư Hãn qua đời năm 1227 trong khi đang tiến hành xâm lược Tây Hạ.

Sau khi Hạ Tương Tông chuyển sang phụ Mông phạt Kim, Tây Hạ tiến hành chiến tranh hơn 10 năm với Kim, hai bên tổn thất rất lớn. Ở trong nước, bách tính Tây Hạ rất nghèo túng, sản xuất kinh tế chịu bị phá hoại, quân đội suy nhược, chính trị hủ bại. Bản thân Hạ Tương Tông say đắm trong tửu sắc, cả ngày không lo việc triều chính. Năm 1211, Tề vương Lý Tuân Húc phát động chính biến cung đình, phế truất Hạ Tương Tông, tự lập làm hoàng đế, tức Hạ Thần Tông, hay còn gọi là Trạng nguyên hoàng đế. Bất chấp phản đối của các đại thần trong nước, Hạ Thần Tông vẫn tiếp tục kiên trì phụ Mông kháng Kim, Kim Tuyên Tông cũng nhiều lần phản kích Tây Hạ. Đến lúc này, kinh tế xã hội của Tây Hạ bị suy sụp, các cuộc dân biến diễn ra không ngừng. Lấy lý do Tây Hạ không đồng ý giúp đỡ Mông Cổ tây chinh năm 1216, Thành Cát Tư Hãn vào năm sau xuất quân tiến công Tây Hạ lần thứ tư. Hạ Thần Tông cho Thái tử Lý Đức Vượng phòng vệ Trung Hưng phủ, còn bản thân tránh đến Tây Kinh Linh châu. Cuối cùng, Lý Đức Vượng phái sứ đến chỗ người Mông Cổ hòa đàm, chiến tranh kết thúc. Năm 1223, Hạ Thần Tông nhượng vị cho Thái tử Lý Đức Vương, tức Hạ Hiến Tông. Đến lúc này, triều đình Hạ nhận thấy rõ Mông Cổ muốn tiêu diệt Tây Hạ, do vậy Hạ Hiến Tông quyết định chuyển sang sách lược liên Kim kháng Mông. Nhân lúc Thành Cát Tư Hãn tây chinh, Tây Hạ phái sứ thuyết phục các bộ lạc ở Mạc Bắc liên hiệp kháng Mông, mục đích là để củng cố biên cương phía bắc của Tây Hạ. Đương thời, tướng Mông Cổ tổng quản Hán địa là Bột Lỗ (con của Mộc Hoa Lê) phát hiện ra ý đồ của Tây Hạ, vào năm 1224 xuất quân từ phía đông đánh vào Tây Hạ, đánh chiếm Ngân châu, tướng Hạ Tháp Hải bị bắt. Năm sau, Thành Cát Tư Hãn hồi quốc sau khi tây chinh thắng lợi, đồng thời xuất quân tiến công Sa châu. Cuối cùng, Hạ Hiến Tông phải đồng ý đầu hàng theo điều kiện của quân Mông Cổ, quân Mông Cổ triệt thoái.
Năm 1226, Thành Cát Tư Hãn lấy lý do Hạ Hiến Tông không làm đúng theo thỏa thuận, phân binh giáp công Tây Hạ từ đông và tây. Thành Cát Tư Hãn xuất đội quân chủ lực đến Ngột Lạt Hài thành (nay thuộc Bayan Nur, Nội Mông) tiến về phía tây đánh chiếm Hắc Thủy thành, sau đó lại tiến đến Hạ Lan Sơn (nay ở tây bắc Ngân Xuyên, Ninh Hạ) ở phía đông, đánh tan quân của tướng Hạ A Sa Cảm Bất, cuối cùng đóng quân tại Hồn Thùy Sơn (nay ở bắc Tửu Tuyền, Cam Túc). Cánh quân Tây do A Đáp Xích suất lĩnh, cùng với Hốt Đô Thiết Mục Nhi, hàng tướng Tây Hạ Tích Lý Linh Bộ, Sát Hãn mượn đường Tây Châu Hồi Cốt, liên tiếp đánh chiếm Sa châu, Túc châu và Cam châu. Tuy nhiên, khi quân Mông Cổ vây đánh Cam châu, tướng trấn thủ của Tây Hạ là Hòa Điển Dã Khiếp Luật ngoan cường đề kháng, cuối cùng Thành Cát Tư Hãn tự thân đánh chiếm, đồng thời hàng phục tướng trấn thủ Lương châu là Oát Trát Quỹ. Đến lúc này, toàn bộ khu vực Hà Tây tẩu lang của Tây Hạ rơi vào tay Mông Cổ. Hạ Hiến Tông lo lắng mà qua đời, cháu là Nam Bình vương Lý Hiển kế vị, tức Hạ Mạt Đế. Tháng tám cùng năm, Thành Cát Tư Hãn xuất quân xuyên qua Sa Đà, vượt Hoàng Hà đánh chiếm Ứng Lý (nay là Trung Vệ, Ninh Hạ). Sau đó, Mông Cổ phân binh đánh chiếm Hạ châu, chủ lực bao vây Linh châu. Hạ Mạt Đế phái Ngôi Danh Lệnh Công xuất quân cứu viện, hai bên quyết chiến trên Hoàng Hà đang đóng băng. Sau đó, Ngôi Danh Lệnh Công và tướng trấn thủ là Phế Thái tử Lý Đức Nhâm hợp quân, Thành Cát Tư Hãn qua đời. Quân Mông Cổ bao vây Trưng Hưng phủ, đồng thời phân binh tiến về phía nam đánh chiếm các lãnh địa Tích Thạch châu (nay thuộc Tuần Hóa, Thanh Hải), Tây Ninh (nay thuộc Tây Ninh, Thanh Hải) của Tây Hạ, đồng thời lưu lại Lục Bàn Sơn của Tây Hạ. Tây Hạ chỉ còn lại Trung Hưng phủ, đến năm 1227 thì Hạ Mạt Đế bị vây tại Trung Hưng phủ, nửa năm sau thì đầu hàng, Tây Hạ mất. Mặc dù Thành Cát Tư Hãn qua đời từ trước song quân Mông Cổ không phát tang nhằm không để Tây Hạ tận dụng thời cơ, Đà Lôi giết Lý Hiển theo di chiếu của Thành Cát Tư Hãn. Sau khi quân Mông Cổ đánh chiếm Trung Hưng phủ, họ tiến hành đồ sát, đốt cháy cung thất và lăng viên, về sau do Sát Hãn khuyến gián mới thôi, song nhân khẩu trong thành đã không còn nhiều.

## Cương vực và hành chính
Khi Tây Hạ kiến quốc vào năm 1038, cương vực bao trùm các khu vực nay là Ninh Hạ, tây bắc bộ Cam Túc, đông bắc bộ Thanh Hải, bắc bộ Thiểm Tây và một phần Nội Mông. Đông đến Hoàng Hà, tây đến Ngọc Môn, nam đến Tiêu Quan (nay ở nam Đồng Tâm, Ninh Hạ), bắc đến Đại Mạc. Đông bắc Tây Hạ liền kề với Tây Kinh của Liêu, phía đông và đông nam giáp với Tống. Sau khi Kim diệt Liêu và Bắc Tống, các mặt đông bắc, đông và nam của Tây Hạ đều liền kề với Kim. Nam bộ và tây bộ của Tây Hạ liền kết với lãnh địa của các bộ lạc Thổ Phồn, Hoàng Đầu Hồi Cốt và Tây Châu Hồi Cốt. Trên hai phần ba lãnh thổ Tây Hạ có địa hình sa mạc, nguồn nước chủ yếu là Hoàng Hà và nước ngầm có nguồn gốc từ tuyết trên núi. Thủ đô Hưng Khánh phủ nằm tại bình nguyên Ngân Xuyên, tây có Hạ Lan Sơn làm rào cản, đông có Hoàng Hà cung cấp nước.
Tây Hạ là triều đại do người Đảng Hạng kiến lập, ban đầu tộc người này định cư ở cao nguyên Tùng Phan thuộc Tứ Xuyên ngày nay. Thời kỳ Đường Cao Tông, người Đảng Hạng bị Thổ Phồn áp bách, cuối cùng được triều đình Đường hiệp trợ thiên di đến khu vực Hà Sáo-Thiểm Bắc, phân thành Bình Hạ bộ và Đông Sơn bộ, có được vùng đất làm cơ sở cho việc hình thành Tây Hạ. Năm 881, nhân người Bình Hạ bộ là Thác Bạt Tư Cung có công giúp triều đình trấn áp loạn Hoàng Sào, được phong làm Hạ châu Tiết độ sứ, đến lúc này chính thức được lĩnh 5 châu: Ngân châu (nay là Mễ Chi, Thiểm Tây), Hạ châu (nay là Hoàng Sơn, Thiểm Tây), Tuy châu (nay là Tuy Đức, Thiểm Tây), Hựu châu (nay là Tĩnh Biên, Thiểm Tây), Tĩnh châu (nay là tây Mễ Chi, Thiểm Tây). Đến thời Tống, Tống Thái Tông thôn tính Hà châu Tiết độ sứ, tuy nhiên Lý Kế Thiên không muốn đầu hàng nên đem bộ lạc tiến công tứ xứ, cuối cùng thu phục đất đai 5 châu. Sau khi đánh hạ Linh châu, thế lực của người Đảng Hạng mở rộng đến khu vực Hà Sáo và Hà Tây tẩu lang. Sau khi Hạ Cảnh Tông kế vị, Tây Hạ tiếp tục củng cố Hà Tây tẩu lang, khi khai quốc xưng đế cương vực Tây Hạ bao gồm 20 châu. Sau đó, Hạ Cảnh Tông tiến hành chiến tranh với Tống ở khu vực Hoành Sơn, đồng thời có ý chiếm lĩnh Quan Trung. Sau thời Hạ Cảnh Tông, Tây Hạ và Bắc Tống tiến hành chiến tranh qua lại, hai bên chiếm lĩnh thành lũy hay trại của đối phương, chiến tranh còn lan đến khu vực Hà Hoàng ở Thanh Hải. Hậu kỳ Hạ Sùng Tông (1086-1139), Tây Hạ để mất khu vực Hoành Sơn, từng gặp phải nguy hiểm. Sau khi Kim diệt Liêu và Bắc Tống, Tây Hạ liên tục thu phục đất đai bị mất, đồng thời chiếm lĩnh khu vực Tiền Sáo Hoàng Hà. Tuy nhiên, thế lực của Tây Hạ bị Kim hạn chế, lãnh thổ được mở rộng không nhiều. Đến thời Hạ Nhân Tông, Tây Hạ ước tính có 22 châu, thời kỳ này là lần cuối bản đồ Tây Hạ ở trong trạng thái ổn định.
Về phân chia hành chính, nhìn chung Tây Hạ thi hành hai cấp châu (phủ) và huyện, lập phủ ở một số châu trọng điểm. Ngoài ra còn phân tả hữu sương 12 giám quân ty, là khu quân quản. Từ 5 châu trước khi kiến quốc, Tây Hạ sau khi chiếm lĩnh khu vực Hà Sáo và Hà Tây tẩu lang, vào thời Hạ Sùng Tông-Hạ Nhân Tông có 22 châu: 9 châu Hà Nam (nam Hoàng Hà), 9 châu Hà Tây (tây Hoàng Hà), ngoại Hi Hà-Tần Hà có 4 châu. Châu có số huyện không nhiều, một bộ phận chỉ có pháo đài và thành trấn, quy mô không bằng một châu của Tống. Mục đích của châu chỉ là để khuếch đại thanh thế, an trí thân tín để khống chế chặt chẽ. Các châu được thăng thành phú có: Hưng châu (Hưng Khánh phủ, Trung Hưng phủ) và Linh châu (Tây Bình phủ) ở Hà Sáo, Lương châu (Tây Lương phủ) và Cam châu (Tuyên Hóa phủ) ở Hà Tây tẩu lang. Hạ châu, Linh châu và Hưng châu nối tiếp nhau làm thủ đô của chính quyền Đảng Hạng trước khi lập quốc, có địa vị hết sức quan trọng. Lương châu ở giữa Hà Tây tẩu lang và Hà Sáo, có vị trí địa lý quan trọng. Ở Cam châu đặt ra Tuyên Hóa phủ nhằm phục trách xử lý các vấn đề Thổ Phồn và Hồi Cốt. Tả hữu sương và 12 giám quân ty chủ yếu do Hạ Cảnh Tông sắp xếp và thiết lập nhằm làm phương tiện quản lý và điều khiển quân đội. Mỗi một giám quân ty đều lập quân doanh phỏng theo chế độ của Tống, quy định đất trú đóng.

## Thể chế chính trị

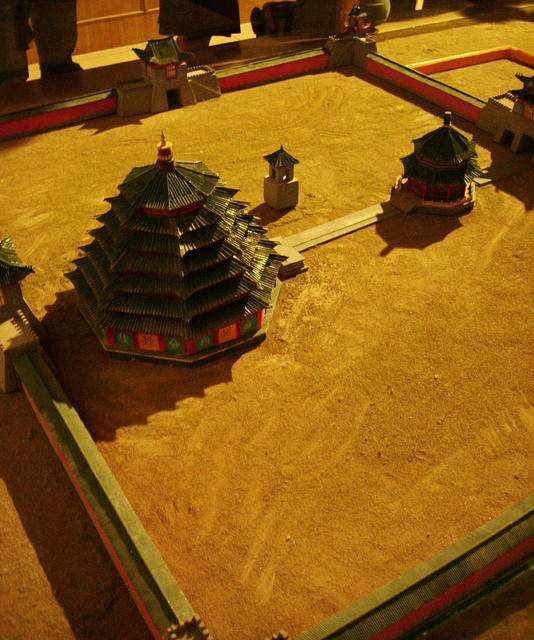
Mô hình lăng mộ hoàng thất Tây Hạ.

Tây Hạ có nền chính trị Phiên-Hán liên hiệp, người Đảng Hạng là dân tộc thống trị chủ yếu, đồng thời liên hiệp với người Hán, người Thổ Phồn, người Hồi Cốt để cùng nhau thống trị. Hoàng tộc Tây Hạ chú ý đến quan hệ với quý tộc Đảng Hạng, dùng thông hôn và chia sẻ quyền lực để gắn kết, song mẫu đảng "quý sủng dụng sự" nên giữa hoàng tộc với mẫu đảng và quý tộc thường phát sinh xung đột. Vào tiền kỳ, Tây Hạ dùng quan chế Phiên-Hán giống như của Liêu, song đến trung hậu kỳ thì toàn diện sử dụng quan chế Tống, Phiên quan dần sa sút.
Thể chế quốc gia và phương thức thống trị của Tây Hạ chịu ảnh hưởng sâu của chính trị-văn hóa Nho gia, phần lớn dựa theo quan chế Tống. Khi lập quốc vào năm 1038, quan phân thành hai ban văn võ, "Trung thư ty", "Xu mật ty", "Tam ty" (Diêm thiết bộ, Độ chi bộ, Hộ bộ) phân biệt quản lý hành chính, quân sự và tài chính. "Ngự sử đài" phụ trách giám sát, "Khai Phong phủ" quản lý sự vụ ở khu vực thủ đô, ngoài ra còn có "Dực vệ ty", "Quan kế ty", "Thụ nạp ty", "Nông điền ty", "Quần mục ty", "Phi long uyển", "Ma khám ty", "Văn tư viện", các cơ cấu Phiên học và Hán học. Năm sau, Hạ Cảnh Tông phỏng theo chế độ của Tống mà thiết lập chức "Thượng thư lệnh", đổi nhị thập tứ ty của Tống thành thập lục ty, phân thành lục tào: công, thương, hộ, binh, pháp, sĩ; khiến chế độ và cơ cấu quan lại của Tây Hạ có quy mô đáng kể. Đến thời Hạ Nghị Tông, lại đặt thêm các chức thượng thư và thị lang các bộ, Nam-Bắc tuyên huy sứ và trung thư, học sĩ. Các chức quan và cơ cấu được phân nhỏ, cải cách quan chế chuyển từ đặt thêm quan chức chính trị-quân sự sang quan chức kinh tế-văn hóa-xã hội.
Phiên quan là các chức quan chuyên do người Đảng Hạng đảm nhiệm, có thuyết nói đây là chế độ tước vị. Phiên quan chủ yếu là nhằm bảo toàn địa vị chủ đạo của quý tộc Đảng Hạng trong chính quyền trung ương, người thuộc các dân tộc khác không được đảm nhiệm, có "ninh lệnh" (đại vương), "mô ninh lệnh" (thiên đại vương), "đinh lô", "đinh nỗ", "tố trai", "tổ nho", "lã tắc", "xu minh" và các chức khác. Sau khi Hạ Cảnh Tông đặt thêm phiên quan, còn học tập một số chế độ từ Liêu và Thổ Phồn như quan chế Nam-Bắc diện. Chế độ Phiên quan Tây Hạ rất lộn xộn, thời Hạ Nghị Tông lại đặt thêm không ít chức quan, tuy nhiên cho đến nay vẫn chưa rõ về chức năng của các chức quan này, có thuyết cho rằng Phiên quan chỉ là Tây Hạ văn biểu thị quan danh Hán quan mà thôi. Với việc các hoàng đế Tây Hạ sau này xem trọng Hán pháp, đổi Phiên lễ dùng Hán nghi, hệ thống Phiên quan dần sa sút. Sau thời Hạ Sùng Tông, Phiên quan không còn xuất hiện trong các văn hiến liên quan.
Liên quan đến phương diện pháp luật, do luật cũ của Tây Hạ có chỗ không rõ ràng, Hạ Nhân Tông theo chủ trương 'thượng văn trọng pháp' mà ban bố "Thiên Thịnh cải cựu tân định luật lệnh", còn gọi là "Thiên Thịnh luật lệnh", "Khai Thịnh luật lệnh". Chủ yếu do Bắc vương-Trung thư lệnh Ngôi Danh Địa Bạo và các quan lại trọng yếu của Trung thư, Xu mật viện, Trung Hưng phủ, Điện tiền ty, Cáp môn ty tham gia soạn viết. Pháp điển của bộ luật này tham khảo từ pháp điển của triều Đường và triều Tống, đồng thời kết hợp với tình hình quốc dân Tây Hạ, nâng cao độ thích hợp với thực tế. Trên một số phương diện (như súc mục nghiệp, quản chế, dân tục) lại có thêm đặc điểm bản dân tộc.

## Ngoại giao
Tây Hạ có địch thủ ở tứ phía, liên tiếp phải ứng phó với uy hiếp và chiến tranh từ Hậu Đường, Hồi Cốt, Thổ Phồn, Tống, Liêu, Kim và Mông Cổ, do vậy triều đình Tây Hạ xem trọng vấn đề ngoại giao. Sách lược ngoại giao của Tây Hạ chủ yếu là liên hiệp hoặc dựa vào kẻ mạnh đồng thời công kích kẻ yếu, dùng chiến tranh cầu hòa bình, nhờ đó quốc gia Tây Hạ có thể tiếp tục tồn tại và phát triển. Tuy nhiên, do nước phụ thuộc vào quá lớn mạnh, cuối cùng vẫn không thoát khỏi số mệnh bị tiêu diệt.
Chính quyền Hạ châu (Định Nan quân) từ trước đó đã phụng sự triều Đường, các triều Ngũ Đại rồi Bắc Tống để duy trì thế lực của bản thân. Về sau, Bắc Tống thôn tính chính quyền Hạ châu, Lý Kế Thiên cất binh nổi dậy. Vào thời điểm đó, ông chọn sách lược liên Liêu kháng Tống, nhiều lần đánh lui quân Tống, đồng thời khuếch trương thế lực, đến năm 990 thì được Liêu Thánh Tông sắc phong làm Hạ quốc vương. Đến thời Lý Đức Minh, nhằm củng cố lãnh địa mới, người Đảng Hạng hòa đàm với Bắc Tống, đến năm 1006 thì ký kết Cảnh Đức hòa nghị, song Lý Đức Minh vẫn duy trì quan hệ với Liêu như xưa. Ngoài việc phải ứng phó chiến sự với Liêu-Tống, Tây Hạ vì muốn xưng bá vùng Hà Tây nên trước sau tiến hành đánh diệt Cam Châu Hồi Cốt, Quy Nghĩa quân, đối kháng với Lục Cốc bộ và Giác Tư La Quốc của người Thổ Phồn, tiếp cận Tây Châu Hồi Cốt.
Hạ Cảnh Tông chính thức xưng đế kiến quốc, tự xưng Bang Nê Định Quốc, xưng là con trai chứ không xưng thần với Tống, nhiều lần xâm nhập biên cương của Tống. Tống Nhân Tông bất mãn trước việc Tây Hạ độc lập, phái binh tiến đánh, chiến tranh Tống-Hạ bùng nổ. Hạ Cảnh Tông giành thắng lợi trước quân Tống trong ba chiến dịch lớn (Tam Xuyên Khẩu, Hảo Thủy Xuyên, Định Xuyên Trại), sau đó hai bên ký kết Khánh Lịch hòa ước vào năm 1004. Triều Tống cấp cho Hoàng đế Tây Hạ danh hiệu là "Hạ quốc chủ", Tây Hạ xưng thần với Tống song trên thực tế Hoàng đế Tây Hạ trong nước vẫn xưng là quân vương, Tống cũng cấp cho Tây Hạ tiền bạc, trà và một lượng lớn vật tư. Tây Hạ đánh bại Tống khiến Liêu bất mãn, hai bên phát sinh ba lần chiến tranh, cuối cùng Tây Hạ xưng thần với Liêu. Sau này, Tống Thần Tông thừa cơ Tây Hạ có nội loạn, phát động "Ngũ lộ phạt Hạ" và chiến dịch Vĩnh Lạc thành, song Tây Hạ đều giành chiến thắng. Tuy nhiên, quốc lực Tây Hạ dần suy yếu, khu vực Hoành Sơn cũng bị Bắc Tống chiếm lĩnh, sau đó nhờ vào Liêu sắp xếp mới có thể duy trì quân hệ chân vạc ba bên Tống-Liêu-Hạ.
Sau khi Kim nổi lên, diệt Liêu rồi diệt Bắc Tống, Tây Hạ từ bỏ đồng minh Liêu-Hạ, thần phục Kim nhằm tự bảo vệ. Lãnh thổ Kim bao quanh phía đông và phía nam của Tây Hạ, kiểm soát kinh tế của Tây Hạ, do vậy triều đình Tây Hạ không dám có hành động tùy tiện với Kim, cùng lắm giữa hai bên chỉ có chiến sự quy mô nhỏ. Sau khi Mông Cổ nổi lên, nhiều lần xâm nhập Tây Hạ, phá hoại đồng minh Kim-Hạ. Hạ Tương Tông và Hạ Thần Tông chuyển sang dùng sách lược "liên Mông công Kim", nhiều lần phát sinh chiến tranh với Kim, tuy nhiên đây là một phương châm sai lầm. Đến thời Hạ Hiến Tông, Tây Hạ lại chuyển sang "liên Kim kháng Mông", song Tây Hạ bị Mông Cổ tiêu diệt vào năm 1227. Kim sử viết về Tây Hạ "lập quốc hơn hai trăm năm, chống lại ba nước Liêu, Kim, Tống, mạn hương vô thường, xem xét thế mạnh yếu của ba nước để đưa ra sách lược khác nhau".
Đối với Hồi Cốt, Thổ Phồn và các dân tộc thiểu số khác, Tây Hạ chọn phương thức xoa dịu và chiêu phủ, so với Tống có vẻ họ còn làm tốt hơn. Như thủ lĩnh Thổ Phồn là Vũ Tạng Hoa Ma ở Tây Sứ thành (nay ở tây nam Định Nam, Cam Túc) không muốn hàng Tống, từng bị tướng Tống là Vương Thiều đánh cướp, Hạ Nghị Tông lập tức phái binh chi viện, còn gả tông nữ cho ông ta, Vũ Tạng Hoa Ma đem Tây Sứ thành và Lan châu dâng cho Tây Hạ.

## Chế độ quân sự
Chế độ quân sự của Tây Hạ lấy binh chế bộ lạc Đảng Hạng làm cơ sở, thêm vào chế độ của triều Tống để hoàn thiện hơn. Tây Hạ là quốc gia được dựng nên từ chiến tranh, quân đội là cơ sở trong việc duy trì sinh hoạt. Do vậy, Tây Hạ thi hành chế độ 'toàn dân là binh', thời bình thì sản xuất, thời chiến thì quân sự và kinh tế-xã hội hợp làm một. Ngoại trừ một phần rất nhỏ trang bị quân sự được cấp cho quân quan và chính quân, những người còn lại khi tác chiến đều phải tự mang lương thực. Đơn vị quân sự nhỏ nhất của Tây Hạ là "sao" (抄), mỗi sao do ba người hợp thành, một người chủ lực, một người phụ chủ, một người phụ đảm. Xu mật viện là cơ cấu lãnh đạo quân sự tối cao của Tây Hạ, bên dưới đặt ra các "ty". Hệ thống chỉ huy có: "thống quân", "hành chủ", "tá tướng", "thủ lĩnh", "tá thủ lĩnh", "tiểu thủ lĩnh". Quân đội toàn quốc phân thành hai hệ thống là quân trung ương và quân địa phương. Bố phòng quân sự lấy Hạ Lan Sơn, Hưng Khánh phủ và Lan châu làm phòng tuyến tam giác, là trung tâm trong việc tác chiến của Tây Hạ. Khi địch mạnh đến gần, quân biên phòng nhanh chóng hồi kinh trợ thủ; khi biên cương nguy cấp, quân chủ lực lập tức đến chi viện, quân đội được điều động rất linh hoạt. Khi tác chiến, quân Tây Hạ tiến khi thuận lợi và thoái khi bất lợi. Do địa hình Tây Hạ chủ yếu là sa mạc và núi, quân đội Tây Hạ do vậy mà giỏi về việc dụ địch vào nơi phục kích, cắt đường vận chuyển lương thảo của địch, tập trung binh lực tiến hành vận động chiến, do vậy đương thời có thể lấy ít thắng mạnh.

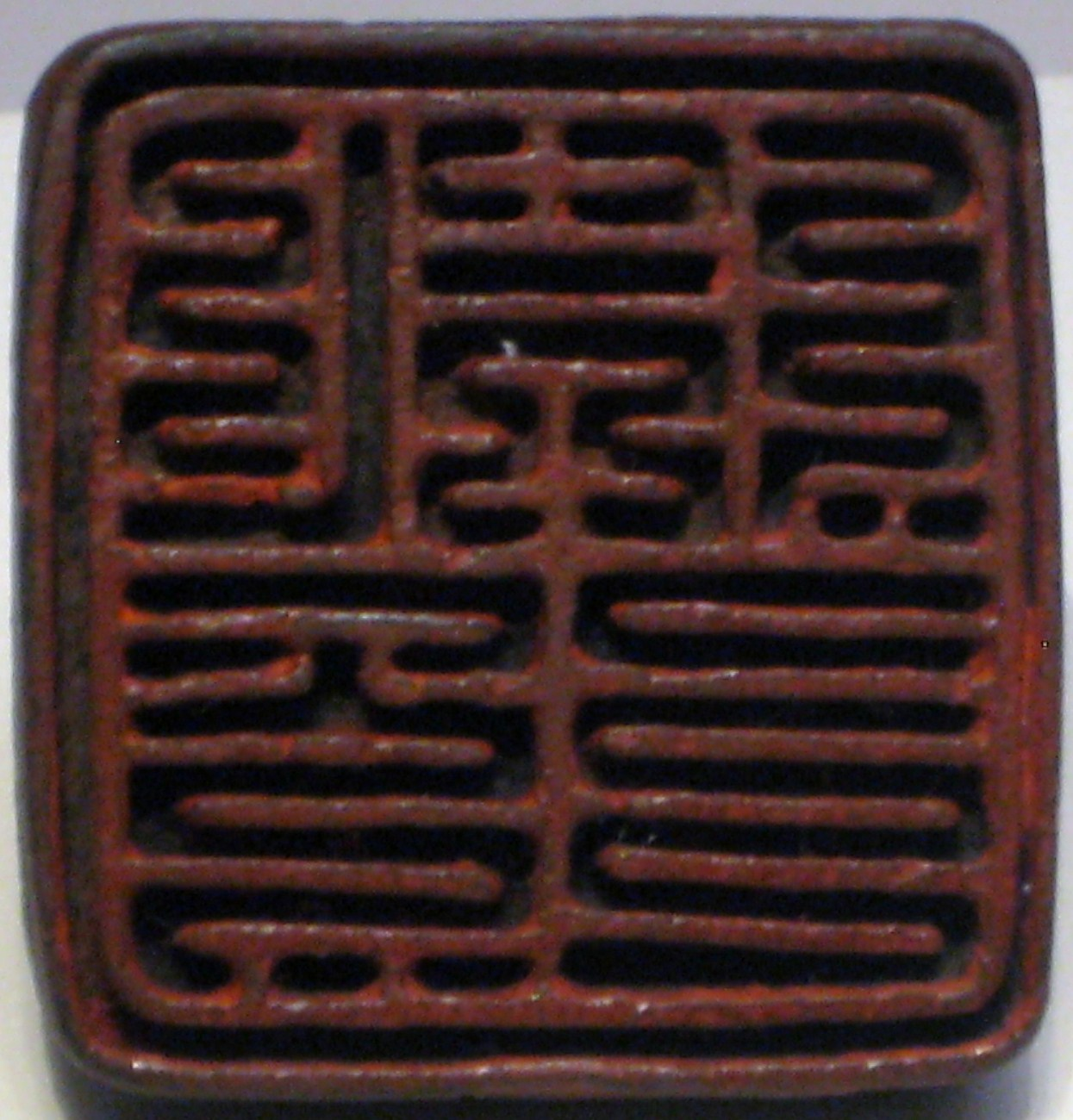
Ấn bằng đồng có khắc chữ "thủ lĩnh" bằng Tây Hạ văn

Hệ thống quân trung ương phân thành Cầm sinh quân, Vệ thú quân, Thị vệ quân, Bát hỉ, Thiết diêu tử, Tràng lệnh lang và Bộ bạt tử. Số quân của Cầm sinh quân ước tính khoảng 10 vạn, nhiệm vụ chủ yếu là bắt người trong khi chiến đấu để biến làm nô lệ, tương đương "đả thảo cốc kị" trong quân đội Liêu, không đảm trách nhiệm vụ quyết chiến. Số quân của Vệ thú quân ước tính có 25 nghìn, bộ thuộc tại khu vực quanh Hưng Khánh phủ, được trang bị rất hoàn thiện, phó binh phối bị bố trí đạt nhiều đến 7 vạn, là đội quân chủ lực của Tây Hạ. Thị vệ quân còn có tên là "Ngự viên nội lục ban trực", có khoảng 5 nghìn người, tuyển từ những con em hào tộc với tiêu chuẩn là giỏi cưỡi ngựa bắn cung, phụ trách việc bảo vệ an toàn của hoàng đế, phân thành tam phiên túc vệ. Bát hỉ ước có khoảng hai trăm người, là pháo binh của Tây Hạ, làm chủ kỹ thuật "hỏa thốc lê", cũng có thể bắn đạn đá, do kị binh bắn, hết sức linh hoạt. Thiết diêu tử có khoảng ba trăm người, sau mở rộng lên đến vạn người, là kị binh hạng nặng của Tây Hạ, có đặc điểm là cơ động linh hoạt, có uy lực khi tác chiến ở bình địa, thường theo hoàng đế tác chiến. Tràng lệnh lang gồm các binh sĩ tráng kiện người Hán bị Tây Hạ bắt được, dùng làm bia đỡ đạn khi tác chiến, giúp giảm thiểu tổn thất về người của quân đội Tây Hạ. Bộ Bát tử là bộ binh của Tây Hạ, giỏi về tác chiến ở vùng núi, hợp thành từ các tráng đinh thuộc những bộ lạc sống ở khu vực Hoành Sơn, thường cùng với Thiết diêu tử đột kích quân địch.
Đối với quân địa phương, Hạ Cảnh Tông đem quân khu toàn quốc phân thành tả sương, hữu sương với 12 giám quân ty, Tả sương: Thần Dũng quân ty trú tại Di Đà động ở Ngân Xuyên (nay là phía đông Du Lâm, Thiểm Tây), Tường Hựu quân ty trú tại Thạch châu, Gia Ninh quân ty trú tại Hựu châu, Tĩnh Tắc quân ty trú tại Vi châu, Tây Thọ Bảo Thái quân ty trú tại bắc Nhu Lang Sơn (nay thuộc Bình Xuyên, Cam Túc), Trác La Hòa Nam quân ty trú tại Khách La Xuyên (nay thuộc Vĩnh Đăng, Cam Túc); Hữu sương: Triều Thuận quân ty trú tại Khắc Di Môn ở Hạ Lan Sơn (nay thuộc vùng núi Thạch Chủy ở Ninh Hạ), Cam Châu Cam Túc quân ty trú tại đất cũ của huyện San Đan, Qua Châu Tây Bình quân trú tại Qua châu, Hắc Thủy trấn Yên quân ty trú tại Hắc Thủy thành (nay thuộc kỳ Ngạch Tể Nạp, Nội Mông), Bạch Mã Cường Trấn quân ty trú tại Lâu Bác Bối (nay thuộc trấn Cát Lan Thái, kỳ A Lạp Thiện Tả, Nội Mông), Hắc Sơn Uy Phúc quân ty trú tại Hà Sáo (nay thuộc huyện Ngũ Nguyên, Nội Mông). Thời kỳ toàn thịnh, "chư quân binh đạt hơn 50 vạn", binh chủng chủ yếu là kị binh và bộ binh. Mỗi một giám quân ty đều phỏng theo chế độ của Tống mà lập ra quân danh, đặt chức đô thống quân, phó thống quân và giám quân ty các, do hoàng đế bổ nhiệm người trong giới quý tộc. Ở bên dưới, đặt ra chức chỉ huy sứ, giáo luyện sứ và 10 tả hữu thị cấm quan, do người Đảng Hạng và người Hán chia nhau đảm nhiệm.

## Nhân khẩu
Không có ghi chép trong sử sách chuyên về nhân khẩu Tây Hạ, do vậy ước tính về nhân khẩu của Tây Hạ rất mơ hồ, hiện nay giới sử học cũng không thống nhất được số liệu. Tuy nhiên, do Tây Hạ theo chế độ toàn dân là binh nên có thể từ số lượng binh lực mà suy ra lượng nhân khẩu. Hiện nay nhận định rằng số lượng nhân khẩu của Tây Hạ không ít hơn 30 vạn hộ, không cao hơn 2 triệu hộ. Theo ghi chép trong "Tống sử" thì Tây Hạ có 50 vạn đại quân. Hiện có luận điểm cho rằng Tây Hạ có 37 vạn quân, đồng thời tại "Đông Đô sự lược- Tây Hạ truyện" thì ghi rằng "Nẵng Tiêu có 158.500 binh" (chỉ tính quân Tây Hạ là người Đảng Hạng). Lại có luận điểm cho rằng Tây Hạ có hơn 50 vạn quân địa phương, cộng thêm 19 vạn quân trung ương, tổng cộng có khoảng trên dưới 70 vạn quân, do vậy có thể suy ra số lượng nhân khẩu Tây Hạ là khoảng 2-3 triệu người. Tuy nhiên, còn có luận điểm cho rằng số liệu này quá phóng đại, họ căn cứ theo "Tục thư trị thông giám trường biên" và "Long bình tập", binh lực của Tây Hạ ước tính khoảng từ 15 vạn đến 18 vạn, tổng số hộ do vậy ước khoảng trên dưới 30 vạn.
Liên quan đến diễn biến nhân khẩu Tây Hạ, các nhà nghiên cứu cũng không có sự thống nhất, căn cứ theo "Trung Quốc nhân khẩu sử" của Triệu Văn Lâm và Tạ Thục Quân vào lúc đỉnh cao năm 1038 là 243 vạn người, sau đó giảm thiểu không ngừng do chiến tranh với Tống và Liêu, sau khi chiến tranh chấm dứt thì phục hồi chậm; năm 1069, nhân khẩu Tây Hạ đạt 230 vạn, mức cao nhất sau khi kiến quốc, rồi sau lại giảm thiểu; vào giai đoạn 1131-1210 thì nhân khẩu duy trì ở mức trên dưới 120 vạn. Tuy nhiên căn cứ theo "Trung Quốc nhân khẩu phát triển sử" của Cát Kiếm Hùng thì nhân khẩu Tây Hạ đạt mức cao nhất là 3 triệu vào thời Hạ Cảnh Tông; sau năm 1127 nhân khẩu Tây Hạ luôn dưới 3 triệu. Căn cứ theo "Trung Quốc nhân khẩu sử"-quyển 3- Liêu Tống Kim Hạ thời kỳ của Ngô Tùng Đệ thì nhân khẩu Tây Hạ đạt đỉnh cao vào năm 1100 thời Hạ Sùng Tông với khoảng 3 triệu người. Mật độ nhân khẩu của Tây Hạ về tổng thể thì thấp hơn mật độ các lộ của Bắc Tống hay các đạo của Đường, song riêng với Lũng Hữu đạo thời Đường thì cao hơn. Điều này là do lãnh thổ Tây Hạ phần lớn là sa mạc, phạm vi thích hợp cho con người cư trú không lớn, lại thêm việc thi hành chế độ toàn dân là binh nên nhân khẩu bị tiêu hao không ít do chiến sự kéo dài.
Tây Hạ là một triều đại đa dân tộc, dân tộc chủ thể là người Đảng Hạng, ngoài ra còn có người Hán, người Thổ Phồn, người Hồi Cốt. Người Tây Hạ phần lớn đều có vóc dáng cao và thanh mảnh, thể hiện ra tính cách thô thiển mạnh mẽ, mau lẹ thẳng thắn. Đẳng cấp xã hội phân biệt rõ ràng, phục sức lễ nghi hàng ngày có sự phân chia. Trang phục của hoàng đế, văn quan và võ quan đều có quy định tiêu chuẩn, bình dân bách tính chỉ được phép mặc y phục xanh lục. Vật đội trên đầu cũng là một căn cứ để phân chia đẳng cấp, hoàng đế đội mũ len, hoàng hậu đội mũ long phượng, mệnh phụ đội mũ hình cành cây hoa lá, văn quan quấn khăn che đầu, võ quan cũng có các kiểu đội đầu.

## Kinh tế
Kinh tế Tây Hạ lấy súc mục nghiệp làm cơ sở, lấy bò, cừu, ngựa và lạc đà làm chính. Nông sản phẩm chủ yếu là đại mạch, gạo, đậu tất, thanh khoa (lúa mạch núi). Nguyên liệu thuốc và một số chế phẩm thủ công của Tây Hạ đặc biệt nổi tiếng. Tại Tây Hạ, các ngành thủ công nghiệp như luyện kim, làm muối, nung gạch, gốm sứ, xe sợi dệt vải, làm giấy, in ấn, nấu rượu, chế tác đồ vàng bạc hay gỗ đều có quy mô và trình độ nhất định. Sau Khánh Lịch hòa nghị năm 1044, triều đình Tống lập ra 'các trường', khôi phục quan hệ dịch giữa Tống và Hạ, sản xuất thủ công nghiệp và thương nghiệp mậu dịch của Tây Hạ phát triển nhanh chóng. Thời Hạ Sùng Tông và Hạ Nhân Tông, kinh tế Tây Hạ phát triển mạnh, vật phẩm tứ phương được đưa đến thủ đô Hưng Khánh, là thời kỳ kinh tế Tây Hạ thịnh vượng nhất.

### Nông nghiệp

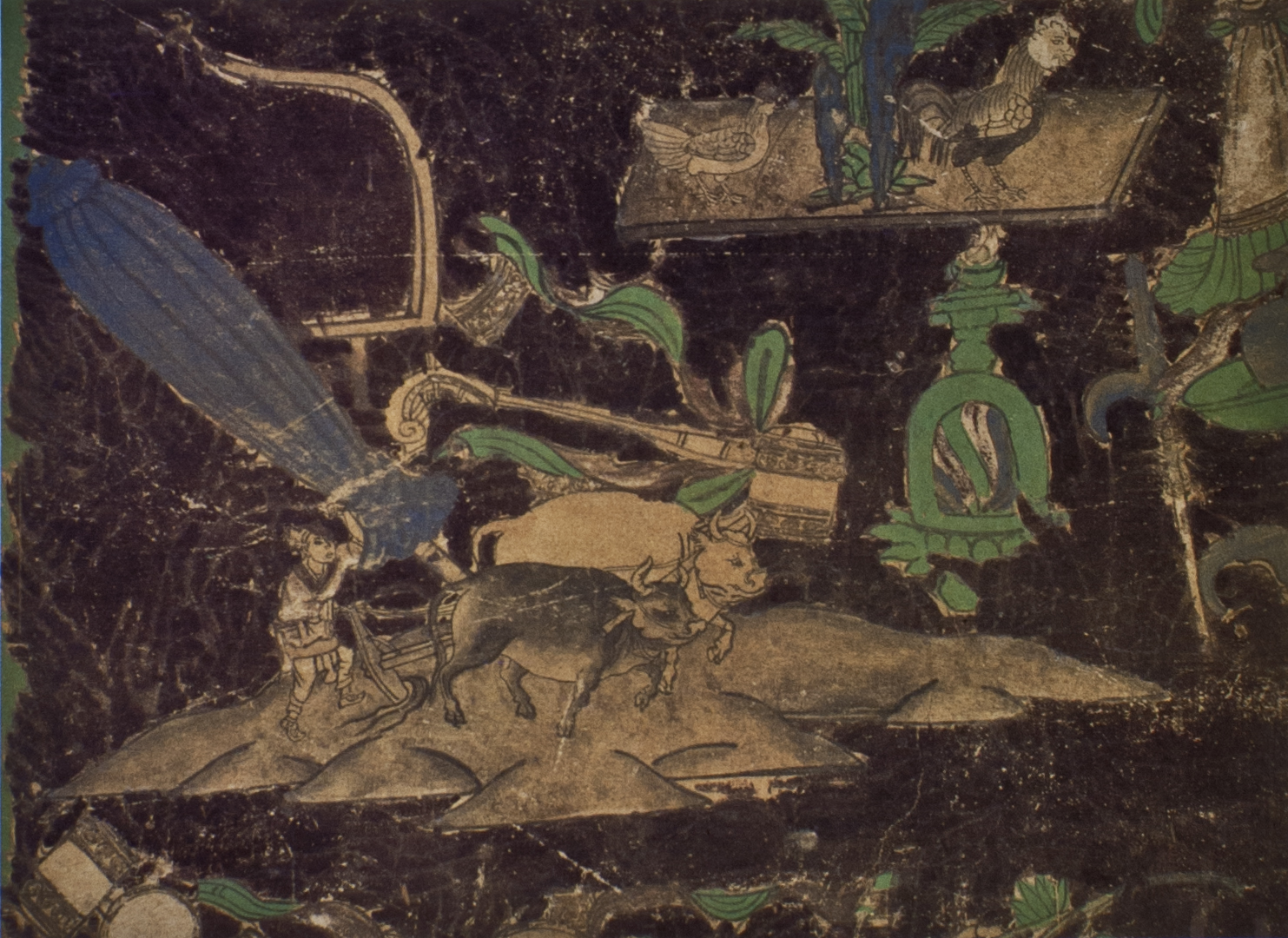
Bích họa miêu tả cảnh cày bằng bò, hang số 3 của quần thể hang Du Lâm.

Người Đảng Hạng là dân tộc du mục, nông nghiệp của họ phát triển chậm hơn so với súc mục nghiệp, nông-mục đều được xem trọng là điểm đặc sắc trong kinh tế xã hội Tây Hạ. Thời Lý Kế Thiên, người Đảng Hạng liên tiếp chiếm lĩnh các khu vực ở Hà Sáo và Hà Tây tẩu lang, là những nơi thuận lợi cho việc sản xuất ngũ cốc. Trong đó, khu vực Hưng Khánh-Linh châu và khu vực Hoành Sơn là vùng sản xuất lương thực chủ yếu của Tây Hạ, sản lượng lương thực ở đó còn có thể dùng để cứu tế các cư dân chịu ảnh hưởng của thiên tai, lương thực ở khu vực Hoành Sơn đương thời thường được sử dụng để nuôi quân Tây Hạ đánh Tống. Nông sản phẩm chủ yếu của Tây Hạ là đại mạch, gạo, đậu tất, thanh khoa (lúa mạch núi), Dược tài khá nổi tiếng của Tây Hạ có đại hoàng, củ kỷ, cam thảo, nằm trong số các mặt hàng mà các thương nhân gắng sức mua lấy. Ngoài ra Tây Hạ còn có các dược tài như xạ tề, linh giác, sài hồ, thung dung, hồng hoa hay sáp ong. Người Đảng Hạng học tập các kỹ thuật canh tác tương đối tiên tiến của người Hán, sử dụng phổ biến nông cụ làm bằng sắt và dùng bò để cày. Lãnh thổ Tây Hạ phần nhiều là sa mạc, tài nguyên nước khan hiếm, do vậy triều đại này rất xem trọng việc xây dựng công trình thủy lợi. Kênh lạch thời Tây Hạ chủ yếu phân bổ tại Hưng châu và Linh châu, trong đó nổi danh nhất là Hán Nguyên cừ và Đường Lai cừ ở Hưng châu. Thời Hạ Cảnh Tông, triều đình Tây Hạ cho xây dựng kênh tưới nước từ Thanh Đồng Hạp đến Bình La hiện nay, thế gian gọi là "Hạ Vương cừ" hay "Lý Vương cừ". Tại khu vực Cam châu, Lương châu, người Tây Hạ lợi dụng nước tuyết tan từ Kỳ Liên Sơn, nạo vét và đào sâu thêm các sông lạch, dẫn nước tưới cho ruộng đồng, trong số các tài nguyên nước này thì Hắc Thủy tại Cam châu là được biết đến nhất. Vùng núi Hoành Sơn có các tài nguyên nước như Vô Định Hà, Bạch Mã Xuyên. Trong pháp điển "Thiên Thịnh cải cựu tân định luật lệnh" thời Hạ Cảnh Tông, triều đình Tây Hạ khuyến khích người dân khai khẩn đất hoang, đồng thời quy định về các vấn đề thủy lợi.
Súc mục nghiệp Tây Hạ rất phát triển, triều đình Tây Hạ còn đặt ra 'quần mục ty' để chuyên quản lý. Các khu chăn nuôi phân bố tại khu vực phía bắc của Hoành Sơn và Hà Tây tẩu lang, trọng yếu là ở Hạ châu, Tuy châu, Ngân châu, Diêm châu và Hựu châu, ngoài ra cao nguyên Ngạc Nhĩ Đa Tư, thảo nguyên A Lạp Thiện và Ngạch Tể Nạp cùng thảo nguyên Hà Tây tẩu lang đều là các khu chăn nuôi thuận lợi. Vật nuôi chủ yếu là bò, cừu, ngựa, và lạc đà, ngoài ra cũng có lừa, la hay lợn. Ngựa ở Tây Hạ dùng cho mục đích quân sự và sản xuất, đồng thời cũng là thương phẩm và cống phẩm trọng điểm đối với bên ngoài, khiến "ngựa Đảng Hạng" có được danh tiếng. Lạc đà chủ yếu được nuôi ở khu vực A Lạp Thiện và Ngạch Tể Nạp, chúng là công cụ vận chuyển trọng yếu ở khu vực cao nguyên và sa mạc. Trong từ thư Tây Hạ "Văn hải" có ghi chép nghiên cứu tỉ mỉ về chăn nuôi gia súc, ghi chép rõ ràng về việc cho ăn, bệnh tật, sinh sản và giống, cho thấy rằng người Tây Hạ có kinh nghiệm rất phong phú đối với chăn nuôi gia súc. Ngoài chăn nuôi gia súc ra, nghề săn bắn cũng rất phát triển, đối tượng săn chủ yếu là chim ưng, cáo, chó, ngựa. Quy mô săn bắn không nhỏ, như trong cống phẩm dâng cho Liêu có 1000 bộ da cáo thảo nguyên. Nghề săn bắn vào trung hậu kỳ Tây Hạ vẫn còn hưng thịnh, được đại thần Tây Hạ xem trọng, quân đội Tây Hạ thường dùng việc săn bắn để huấn luyện hay diễn tập quân sự.

### Thủ công nghiệp

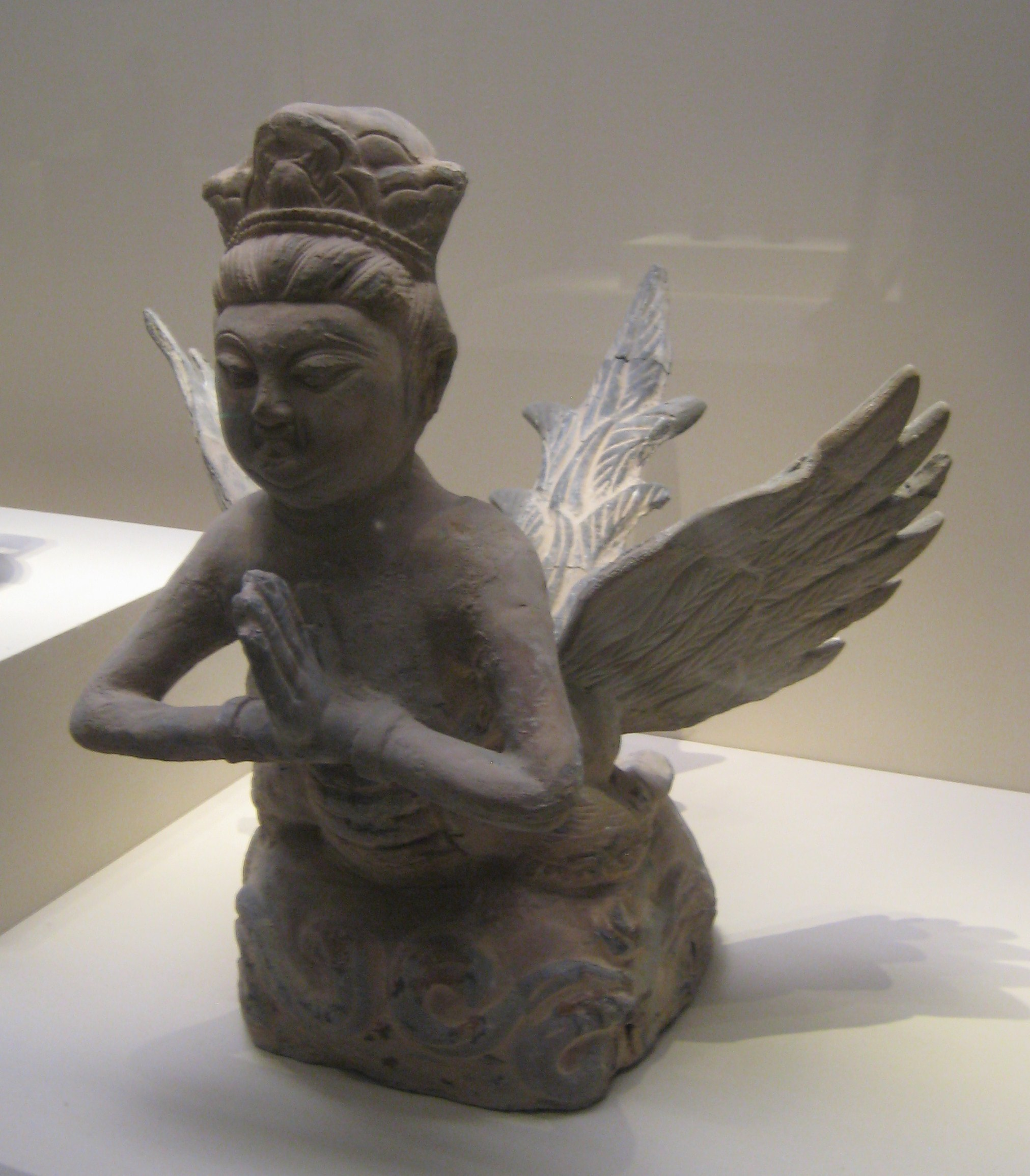
Đồ gốm hình Ca Lăng Tần Già của Tây Hạ

Thủ công nghiệp Tây Hạ phân thành hai loại là quan doanh và dân doanh, trong đó quan doanh là chính. Mục đích sản xuất chủ yếu là để cung cấp cho quý tộc Tây Hạ sử dụng, kế đến là sản xuất để bán ra bên ngoài. Các ngành thủ công nghiệp tương đối toàn diện, trong pháp điển "Thiên Thịnh cải cựu tân định luật lệnh- Ty tự hành văn môn" có phân loại chi tiết. Các ngành thủ công nghiệp chính là xe sợi dệt vải, luyện kim, chế tác đồ bằng vàng bạc hay gỗ, làm muối, nấu rượu, gốm sứ, xây dựng, nung gạch, chế tạo binh khí cũng khá phát triển.
"Thanh diêm" là thương phẩm được cư dân ở biên giới Tống-Hạ ưa chuộng, cũng là một trong các tài nguyên trọng yếu của Tây Hạ. Khu vực sản xuất chủ yếu là các giếng muối Ô Trì, Bạch Trì, Ngõa Trì và Tế Hạng Trì ở Diêm châu (nay ở bắc Diêm Trì, Ninh Hạ), hay là Ôn Tuyền Trì ở Linh châu (nay ở Ngô Trung, Ninh Hạ). Thanh diêm sản xuất ở Tây Hạ có vị ngon giá thấp, được hoan nghênh hơn so với muối từ Giải Trì ở Hà Đông (tức tỉnh Sơn Tây ngày nay) của Tống, ngoài ra ở Kiềm Ôi Xuyên tại Tây An châu (nay ở tây Hải Nguyên, Ninh Hạ) còn sản xuất bạch diêm, hồng diêm, chất lượng chỉ kém thanh diêm. Thanh diêm và bạch diêm sản xuất tại Tây Hạ ngoài việc dùng để cung cấp cho nhân dân trong nước, chủ yếu dùng để mậu dịch theo đường chính phủ với Liêu, Tống và Kim, trong đó hầu hết là vận chuyển đến Quan Trung của Tống và dùng nó để đổi lấy một lượng lớn lương thực. Do vậy, triều đình Tống từng cấm chỉ thanh diêm của Tây Hạ qua cửa khẩu, người Tống từ đó chỉ có thể nhập lậu và kiếm được lợi nhuận lớn.
Thảm len của Tây Hạ là một thương phẩm xuất khẩu quý hiếm, Livre des merveilles du monde ghi theo lời Marco Polo nhận xét loại len trắng làm từ lông lạc đà trắng ở khu vực Tây Hạ là tốt nhất thế giới. Tây Hạ có tài nguyên khoáng sản khá phong phú, do vậy nghề chế tạo binh khí của triều đại này, như áo giáp rèn nguội khiến cả "thần tí cung", "toàn phong pháo", "kính nỗ" cũng không thể bắn xuyên qua, đều được thế nhân khen ngợi; đặc biệt là "Hạ quốc kiếm" sắc nhọn đến mức đương thời không thứ nào bì được, được người Tống quý trọng.
Người Tây Hạ tiếp thu văn hóa Hán đồng thời duy trì văn hóa của mình, dùng hai loại văn tự Hán và Tây Hạ trong việc khắc in sách. Nhằm phát triển nghề in ấn, triều đình Tây Hạ còn đặt ra "Khắc tự ty" để chuyên quản việc xuất bản, ngoài ra tư nhân và học hiệu ở Tây Hạ cũng có khả năng in khắc sách. Chủng loại sách được khắc in thì có nhiều, như kinh Phật, kinh điển Hán học, văn học thi ca, âm vận, bói toán bùa chú, y học, kỹ thuật, trong đó kinh Phật có số lượng nhiều nhất. Năm 1189, Hạ Nhân Tông cho phát tán 10 vạn quyển "quan Di Lặc thượng thăng đâu suất thiên kinh" bằng chữ Tây Hạ và Hán, 5 vạn quyển "Kim cương Phổ Hiền hành tụng kinh" cùng "Quan Âm kinh" và các đầu sách khác bằng chữ Hán.
Tây Hạ vốn không có đồ sứ, số đồ họ có được chủ yếu là cướp đoạt từ người Tống. Sau Khánh Lịch hòa nghị năm 1044, Tây Hạ học được kỹ thuật làm đồ sứ của người Hán. Đến thời Hạ Nghị Tông, Tây Hạ bắt đầu phát triển nghề làm đồ sứ, chủ yếu lấy Hưng Khánh phủ làm trung tâm sản xuất. Từ những hiện vật khảo cổ khai quật được, có thể thấy đồ sứ được nung của Tây Hạ chủ yếu là bát sứ trắng, mâm sứ trắng. Kỹ thuật của đồ sứ Tây Hạ không bằng được sứ Tống, song đơn giản trang trọng, hình thành một phong cách độc đáo.

### Thương nghiệp và tiền tệ
Lãnh thổ Tây Hạ bao trùm Hà Tây tẩu lang- nơi con đường tơ lụa đi qua, lại thêm việc trong nước chỉ sản xuất được nhiều gia súc, còn lại thì có nhu cầu lớn về lương thực, trà và một bộ phận sản phẩm thủ công, do vậy mậu dịch đối ngoại là một trong những huyết mạch của kinh tế Tây Hạ, chủ yếu phân thành mậu dịch triều cống, mậu dịch "các trường", chợ ngầm. Các thành thị thương nghiệp quốc nội của Tây Hạ rất phồn vinh, Hưng Khánh, Lương châu, Cam châu, Hắc Thủy thành đều rất hưng thịnh. Thương phẩm chính là thực phẩm, vải, lụa, vật nuôi, thịt. Tây Hạ có thể sử dụng việc khống chế Hà Tây tẩu lang để quản lý mậu dịch qua lại giữa Tây Vực và Trung Nguyên, bản thân Tây Hạ có mậu dịch thương mại thường xuyên với Bắc Tống, Liêu, Kim, Tây Châu Hồi Cốt và các bộ Thổ Phồn. Do Tây Hạ lũng đoạn quá độ Hà Tây tẩu lang, khiến một bộ phận thương nhân Tây Vực chuyển sang đi băng qua bồn địa Sài Đạt Mộc, qua Thiện châu (nay thuộc Thanh Hải, Tây Ninh) và men theo sông Hoàng Thủy mà sang Tần châu (nay thuộc Thiên Thủy, Cam Túc) của Tống, sử gọi là 'con đường Thổ Dục Hồn'.
Đối với triều đình Trung Nguyên và Liêu, Tây Hạ lựa chọn hình thức mậu dịch triều cống, đương thời thường dùng lạc đà hay bò cừu để đổi lấy lương thực, trà, hay vật tư trọng yếu. Sau khi Tây Hạ giành được thắng lợi trong chiến tranh Tống-Hạ, theo điều khoản trong Khánh Lịch hòa nghị năm 1044, Tây Hạ mỗi năm có được từ Tống 5 vạn lạng bạc, 13 vạn thất lụa, 2 vạn cân trà; ngoài ra vào các ngày lễ tết mỗi năm còn có thể thu thêm được 2,2 vạn lạng bạc, 2,3 vạn thất lụa, 1 vạn cân trà. Từ thời Lý Kế Thiên, người Đảng Hạng bắt đầu triều cống cho Liêu, đến khi mất nước thì có tổng cộng cống cho Liêu được 24 lần. Tây Hạ còn dùng trà và tuế tệ của Tống để đổi lấy cừu của người Hồi Cốt hay Thổ Phồn, rồi bán lại cho Liêu, Tống hay Kim, thu được lợi nhuận. Mậu dịch triều cống thường bị gián đoạn bởi chiến tranh, mức độ ổn định không lớn.
Mậu dịch 'các trường' tương đối quy mô mà lại ổn định, ở nơi biên cảnh giữa Tây Hạ với Tống, Liêu, Kim thì hai bên cho đặt 'các trường' dùng chung cho mục đích giao dịch biên mậu. Trên biên giới Hạ-Tống thì lập 'các trường' ở Bảo An quân (nay thuộc Chí Đan, Thiểm Tây), Trấn Nhung quân (nay thuộc Cố Nguyên, Ninh Hạ), Lân châu, Diên châu. Trên biên giới Hạ-Liêu, lập 'các trường' tại Thiên Đức phủ hay Vân Nội ở tây bắc Tây Kinh của Liêu, Ngân Úng Khẩu cùng Quá Yêu Đái và Thượng Thạch Lăng Pha ở tây bắc Vân Trung. Ở những nơi này có không gian ổn định cho hoạt động mậu dịch, có nha nhân đánh giá đẳng cấp của hàng hóa, được quan phủ hai bên trông coi, cùng quản lý thị trường và thu thuế. Vật nuôi, đồ đan len, thảo dược là những mặt hàng mậu dịch chính, ngoài "quan thị" thì các chủng loại thương phẩm có sự phong phú hơn. Sau khi Kim diệt Bắc Tống, mậu dịch đối ngoại của Tây Hạ nằm trong tay của Kim, kinh tế Tây Hạ phụ thuộc vào Kim. Năm 1141, Kim đồng ý mở cửa 'các trường' tại Bảo An quân, Lan châu, Tuy Đức, Hoàn châu, Đông Thắng châu. Năm 1172, Kim Thế Tông lấy cớ đóng cửa 'các trường' Bảo An quân, Lan châu, Tuy Đức; cho rằng việc đổi tơ lụa lấy xa xỉ phẩm của Tây Hạ là không thích hợp. Điều này khiến cho hai bên có chiến sự không ngừng vào cuối thời Hạ Nhân Tông, 10 năm sau mới khôi phục mậu dịch bình thường. Cuối cùng là "thiết thị" (chợ ngầm) có số lượng lớn và phân tán, là thị trường phi chính thức và buôn lậu, như mậu dịch 'thanh diêm' lựa chọn phương thức này để đổi lấy lương thực của Tống.
Do thương nghiệp Tây Hạ hưng thịnh, tiền tệ lưu thông cũng hết sức quan trọng: một loại là tiền do Tây Hạ đúc; còn có tiền đến từ Tống hay Kim. Tây Hạ đúc tiền ngay từ thời Hạ Cảnh Tông, các hoàng đế sau này chỉ trừ Hạ hiến Tông và Hạ Mạt Đế ra thì đều có cho đúc tiền, Hạ Nhân Tông và năm 1158 còn thiết lập 'Thông tế giám' để quản lý việc đúc tiền. Tiền tệ do Tây Hạ đúc phần lớn đều tốt đẹp, có thư pháp mềm mại thanh thoát. Hiện nay đã phát hiện được năm loại tiền tệ có Tây Hạ văn, phân biệt là "Phúc Thánh bảo tiền", "Đại An bảo tiền", "Trinh Quán bảo tiền", "Càn Hựu bảo tiền", "Thiên Khánh bảo tiền".

## Văn hóa
Văn hóa Tây Hạ chịu ảnh hưởng sâu của văn hóa Hán vùng Hà Lũng, cũng như văn hóa Thổ Phồn và Hồi Cốt. Người Tây Hạ đồng thời cũng tích cực tiếp thu văn hóa và chế độ phép tắc Hán, phát triển Nho học, phổ biến Phật học, hình thành một vương quốc Phật giáo có chế độ phép tắc Nho gia. Người Đảng Hạng khởi đầu là bộ lạc du mục, còn Phật giáo sau khi truyền đến Lương châu vào thế kỷ I thì dần trở nên hưng thịnh trong khu vực, người Tây Hạ sau khi kiến quốc đã sáng tạo ra nền văn hóa nghệ thuật Phật giáo độc đáo của riêng mình. Chùa khắc đá Bách Nhãn ở kỳ Ngạc Thác Khắc thuộc Nội Mông là kho báu nghệ thuật bích họa Phật giáo Tây Hạ. Trong Hắc Thủy thành ở kỳ Ngạch Tể Nạp phát hiện được kinh Phật bằng Tây Hạ văn, tháp Phật Thích Ca, tượng Quan Âm đắp bằng đất. Ngoài ra, Tây Hạ còn tích cực phát triển hang Mạc Cao ở Đôn Hoàng. Sau khi Tây Hạ đánh diệt Quy Nghĩa quân vào năm 1036, họ chiếm lĩnh Qua châu và Sa châu, kiểm soát hang Mạc Cao. Từ thời Hạ Cảnh Tông đến thời Hạ Nhân Tông, hoàng đế Tây Hạ nhiều lần hạ lệnh xây dựng sửa chữa trong hang Mạc Cao, khiến nơi đây thêm phần huy hoàng. Đương thời, hang Mạc Cao được bôi màu lục, tiếp thu văn hóa Trung Nguyên và phong cách Úy Ngột Nhi, Thổ Lỗ Phồn. Ngoài ra, biểu hiện cho văn hóa Tây Hạ còn có Tây Hạ văn, còn gọi là "Phiên thư". Tây Hạ thiết lập Phiên học và Hán học khiến ý thức dân tộc Tây Hạ được tăng cường, bách tính "thông Phiên-Hán tự", trình độ văn hóa được tăng thêm nhiều. Lý Nguyên Hạo từng ban bố "Thốc Phát lệnh", lệnh cho nam giới tên toàn quốc trong ba ngày phải cạo đầu, ai trái lệnh phải chết.

### Tư tưởng và giáo dục

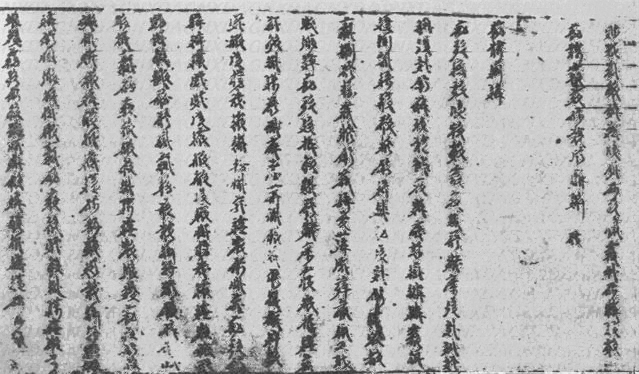
Một phần "Tôn Tử binh pháp" viết bằng Tây Hạ văn theo lối thảo thư.

Thể chế quan liêu và văn hóa cùng chế độ chính trị của Tây Hạ chịu ảnh hưởng sâu của văn hóa Nho gia, từ thời Lý Kế Thiên đến những năm cuối, các đế vương Tây Hạ không ai không học tập và phỏng theo phép chế của người Hán. Thời Lý Kế Thiên, "ngầm đặt chức quan, khác biệt hoàn toàn so với quy chế của người Khương, hết lòng mời Nho sĩ, dần thi hành tập tục Trung Quốc"; đến thời Lý Đức Minh thì "đều như chế độ ở Trung Quốc". Các thế hệ hoàng thân tông thất của Tây Hạ sùng bái Khổng Tử, tôn trọng ngưỡng mộ văn hóa Hán tộc. Ngoài ra, người Tây Hạ còn soạn viết một số thư tịch dung hợp và tuyên dương học thuyết Nho gia, như "Thánh lập nghĩa hải", "Tam tài tạp tự", "Đức hành ký", "Tân tập từ hiếu truyền", "Tân tập cẩm hiệp đạo lý", "Đức sự yếu văn". Nho học được đề xướng tại các triều Cảnh Tông, Nghị Tông, Huệ Tông, và Sùng Tông, đến thời Nhân Tông thì trở nên rất thịnh.
Khi Hạ Cảnh Tông thiết lập quan chế, đồng thời cũng cho thiết lập Phiên học và Hán học để làm cái nôi giúp bồi dưỡng văn hóa. Nhà bác học đa tài Dã Lợi Nhân Vinh được phân chủ trì Phiên học do Hạ Cảnh Tông xem trọng Phiên học, đồng thời ở các châu đặt chức 'giáo thụ', để tiến hành giảng dạy Phiên học. Tây Hạ nhìn chung thiết lập năm loại học hiệu: Phiên học, quốc học, tiểu học, cung học, thái học. Mục đích của việc thiết lập học hiệu chủ yếu là để bồi dưỡng nhân tài, tôn Khổng Tử làm Văn Tuyên Đế. Tây Hạ vào thời trung hậu kỳ còn phát triển chế độ khoa cử, hậu kỳ Hạ Sùng Tông thì bắt đầu tiến hành 'Đồng tử khoa', tiến hành khảo thí khoa cử; năm 1147 Hạ Nhân Tông phong cử nhân, lập lại 'Đồng tử khoa'. Tây Hạ vào hậu kỳ về cơ bản dùng khoa cử để chọn kẻ sĩ làm quan, bất luận là người Hán hay các dân tộc khác, cũng như tông thất quý tộc đều phải trải qua khoa cử trên con đường làm quan.

### Chữ viết, văn học và sử học

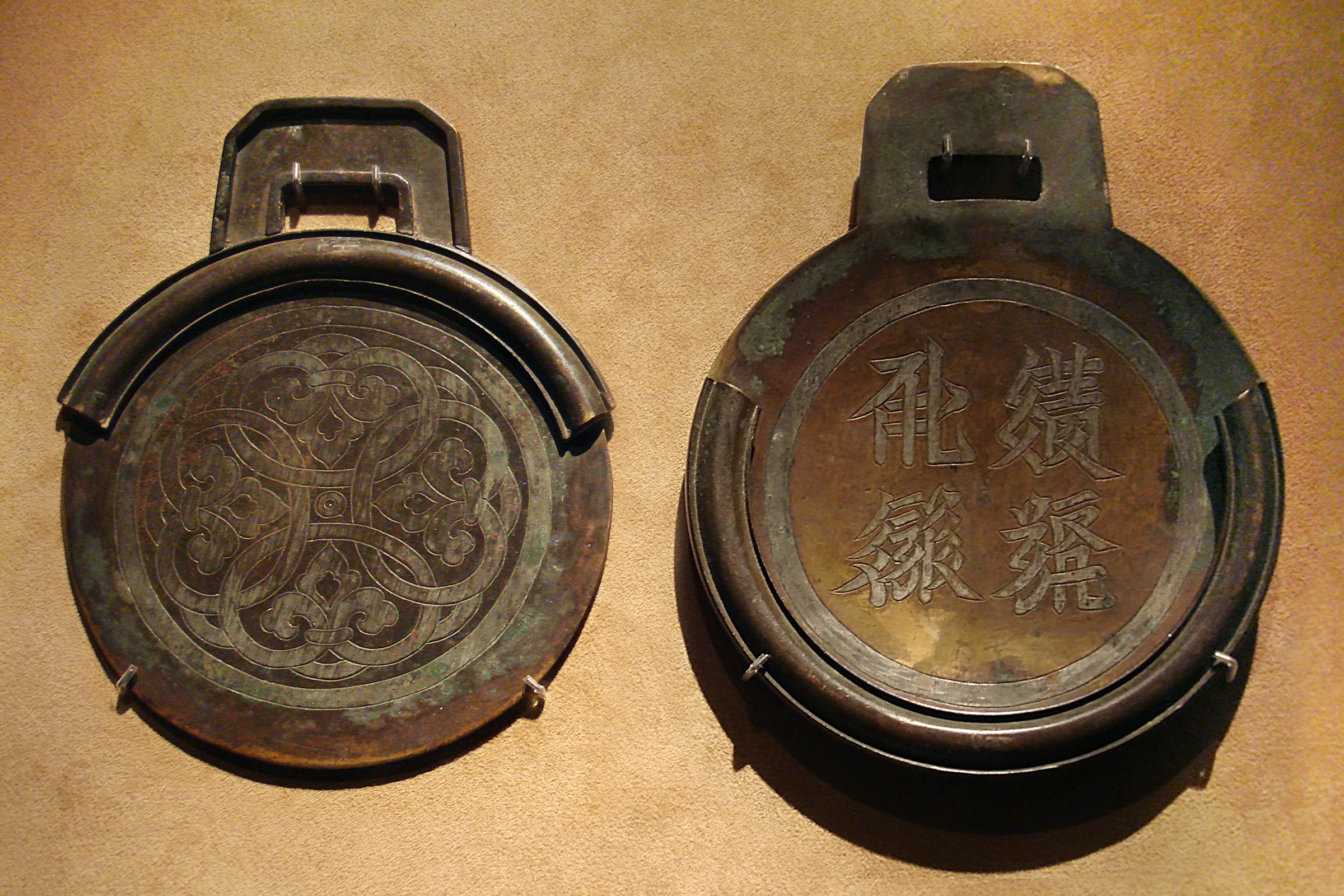
Ấn khắc bằng đồng thanh, dùng để đóng dấu vào các pháp lệnh nhằm xác minh thân phận.

Vào đêm trước khi dựng nước, để đáp lại kiến nghị về ngôn ngữ quốc gia, Hạ Cảnh Tông phái Dã Lợi Nhân Vinh phỏng theo kết cấu của chữ Hán để tạo ra chữ Tây Hạ, đến năm 1036 thì ban hành, cũng được gọi là "quốc thư" hoặc "Phiên thư"; biểu, tấu, văn thư qua lại với vương triều xung quanh đều sử dụng chữ Tây Hạ. Văn tự này được cấu thành phần nhiều là tương tự cấu tạo lục thư (tượng hình, chỉ sự, hội ý, hình thanh, chuyển chú, giả tá) của chữ Hán, song so với chữ Hán thì có số nét nhiều hơn. Văn học gia người Tây Hạ là Cốt Lặc Mậu Tài nhận định quan hệ giữa chữ Tây Hạ và chữ Hán là "luận mạt tắc thù, khảo bổn tắc đồng"Bản mẫu:Luận về (hình thái) sau cùng thì có khác, xét kỹ về bản chất (nguồn gốc) thì giống nhau (論末則殊，考本則同). Chữ Tây Hạ sau khi xuất hiện thì được sử dụng rộng rãi trong các sách lịch sử, pháp luật, văn học, y học, hay trên các văn bia được chạm khắc, các tiền tệ được đúc, trên các bùa chú hay thẻ bài. Triều đình Tây Hạ cũng thiết lập Phiên học, do Dã Lợi Nhân Vinh chủ trì, tuyển chọn bổ nhiệm con em quý tộc quan lại phiên dịch văn điển Hán hay kinh điển Phật giáo. Để phục vụ cho việc phiên dịch giữa văn tự Hán và Tây Hạ, Cốt Lặc Mậu Tài vào năm 1190 soạn viết ra "Phiên Hán hiệp thì chưởng trung châu" (番漢合時掌中珠), lời tựa có cả chữ Tây Hạ và chữ Hán, nội dung giống nhau. Nói rằng "không học nói tiếng Phiên thì không thể hòa hợp với dân Phiên, không biết tiếng Hán thì sao hợp được với phép tắc người Hán", ý rằng quyển sách này có mục đích là để cho người Tây Hạ và người Hán có thể học tập ngôn ngữ của nhau, là một chìa khóa quan trọng trong việc nghiên cứu lịch sử Tây Hạ hiện nay.
Tây Hạ xem trọng văn hóa Hán, song tác phẩm văn học sáng tác bằng Hán văn truyền đời không nhiều, phần lớn là thi ca và ngạn ngữ. Thi ca Tây Hạ có các thể loại như thơ cung đình, thơ tôn giáo khuyến thiện, thơ khai sáng, kỉ sự và sử thi. Thi ca Tây Hạ có luật vần, thường có kết cấu đối xứng, thông thường là thể ngũ ngôn hoặc thất ngôn, cũng có thể đa ngôn, mỗi câu thơ có số âm tiết khác nhau. "Đại tụng thi" của tác giả Tây Hạ văn Dã Lợi Nhân Vinh nhận được sự tán dương, khá có tiếng. "Hạ thánh căn tán ca" là tác phẩm mang tính sử thi, nội dung phần nhiều là truyền thuyết dân gian, cách dùng từ chọn câu giàu sắc thái ca dao dân gian. Trong đó, bắt đầu bằng ba câu: "Hắc đầu thạch thành mạc thủy biên, Xích diện phụ trủng bạch hà thượng, Cao di dược quốc tại bỉ phương"Bản mẫu:Cần dịch nghĩa (黑頭石城漠水邊, 赤面父冢白河上, 高彌藥國在彼方), được các học giả Tây Hạ học sử dụng trong việc nghiên cứu lịch sử khởi nguyên của người Đảng Hạng. Ngoài ra còn có "Tân tu Thái Học ca" khen ngợi Thái Học được xây dựng lại, mang phong cách thơ cung đình. Hạ Sùng Tông xem trọng văn học, bản thân cũng từng sáng tác "Linh chi ca" đối đáp với đại thần Vương Nhân Trung, truyền thành giai thoại.

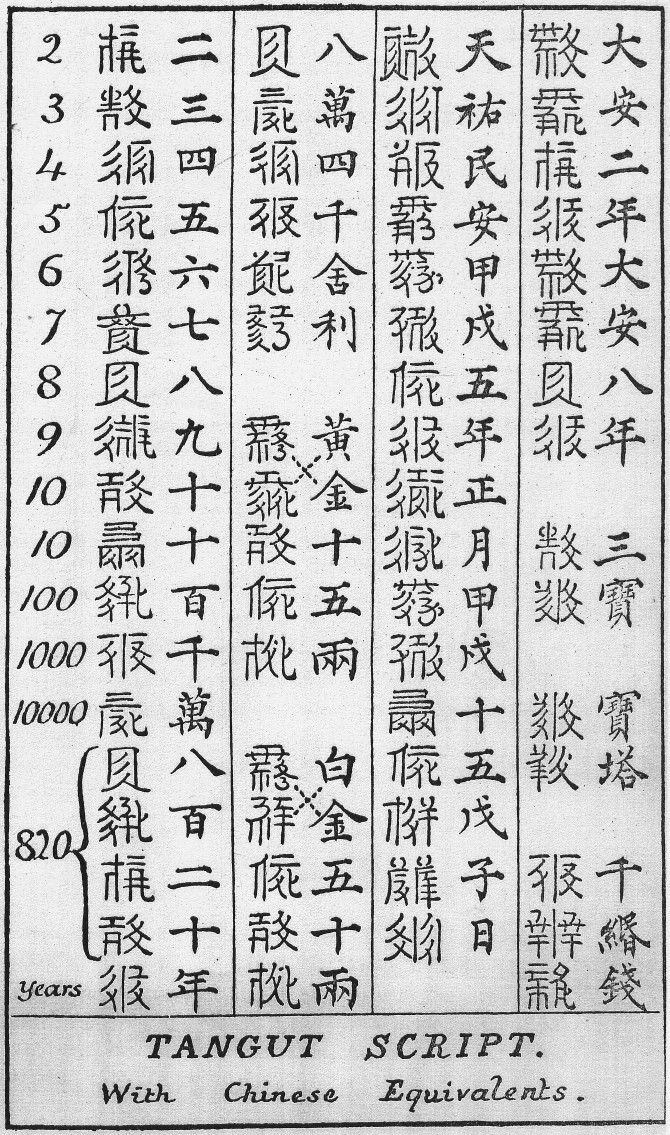
Stephen Wootton Bushell giải mã 37 chữ Tây Hạ sang chữ Hán vào năm 1896.

Ngạn ngữ Tây Hạ đối ngẫu tinh tế chỉnh tề, kết cấu nghiêm ngặt, số từ không giống nhau, nội dung có phạm vi rộng và phản ánh các mặt của xã hội Tây Hạ, đồng thời liên quan đến các yếu tố sản xuất, phong tục, tôn giáo của bách tính. Tập sách ngạn ngữ Tây Hạ nổi tiếng có "Tân tập cẩm hiệp từ", bởi Lương Đức Dưỡng biên soạn vào năm 1176, được Vương Nhân Trì biên soạn bổ sung vào năm 1187, tổng cộng có 364 điều ngạn ngữ. Nội dung của tập sách có ghi rằng "Ngạn ngữ không thành thạo thì không cần phải nói"; "thiên thiên chư nhân", "vạn vạn dân thứ" đều không thể thiếu được ngạn ngữ, thể hiện ra tính quan trọng của ngạn ngữ đối với nhân dân Tây Hạ.
Hoàng đế Tây Hạ rất xem trọng công tác biên soạn quốc sử của nước mình. Oát Đạo Xung vào thời Lý Đức Minh đã giữ chức chủ quản việc soạn viết quốc sử của Tây Hạ, hậu duệ của người này sau đó kế tiếp nhiệm vụ. Đến thời Hạ Nhân Tông, đặt ra Hàn lâm học sĩ viện, mệnh Vương Thiêm, Tiêu Cảnh Nhan tham khảo chước theo quy cách viết quốc sử kiểu thực lục của Tống, phụ trách việc viết "Lý thị thực lục". Năm 1225, Nam viện tuyên huy sứ La Thế Xương sau khi bãi quan đã viết "Hạ quốc thế thứ", song sau đó bị mất.

### Tôn giáo

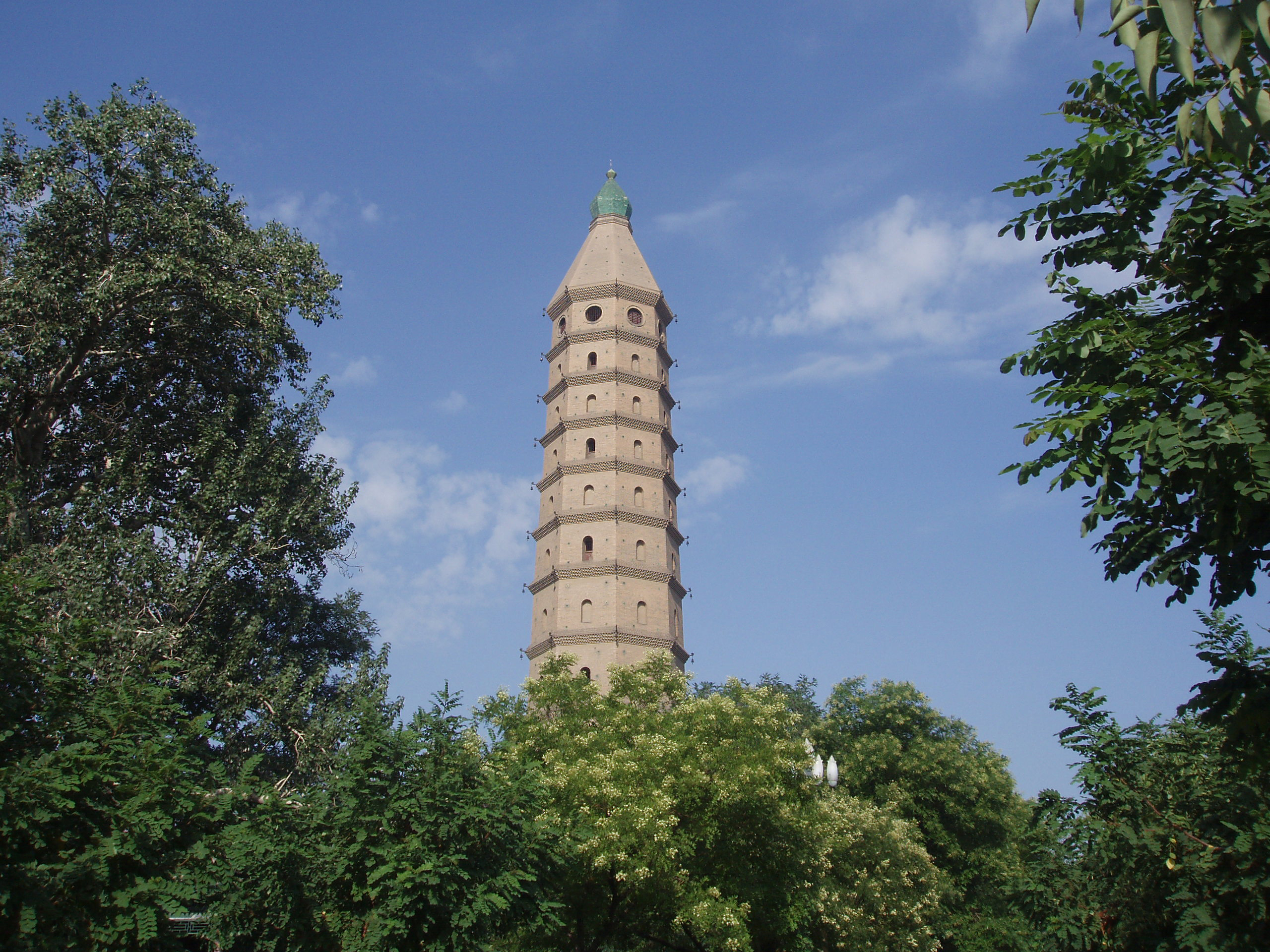
Thừa Thiên tự tháp được lập vào thời Hạ Nghị Tông, với sự ủng hộ mạnh mẽ của Một Tạng thái hậu

Nhân dân Tây Hạ nhìn chung chọn Phật giáo làm tín ngưỡng chủ yếu, trước khi kiến quốc thì họ sùng bái tự nhiên là chính. Người Đảng Hạng khi còn ở khu vực Tùng Phan Tứ Xuyên vào thời Đường đã lấy "trời" làm đối tượng sùng bái Những người Đảng Hạng sau khi thiên di đến khu vực Thiểm Bắc, từ sùng bái tự nhiên phát triển đến tín ngưỡng quỷ thần. Sau khi kiến quốc, người Đảng Hạng vẫn tôn sùng tín ngưỡng đa thần, với các vị thần tự nhiên như sơn thần, thủy thần, long thần, thụ thần, các thần thổ địa. Ví dụ như Hạ Cảnh Tông từng "tự đến Tây Lương phủ cúng tế thần"; Hạ Nhân Tông từng lập bia cầu Hắc Thủy ở ven sông Hắc Thủy tại Cam châu, tế cáo chư thần, thỉnh cầu bảo hộ cầu, dẹp yên lũ lụt. Ngoài sùng bái quỷ thần, người Đảng Hạng còn tôn sùng vu thuật, tức ma thuật. Người Đảng Hạng gọi việc cúng quỷ là "tư" (廝), thầy cúng quỷ được gọi là "tư kê" (廝乩), là cầu nối giữa người và quỷ thần, chủ yếu đảm nhiệm về đuổi quỷ và xem bói. Trước chiến tranh, người Tây Hạ tiến hành việc xem bói để hỏi về lành dữ, trong chiến tranh thì họ thường xuyên tiến hành vu thuật "sát quỷ chiêu hồn".

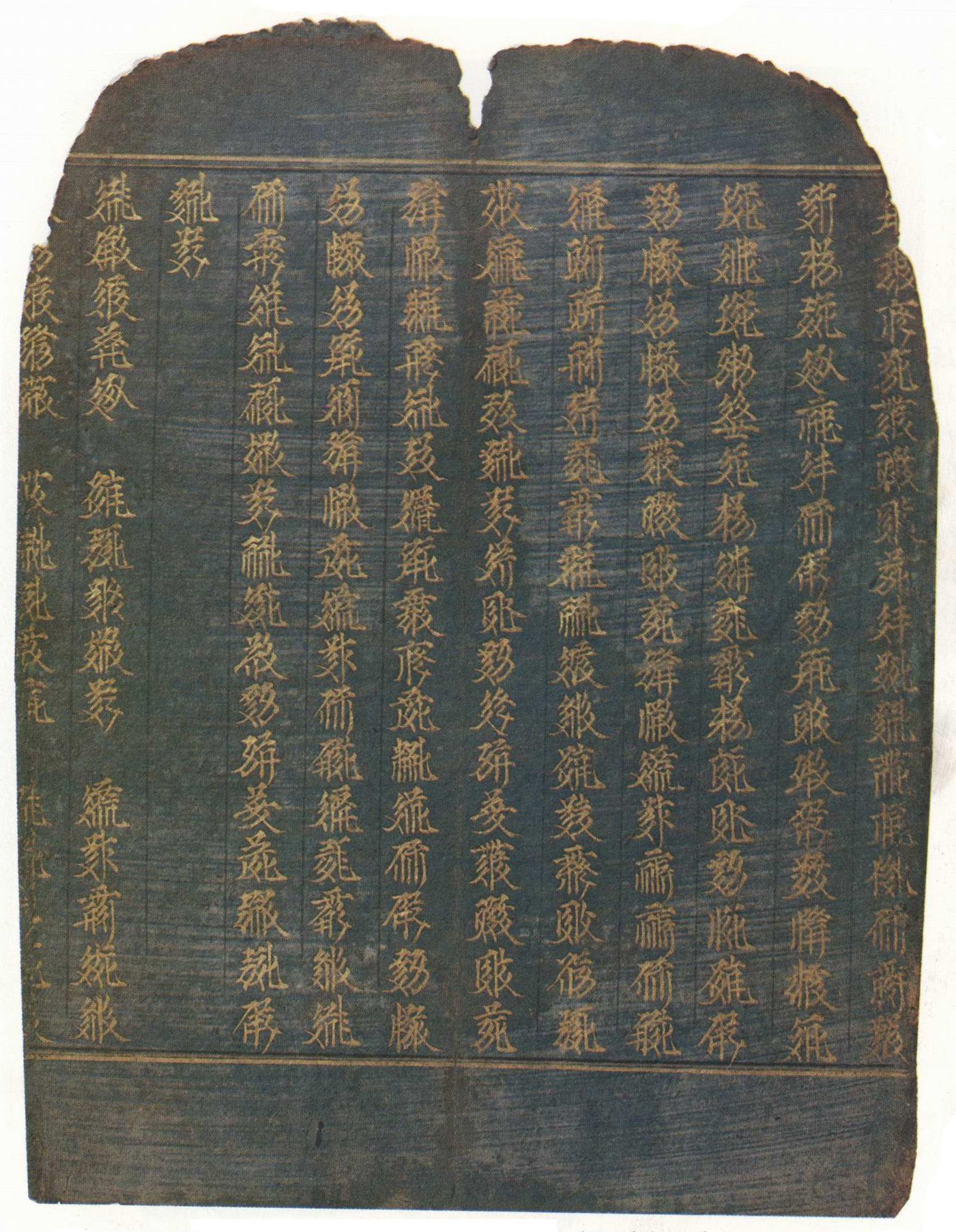
"Kim quang minh tối thắng vương kinh" khắc bằng Tây Hạ văn.

Phật giáo là quốc giáo của Tây Hạ, người Đảng Hạng trước khi kiến quốc từng sáu lần xin đổi lấy kinh Phật của Tống, triều đình Tống ban cho "Đại tạng kinh". Hạ Cảnh Tông sau khi lập quốc liền bắt đầu cho phiên dịch kinh Phật sang Tây Hạ văn. Trong vòng năm mươi mấy năm, dịch được 820 bộ kinh Đại Thừa và Tiểu Thừa, với 3.579 quyển, đáp ứng nhu cầu của nhân dân đối với Phật giáo. Ngoài ra, Hạ Cảnh Tông cùng các hoàng đế và thái hậu sau đó của Tây Hạ cũng cho xây dựng nhiều chùa chiền Phật giáo, với các trung tâm Hưng Khánh phủ-Hạ Lan sơn, Cam châu-Lương châu, Đôn Hoàng-An Tây, Hắc Thủy thành. Ví dụ, Thừa Thiên tự được xây dựng dựa theo yêu cầu của Một Tạng thái hậu- mẫu hậu của Hạ Nghị Tông, năm 1093 lại trùng tu tháp Cảm Thông và chùa miếu ở Lương châu, năm sau lập "Trùng tu Hộ Quốc tự Cảm Thông tháp bi". Thời kỳ Hạ Sùng Tông, lại xây dựng thêm Ngọa Phật tự ở Cam châu. Triều đình Tây Hạ hết sức đề xướng Phật giáo, đề cao địa vị của tăng nhân, tăng nhân do đó không cần nộp thuế và gánh vác tạp dịch; nếu phạm tội có thể được giảm miễn tội hình, khu vực xung quanh khuôn viên chùa cũng được triều đình bảo hộ. Đến hậu kỳ, Tây Hạ có xu thế ngày càng chịu ảnh hưởng lớn của Phật giáo Tạng truyền, năm 1159 sơ tổ Đô Tùng Khâm Ba của Già Mã Già Cử phái cho lập chùa Thô Bố, Hạ Nhân Tông phái sứ đến Tây Tạng nghênh tiếp cung phụng. Đô Tùng Khâm Ba phái đại đệ tử Cách Tây Tạng Tỏa Bố đem theo kinh văn đến Hưng Khánh phủ của Tây Hạ, được Hạ Nhân Tông tôn làm thượng sư, đồng thời tham dự vào việc phiên dịch kinh văn. Tây Hạ còn đặt ra chức đế sư, điều mà sau này triều Nguyên cũng thực hiện, và đề cao địa vị của Phật giáo Tạng truyền. Ngoài đế sư ra, Tây Hạ còn có 'quốc sư', các tăng nhân còn có nhiều tôn hiệu cao cấp khác, đóng vai trò là trung tâm và xương sống trong việc thúc đẩy sự phát triển của Phật giáo Tây Hạ.
Bên cạnh Phật giáo, Tây Hạ cũng bao dung các tôn giáo khác. Đạo giáo cũng được lưu truyền ở Tây Hạ, như hoàng tử của Hạ Cảnh Tông là Ninh Minh học tập tịch cốc thuật của Nho gia mà chết. "Văn hải" giải thích chữ "tiên" (仙) là "người cầu đạo trên núi", "người cầu trường thọ trên núi). Đến vãn kỳ của Tây Hạ, tại khu vực Sa châu và Cam châu còn lưu truyền Cảnh giáo và Hồi giáo, như Livre des merveilles du monde ghi theo lời kể của Marco Polo ghi rằng tại Đôn Hoàng (tỉnh Tangut) và Cam châu có bộ phận môn đệ Cảnh giáo và Hồi giáo.

### Nghệ thuật

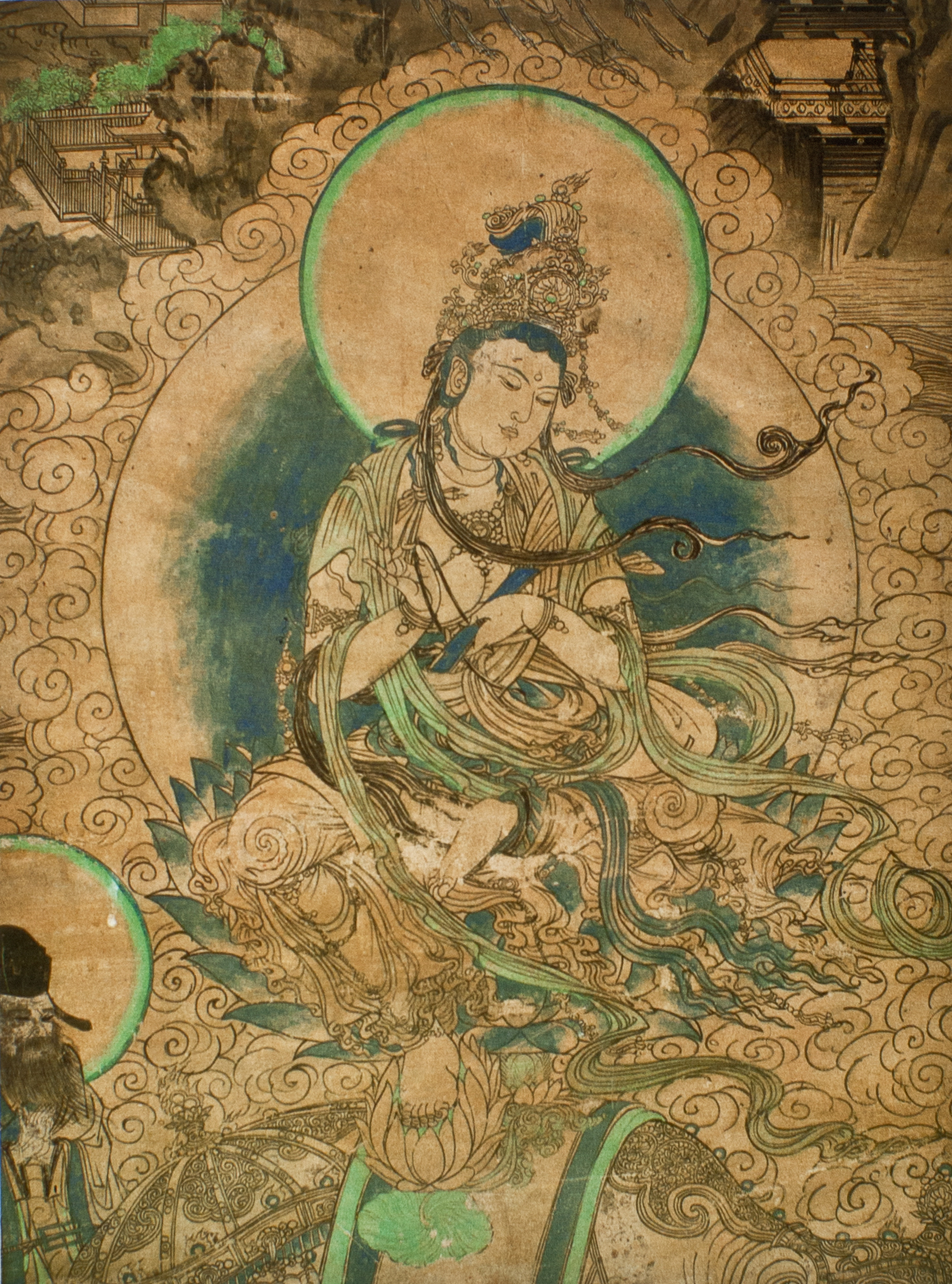
Bích họa "Phồ Hiền biến đồ" tại hang số 3 của quần thể hang Du Lâm.

Nghệ thuật của Tây Hạ rất đa nguyên và phong phú, trên các mặt như hội họa, thư pháp, điêu khắc, vũ đạo và âm nhạc đều có thành tựu. Hội họa Phật giáo của Tây Hạ vẫn còn truyền lại cho đến nay, xuất hiện tại bích họa trong các hang đá hay chùa miếu, cho đến nay thì hang Mạc Cao ở Đôn Hoàng và hang Du Lâm ở Qua Châu là những nơi phong phú nhất. Thời đầu, nghệ thuật hội họa Tây Hạ học tập phong cách của Bắc Tống, sau đó thì chịu ảnh hưởng của Phật giáo Hồi Cốt và Phật giáo Tạng truyền từ Thổ Phồn, cuối cùng hình thành nên phong cách nghệ thuật độc đáo. Nội dung hội họa bao gồm cố sự và thuyết pháp Phật giáo, cung dưỡng Bồ Tát và nhân tượng, hoa văn trang trí trong hang, các tác phẩm có tiếng nhất là "Văn thù biến đồ", "Phổ Hiền biến đồ", "Thủy nguyệt Quan Âm đồ", và "Thiên thủ thiên nhãn Quan Âm kinh biến đồ". Ngoài ra, trong "Nông canh đồ", "Đạp đối đồ", "Đoán thiết đồ" còn quan sát được khung cảnh sản xuất và sinh hoạt trong xã hội Tây Hạ. Về tranh khắc gỗ, phần nhiều là bắt nguồn trong kinh Phật Tây Hạ văn và Hán văn. Tại Hắc Thủy thành khai quật được một lượng lớn tranh vẽ Phật giáo, như "Văn Thù đồ", "Phổ Hiền đồ", "Thắng Tam Thế Minh vương Mạn đồ la đồ", được vẽ đậm với màu nặng, sắc điệu thâm trầm. Còn bản vẽ "Mại nhục đồ" và "Ma quỷ hiện thế đồ" miêu tả sinh động, phản ánh chiều sâu của hội họa Tây Hạ.
Về thư pháp, khải thư được thấy nhiều trên các bản kinh được chép và bia văn, triện thư xuất hiện trên đầu bia và quan ấn. Thời kỳ Hạ Nhân Tông, Hàn lâm học sĩ Lưu Chí Trực giỏi về thư pháp, ông dùng bút được làm từ lông đuôi của linh dương Mông Cổ, người thời đó cũng bắt chước theo. Điêu khắc rất phát triển, có đúc đồng, khắc đá, khắc gạch, khắc gỗ, khắc tre, nặn tượng đất, gốm sứ; chúng có đặc điểm là cân đối, đao pháp tinh tế, rất chân thực. Nặn tượng đất lấy đắp tượng chùa Phật làm đại biểu, phần nhiều vận dụng thủ pháp tả thực và khoa trương nghệ thuật, tạo ra hình tượng nhân vật sinh hoạt hiện thực. Ví dụ như vào thời kỳ Hạ Sùng Tông cho dựng Thích Ca Mâu Ni Niết Bàn tượng ở Đại Phật tự tại Cam châu, tượng Tây Hạ cung dưỡng thiên nữ đầy màu sắc ở hang số 491 tại quần thể hang Mạc Cao tại Đôn Hoàng. Các sản phẩm nghệ thuật gốm sứ khác có kỹ thuật khắc tinh tế và sinh động.
Thời kỳ đầu, người Đảng Hạng dùng các nhạc khí tì bà, hoành xuy, kích phữu là chính, trong đó hoành xuy tức là ống sáo trúc. Sau đó, người Đảng Hạng tiếp thụ văn hóa âm nhạc Trung Nguyên, thời Lý Đức Minh lựa chọn khuôn phép âm nhạc kiểu Tống và dần dần phát triển. Hạ Cảnh Tông sau khi kiến quốc lại trừ bỏ đi âm nhạc mang tính lễ tiết quá nhiều của Đường-Tống, "đổi nhạc ngũ âm thành nhất âm". Năm 1148, Hạ Nhân Tông lệnh cho nhạc quan là Lý Nguyên Nho cải đính âm luật, ban danh là "Đỉnh tân luật". Âm nhạc Tây Hạ rất phong phú, cũng đặt ra 'Phiên-Hán nhạc nhân viện', thời Hạ Huệ Tông từng chiêu dụ giới kỹ nữ, nhạc nhân người Hán gia nhập nhạc viện, các hí khúc như "Lưu Tri Viễn chư cung điệu" cũng được truyền nhập tới Tây Hạ. Vũ đạo vào thời kỳ Tây Hạ được lưu lại trên các bia khắc và bích họa trong hang đá, có hình tượng sinh động, dung nạp phong cách vũ đạo Đường-Tống và vũ đạo Mông Cổ. Ví dụ như hai bên trên phần đỉnh bia của "Lương châu Hộ Quốc tự Cảm Ứng tháp" có khắc vũ kỹ, tư thế của người múa đối xứng, khỏa thân, cầm khăn và đeo chuỗi ngọc ở cổ, trong khung cảnh hào phòng cũng hiện ra vẻ tha thướt yêu kiều. Trong hang số 3 trong quần thể hang Du Lâm có bích họa Tây Hạ "Nhạc vũ đồ", với tư thế mạnh mẽ.

## Khoa học kỹ thuật
Khoa học kỹ thuật của riêng Tây Hạ tương đối yếu kém, chủ yếu tiếp thu kỹ thuật từ Tống hay Kim, tuy nhiên có chỗ độc đáo trên phương diện rèn đúc vũ khí. Về mặt thiên văn khí tượng, chủ yếu là học tập thiên văn và lịch pháp của triều Tống. Người Tây Hạ đặt ra 'Ty thiên giám' để quan sát thiên văn, đồng thời đặt ra chức 'thái sử', 'ty thiêm' và 'chiêm giả' để phân tích, giải thích thiên văn. Trong "Phiên Hán hiệp thì chưởng trung châu" của Cốt Lặc Mậu Tài có ghi chép chi tiết về thiên văn tinh tượng. Ví dụ như phân bầu trời thành các phương vị Thanh Long (đông), Bạch Hổ (tây), Chu Tước (nam), Huyền Vũ (bắc), mỗi phương vị lại đặt ra 7 Tinh tú. Trên phương diện khí tượng, người Tây Hạ cũng có phân tích chi tiết, ví dụ về gió có hòa phong (gió ôn hòa), thanh phong (gió mát), kim phong (gió thu), sóc phong (gió bắc), hắc phong (cuồng phong), toàn phong (gió lốc); về mưa có cao vũ, cốc vũ, thì vũ, ti vũ; mây có yên vân, hạc vân, quyền vân, la vân, đồng vân. Về mặt lịch pháp, Tây Hạ vào năm 1004 có được "Nghi Thiên lịch" từ Bắc Tống, là bản sách lịch đầu tiên của Tây Hạ. Sau khi lập quốc, Tây Hạ thiết lập cơ cấu "Đại hằng lịch viện" để quản lý biên chế và ban hành lịch pháp. Tây Hạ dùng hai loại sách lịch là sách lịch Phiên-Hán hợp bích và sách lịch do triều Tống ban cho, tình hình chi tiết cần phải nghiên cứu thêm.
Tri thức y học của người Đảng Hạng vào thời kỳ đầu hết sức thiếu thốn, bách tính mê tín quỷ thần, đại đa số chữa bệnh bằng cách cầu khấn thần linh. Sau khi lập quốc, người Tây Hạ tích cực tiếp thu nền y học và dược học của triều Tống, đồng thời xuất bản tác phẩm y học như "Trị liệu ác sang yếu luận" (治療惡瘡要論). Triều đình Tây Hạ cũng thiết lập "y nhân viện", trong cơ cấu chính phủ thì thuộc về "trung đẳng ty". Đối với việc nhận biết bệnh lý thì người Tây Hạ đại đa phân thành các quan điểm huyết mạch không thông, truyền nhiễm, "tứ đại bất hòa" (địa, thủy, hỏa, phong) trong đó thì "tứ đại bất hòa" bắt nguồn từ thuyết pháp của Phật giáo Tạng truyền. Do nền y học Tây Hạ không bằng được triều đại Trung Nguyên, vì vậy không thể chữa khỏi một số chứng bệnh nan giải, phải cầu trợ Tống hoặc Kim. Vào thời Hạ Nhân Tông, quyền thần Nhâm Đắc Kính mắc bệnh, điều trị lâu nhưng không khỏi, Hạ Nhân Tông phải phái sứ sang Kim để thỉnh cầu chi viện y liệu. Thời kỳ Hạ Hoàn Tông, mẹ của hoàng đế mắc bệnh khiến ông phải khiển sứ sang Kim cầu y.
Người Tây Hạ chế tác vũ khí hết sức tinh thâm chất phác, trong đó "Hạ quốc kiếm" là có tiếng nhất, được người Tống khen là "thiên hạ đệ nhất". Áo giáp Tây Hạ được khen ngợi là cứng trơn chói sáng, không nỏ nào bắn vào được, chuyên cấp cho "Thiết diêu tử" sử dụng. Ngoài ra, Tây Hạ còn có các vũ khí có tiếng khác: chiến xa dùng để công thành gọi là "đỗi lũy", có thể vượt hào rãnh mà tiến; "toàn phong pháo" đặt trên yên lạc đà, có thể bắn ra đạn đá lớn; "thần tí cung" rất mạnh, có thể bắn trong khoảng từ 240 đến 300 bộ, "có thể xuyên qua áo giáp".

## Quân chủ
|                                           |                                           |                                           |                                           |                                           |                                           |  |  |                                             |                                             |                                             |                                             |                                             |                                             |  |  |                                                 |                                             |                                             |                                             |                                             |                                             |  |  |                                                |                                                |                                                |                                                |                                                |                                                |  |  |                                             |                                             |                                             |                                             |                                             |                                             |  |  |                                                   |                                            |                                            |                                            |                                            |                                            |  |  |                           |                           |                           |                           |                           |                           |  |  |                         |                         |                         |                         |                         |                         |  |  |                  |                  |                  |                  |                  |                  |  |  |                 |                 |                 |                 |                 |                 |  |  |  |  |  |  |  |  |  |  |  |  |  |  |  |  |  |  |  |  |  |  |  |  |  |  |
|                                           |                                           |                                           |                                           |                                           |                                           |  |  |                                             |                                             |                                             |                                             |                                             |                                             |  |  |                                                 |                                             |                                             |                                             |                                             |                                             |  |  | Thác Bạt Trọng Kiến                            |                                                |                                                |                                                |                                                |                                                |  |  |                                             |                                             |                                             |                                             |                                             |                                             |  |  |                                                   |                                            |                                            |                                            |                                            |                                            |  |  |                           |                           |                           |                           |                           |                           |  |  |                         |                         |                         |                         |                         |                         |  |  |                  |                  |                  |                  |                  |                  |  |  |                 |                 |                 |                 |                 |                 |  |  |  |  |  |  |  |  |  |  |  |  |  |  |  |  |  |  |  |  |  |  |  |  |  |  |
|                                           |                                           |                                           |                                           |                                           |                                           |  |  |                                             |                                             |                                             |                                             |                                             |                                             |  |  |                                                 |                                             |                                             |                                             |                                             |                                             |  |  |                                                |                                                |                                                |                                                |                                                |                                                |  |  |                                             |                                             |                                             |                                             |                                             |                                             |  |  |                                                   |                                            |                                            |                                            |                                            |                                            |  |  |                           |                           |                           |                           |                           |                           |  |  |                         |                         |                         |                         |                         |                         |  |  |                  |                  |                  |                  |                  |                  |  |  |                 |                 |                 |                 |                 |                 |  |  |  |  |  |  |  |  |  |  |  |  |  |  |  |  |  |  |  |  |  |  |  |  |  |  |
|                                           |                                           |                                           |                                           |                                           |                                           |  |  |                                             |                                             |                                             |                                             |                                             |                                             |  |  |                                                 |                                             |                                             |                                             |                                             |                                             |  |  |                                                |                                                |                                                |                                                |                                                |                                                |  |  |                                             |                                             |                                             |                                             |                                             |                                             |  |  |                                                   |                                            |                                            |                                            |                                            |                                            |  |  |                           |                           |                           |                           |                           |                           |  |  |                         |                         |                         |                         |                         |                         |  |  |                  |                  |                  |                  |                  |                  |  |  |                 |                 |                 |                 |                 |                 |  |  |  |  |  |  |  |  |  |  |  |  |  |  |  |  |  |  |  |  |  |  |  |  |  |  |
|                                           |                                           |                                           |                                           |                                           |                                           |  |  |                                             |                                             |                                             |                                             |                                             |                                             |  |  |                                                 |                                             |                                             |                                             |                                             |                                             |  |  | (a)Sóc Phương vương Thác Bạt Tư Cung ?-881-895 | (a)Sóc Phương vương Thác Bạt Tư Cung ?-881-895 | (a)Sóc Phương vương Thác Bạt Tư Cung ?-881-895 | (a)Sóc Phương vương Thác Bạt Tư Cung ?-881-895 | (a)Sóc Phương vương Thác Bạt Tư Cung ?-881-895 | (a)Sóc Phương vương Thác Bạt Tư Cung ?-881-895 |  |  | Lý Tư Hiếu                                  | Lý Tư Hiếu                                  | Lý Tư Hiếu                                  | Lý Tư Hiếu                                  | Lý Tư Hiếu                                  | Lý Tư Hiếu                                  |  |  |                                                   |                                            |                                            |                                            |                                            |                                            |  |  | (b)Lý Tư Gián ?-895-908   | (b)Lý Tư Gián ?-895-908   | (b)Lý Tư Gián ?-895-908   | (b)Lý Tư Gián ?-895-908   | (b)Lý Tư Gián ?-895-908   | (b)Lý Tư Gián ?-895-908   |  |  | Thác Bạt Tư Trung ?-881 | Thác Bạt Tư Trung ?-881 | Thác Bạt Tư Trung ?-881 | Thác Bạt Tư Trung ?-881 | Thác Bạt Tư Trung ?-881 | Thác Bạt Tư Trung ?-881 |  |  | Thác Bạt Tư Kính | Thác Bạt Tư Kính | Thác Bạt Tư Kính | Thác Bạt Tư Kính | Thác Bạt Tư Kính | Thác Bạt Tư Kính |  |  | Thác Bạt Tư Dao | Thác Bạt Tư Dao | Thác Bạt Tư Dao | Thác Bạt Tư Dao | Thác Bạt Tư Dao | Thác Bạt Tư Dao |  |  |  |  |  |  |  |  |  |  |  |  |  |  |  |  |  |  |  |  |  |  |  |  |  |  |
|                                           |                                           |                                           |                                           |                                           |                                           |  |  |                                             |                                             |                                             |                                             |                                             |                                             |  |  |                                                 |                                             |                                             |                                             |                                             |                                             |  |  | (a)Sóc Phương vương Thác Bạt Tư Cung ?-881-895 | (a)Sóc Phương vương Thác Bạt Tư Cung ?-881-895 | (a)Sóc Phương vương Thác Bạt Tư Cung ?-881-895 | (a)Sóc Phương vương Thác Bạt Tư Cung ?-881-895 | (a)Sóc Phương vương Thác Bạt Tư Cung ?-881-895 | (a)Sóc Phương vương Thác Bạt Tư Cung ?-881-895 |  |  | Lý Tư Hiếu                                  | Lý Tư Hiếu                                  | Lý Tư Hiếu                                  | Lý Tư Hiếu                                  | Lý Tư Hiếu                                  | Lý Tư Hiếu                                  |  |  |                                                   |                                            |                                            |                                            |                                            |                                            |  |  | (b)Lý Tư Gián ?-895-908   | (b)Lý Tư Gián ?-895-908   | (b)Lý Tư Gián ?-895-908   | (b)Lý Tư Gián ?-895-908   | (b)Lý Tư Gián ?-895-908   | (b)Lý Tư Gián ?-895-908   |  |  | Thác Bạt Tư Trung ?-881 | Thác Bạt Tư Trung ?-881 | Thác Bạt Tư Trung ?-881 | Thác Bạt Tư Trung ?-881 | Thác Bạt Tư Trung ?-881 | Thác Bạt Tư Trung ?-881 |  |  | Thác Bạt Tư Kính | Thác Bạt Tư Kính | Thác Bạt Tư Kính | Thác Bạt Tư Kính | Thác Bạt Tư Kính | Thác Bạt Tư Kính |  |  | Thác Bạt Tư Dao | Thác Bạt Tư Dao | Thác Bạt Tư Dao | Thác Bạt Tư Dao | Thác Bạt Tư Dao | Thác Bạt Tư Dao |  |  |  |  |  |  |  |  |  |  |  |  |  |  |  |  |  |  |  |  |  |  |  |  |  |  |
|                                           |                                           |                                           |                                           |                                           |                                           |  |  |                                             |                                             |                                             |                                             |                                             |                                             |  |  |                                                 |                                             |                                             |                                             |                                             |                                             |  |  |                                                |                                                |                                                |                                                |                                                |                                                |  |  |                                             |                                             |                                             |                                             |                                             |                                             |  |  |                                                   |                                            |                                            |                                            |                                            |                                            |  |  |                           |                           |                           |                           |                           |                           |  |  |                         |                         |                         |                         |                         |                         |  |  |                  |                  |                  |                  |                  |                  |  |  |                 |                 |                 |                 |                 |                 |  |  |  |  |  |  |  |  |  |  |  |  |  |  |  |  |  |  |  |  |  |  |  |  |  |  |
| (c)Lý Nhân Hựu                            | (c)Lý Nhân Hựu                            | (c)Lý Nhân Hựu                            | (c)Lý Nhân Hựu                            | (c)Lý Nhân Hựu                            | (c)Lý Nhân Hựu                            |  |  | Lý Thành Khánh                              | Lý Thành Khánh                              | Lý Thành Khánh                              | Lý Thành Khánh                              | Lý Thành Khánh                              | Lý Thành Khánh                              |  |  |                                                 |                                             |                                             |                                             |                                             |                                             |  |  | Quắc vương (e)Lý Nhân Phúc ?-909-933           | Quắc vương (e)Lý Nhân Phúc ?-909-933           | Quắc vương (e)Lý Nhân Phúc ?-909-933           | Quắc vương (e)Lý Nhân Phúc ?-909-933           | Quắc vương (e)Lý Nhân Phúc ?-909-933           | Quắc vương (e)Lý Nhân Phúc ?-909-933           |  |  |                                             |                                             |                                             |                                             |                                             |                                             |  |  |                                                   |                                            |                                            |                                            |                                            |                                            |  |  | □                         | □                         | □                         | □                         | □                         | □                         |  |  | Lý Nhân Nhan            | Lý Nhân Nhan            | Lý Nhân Nhan            | Lý Nhân Nhan            | Lý Nhân Nhan            | Lý Nhân Nhan            |  |  |                  |                  |                  |                  |                  |                  |  |  |                 |                 |                 |                 |                 |                 |  |  |  |  |  |  |  |  |  |  |  |  |  |  |  |  |  |  |  |  |  |  |  |  |  |  |
| (c)Lý Nhân Hựu                            | (c)Lý Nhân Hựu                            | (c)Lý Nhân Hựu                            | (c)Lý Nhân Hựu                            | (c)Lý Nhân Hựu                            | (c)Lý Nhân Hựu                            |  |  | Lý Thành Khánh                              | Lý Thành Khánh                              | Lý Thành Khánh                              | Lý Thành Khánh                              | Lý Thành Khánh                              | Lý Thành Khánh                              |  |  |                                                 |                                             |                                             |                                             |                                             |                                             |  |  | Quắc vương (e)Lý Nhân Phúc ?-909-933           | Quắc vương (e)Lý Nhân Phúc ?-909-933           | Quắc vương (e)Lý Nhân Phúc ?-909-933           | Quắc vương (e)Lý Nhân Phúc ?-909-933           | Quắc vương (e)Lý Nhân Phúc ?-909-933           | Quắc vương (e)Lý Nhân Phúc ?-909-933           |  |  |                                             |                                             |                                             |                                             |                                             |                                             |  |  |                                                   |                                            |                                            |                                            |                                            |                                            |  |  | □                         | □                         | □                         | □                         | □                         | □                         |  |  | Lý Nhân Nhan            | Lý Nhân Nhan            | Lý Nhân Nhan            | Lý Nhân Nhan            | Lý Nhân Nhan            | Lý Nhân Nhan            |  |  |                  |                  |                  |                  |                  |                  |  |  |                 |                 |                 |                 |                 |                 |  |  |  |  |  |  |  |  |  |  |  |  |  |  |  |  |  |  |  |  |  |  |  |  |  |  |
|                                           |                                           |                                           |                                           |                                           |                                           |  |  |                                             |                                             |                                             |                                             |                                             |                                             |  |  |                                                 |                                             |                                             |                                             |                                             |                                             |  |  |                                                |                                                |                                                |                                                |                                                |                                                |  |  |                                             |                                             |                                             |                                             |                                             |                                             |  |  |                                                   |                                            |                                            |                                            |                                            |                                            |  |  |                           |                           |                           |                           |                           |                           |  |  |                         |                         |                         |                         |                         |                         |  |  |                  |                  |                  |                  |                  |                  |  |  |                 |                 |                 |                 |                 |                 |  |  |  |  |  |  |  |  |  |  |  |  |  |  |  |  |  |  |  |  |  |  |  |  |  |  |
|                                           |                                           |                                           |                                           |                                           |                                           |  |  | Hạ vương (g)Lý Di Ân ?-935-967              | Hạ vương (g)Lý Di Ân ?-935-967              | Hạ vương (g)Lý Di Ân ?-935-967              | Hạ vương (g)Lý Di Ân ?-935-967              | Hạ vương (g)Lý Di Ân ?-935-967              | Hạ vương (g)Lý Di Ân ?-935-967              |  |  | Lý Di Cẩn                                       | Lý Di Cẩn                                   | Lý Di Cẩn                                   | Lý Di Cẩn                                   | Lý Di Cẩn                                   | Lý Di Cẩn                                   |  |  | Lý Di Uân                                      | Lý Di Uân                                      | Lý Di Uân                                      | Lý Di Uân                                      | Lý Di Uân                                      | Lý Di Uân                                      |  |  | (f)Lý Di Siêu ?-933-935                     | (f)Lý Di Siêu ?-933-935                     | (f)Lý Di Siêu ?-933-935                     | (f)Lý Di Siêu ?-933-935                     | (f)Lý Di Siêu ?-933-935                     | (f)Lý Di Siêu ?-933-935                     |  |  | Lý Di Ôn                                          | Lý Di Ôn                                   | Lý Di Ôn                                   | Lý Di Ôn                                   | Lý Di Ôn                                   | Lý Di Ôn                                   |  |  | (d)Lý Di Xương ？-908-909 | (d)Lý Di Xương ？-908-909 | (d)Lý Di Xương ？-908-909 | (d)Lý Di Xương ？-908-909 | (d)Lý Di Xương ？-908-909 | (d)Lý Di Xương ？-908-909 |  |  | Lý Di Cảnh              | Lý Di Cảnh              | Lý Di Cảnh              | Lý Di Cảnh              | Lý Di Cảnh              | Lý Di Cảnh              |  |  |                  |                  |                  |                  |                  |                  |  |  |                 |                 |                 |                 |                 |                 |  |  |  |  |  |  |  |  |  |  |  |  |  |  |  |  |  |  |  |  |  |  |  |  |  |  |
|                                           |                                           |                                           |                                           |                                           |                                           |  |  | Hạ vương (g)Lý Di Ân ?-935-967              | Hạ vương (g)Lý Di Ân ?-935-967              | Hạ vương (g)Lý Di Ân ?-935-967              | Hạ vương (g)Lý Di Ân ?-935-967              | Hạ vương (g)Lý Di Ân ?-935-967              | Hạ vương (g)Lý Di Ân ?-935-967              |  |  | Lý Di Cẩn                                       | Lý Di Cẩn                                   | Lý Di Cẩn                                   | Lý Di Cẩn                                   | Lý Di Cẩn                                   | Lý Di Cẩn                                   |  |  | Lý Di Uân                                      | Lý Di Uân                                      | Lý Di Uân                                      | Lý Di Uân                                      | Lý Di Uân                                      | Lý Di Uân                                      |  |  | (f)Lý Di Siêu ?-933-935                     | (f)Lý Di Siêu ?-933-935                     | (f)Lý Di Siêu ?-933-935                     | (f)Lý Di Siêu ?-933-935                     | (f)Lý Di Siêu ?-933-935                     | (f)Lý Di Siêu ?-933-935                     |  |  | Lý Di Ôn                                          | Lý Di Ôn                                   | Lý Di Ôn                                   | Lý Di Ôn                                   | Lý Di Ôn                                   | Lý Di Ôn                                   |  |  | (d)Lý Di Xương ？-908-909 | (d)Lý Di Xương ？-908-909 | (d)Lý Di Xương ？-908-909 | (d)Lý Di Xương ？-908-909 | (d)Lý Di Xương ？-908-909 | (d)Lý Di Xương ？-908-909 |  |  | Lý Di Cảnh              | Lý Di Cảnh              | Lý Di Cảnh              | Lý Di Cảnh              | Lý Di Cảnh              | Lý Di Cảnh              |  |  |                  |                  |                  |                  |                  |                  |  |  |                 |                 |                 |                 |                 |                 |  |  |  |  |  |  |  |  |  |  |  |  |  |  |  |  |  |  |  |  |  |  |  |  |  |  |
|                                           |                                           |                                           |                                           |                                           |                                           |  |  |                                             |                                             |                                             |                                             |                                             |                                             |  |  |                                                 |                                             |                                             |                                             |                                             |                                             |  |  |                                                |                                                |                                                |                                                |                                                |                                                |  |  |                                             |                                             |                                             |                                             |                                             |                                             |  |  |                                                   |                                            |                                            |                                            |                                            |                                            |  |  |                           |                           |                           |                           |                           |                           |  |  |                         |                         |                         |                         |                         |                         |  |  |                  |                  |                  |                  |                  |                  |  |  |                 |                 |                 |                 |                 |                 |  |  |  |  |  |  |  |  |  |  |  |  |  |  |  |  |  |  |  |  |  |  |  |  |  |  |
|                                           |                                           |                                           |                                           |                                           |                                           |  |  | Lũng Tây huyện tử (h)Lý Quang Duệ ?-967-978 | Lũng Tây huyện tử (h)Lý Quang Duệ ?-967-978 | Lũng Tây huyện tử (h)Lý Quang Duệ ?-967-978 | Lũng Tây huyện tử (h)Lý Quang Duệ ?-967-978 | Lũng Tây huyện tử (h)Lý Quang Duệ ?-967-978 | Lũng Tây huyện tử (h)Lý Quang Duệ ?-967-978 |  |  | Lý Quang Tú                                     | Lý Quang Tú                                 | Lý Quang Tú                                 | Lý Quang Tú                                 | Lý Quang Tú                                 | Lý Quang Tú                                 |  |  | Lý Quang Liễn                                  | Lý Quang Liễn                                  | Lý Quang Liễn                                  | Lý Quang Liễn                                  | Lý Quang Liễn                                  | Lý Quang Liễn                                  |  |  | Lý Quang Nghĩa                              | Lý Quang Nghĩa                              | Lý Quang Nghĩa                              | Lý Quang Nghĩa                              | Lý Quang Nghĩa                              | Lý Quang Nghĩa                              |  |  | Lý Quang Lân                                      | Lý Quang Lân                               | Lý Quang Lân                               | Lý Quang Lân                               | Lý Quang Lân                               | Lý Quang Lân                               |  |  | Lý Quang Tông             | Lý Quang Tông             | Lý Quang Tông             | Lý Quang Tông             | Lý Quang Tông             | Lý Quang Tông             |  |  | Lý Quang Nghiễm         | Lý Quang Nghiễm         | Lý Quang Nghiễm         | Lý Quang Nghiễm         | Lý Quang Nghiễm         | Lý Quang Nghiễm         |  |  |                  |                  |                  |                  |                  |                  |  |  |                 |                 |                 |                 |                 |                 |  |  |  |  |  |  |  |  |  |  |  |  |  |  |  |  |  |  |  |  |  |  |  |  |  |  |
|                                           |                                           |                                           |                                           |                                           |                                           |  |  | Lũng Tây huyện tử (h)Lý Quang Duệ ?-967-978 | Lũng Tây huyện tử (h)Lý Quang Duệ ?-967-978 | Lũng Tây huyện tử (h)Lý Quang Duệ ?-967-978 | Lũng Tây huyện tử (h)Lý Quang Duệ ?-967-978 | Lũng Tây huyện tử (h)Lý Quang Duệ ?-967-978 | Lũng Tây huyện tử (h)Lý Quang Duệ ?-967-978 |  |  | Lý Quang Tú                                     | Lý Quang Tú                                 | Lý Quang Tú                                 | Lý Quang Tú                                 | Lý Quang Tú                                 | Lý Quang Tú                                 |  |  | Lý Quang Liễn                                  | Lý Quang Liễn                                  | Lý Quang Liễn                                  | Lý Quang Liễn                                  | Lý Quang Liễn                                  | Lý Quang Liễn                                  |  |  | Lý Quang Nghĩa                              | Lý Quang Nghĩa                              | Lý Quang Nghĩa                              | Lý Quang Nghĩa                              | Lý Quang Nghĩa                              | Lý Quang Nghĩa                              |  |  | Lý Quang Lân                                      | Lý Quang Lân                               | Lý Quang Lân                               | Lý Quang Lân                               | Lý Quang Lân                               | Lý Quang Lân                               |  |  | Lý Quang Tông             | Lý Quang Tông             | Lý Quang Tông             | Lý Quang Tông             | Lý Quang Tông             | Lý Quang Tông             |  |  | Lý Quang Nghiễm         | Lý Quang Nghiễm         | Lý Quang Nghiễm         | Lý Quang Nghiễm         | Lý Quang Nghiễm         | Lý Quang Nghiễm         |  |  |                  |                  |                  |                  |                  |                  |  |  |                 |                 |                 |                 |                 |                 |  |  |  |  |  |  |  |  |  |  |  |  |  |  |  |  |  |  |  |  |  |  |  |  |  |  |
|                                           |                                           |                                           |                                           |                                           |                                           |  |  |                                             |                                             |                                             |                                             |                                             |                                             |  |  |                                                 |                                             |                                             |                                             |                                             |                                             |  |  |                                                |                                                |                                                |                                                |                                                |                                                |  |  |                                             |                                             |                                             |                                             |                                             |                                             |  |  |                                                   |                                            |                                            |                                            |                                            |                                            |  |  |                           |                           |                           |                           |                           |                           |  |  |                         |                         |                         |                         |                         |                         |  |  |                  |                  |                  |                  |                  |                  |  |  |                 |                 |                 |                 |                 |                 |  |  |  |  |  |  |  |  |  |  |  |  |  |  |  |  |  |  |  |  |  |  |  |  |  |  |
| Lũng Tây huyện tử (i)Lý Kế Quân ?-978-980 | Lũng Tây huyện tử (i)Lý Kế Quân ?-978-980 | Lũng Tây huyện tử (i)Lý Kế Quân ?-978-980 | Lũng Tây huyện tử (i)Lý Kế Quân ?-978-980 | Lũng Tây huyện tử (i)Lý Kế Quân ?-978-980 | Lũng Tây huyện tử (i)Lý Kế Quân ?-978-980 |  |  | (j)Lý Kế Phủng ?-980-982-1004               | (j)Lý Kế Phủng ?-980-982-1004               | (j)Lý Kế Phủng ?-980-982-1004               | (j)Lý Kế Phủng ?-980-982-1004               | (j)Lý Kế Phủng ?-980-982-1004               | (j)Lý Kế Phủng ?-980-982-1004               |  |  | Lý Phi Lộc                                      | Lý Phi Lộc                                  | Lý Phi Lộc                                  | Lý Phi Lộc                                  | Lý Phi Lộc                                  | Lý Phi Lộc                                  |  |  |                                                |                                                |                                                |                                                |                                                |                                                |  |  |                                             |                                             |                                             |                                             |                                             |                                             |  |  | (k)Hạ Thái Tổ Lý Kế Thiên 963-982-1004            | (k)Hạ Thái Tổ Lý Kế Thiên 963-982-1004     | (k)Hạ Thái Tổ Lý Kế Thiên 963-982-1004     | (k)Hạ Thái Tổ Lý Kế Thiên 963-982-1004     | (k)Hạ Thái Tổ Lý Kế Thiên 963-982-1004     | (k)Hạ Thái Tổ Lý Kế Thiên 963-982-1004     |  |  | Lý Kế Xung                | Lý Kế Xung                | Lý Kế Xung                | Lý Kế Xung                | Lý Kế Xung                | Lý Kế Xung                |  |  | Lý Kế Viện              | Lý Kế Viện              | Lý Kế Viện              | Lý Kế Viện              | Lý Kế Viện              | Lý Kế Viện              |  |  |                  |                  |                  |                  |                  |                  |  |  |                 |                 |                 |                 |                 |                 |  |  |  |  |  |  |  |  |  |  |  |  |  |  |  |  |  |  |  |  |  |  |  |  |  |  |
| Lũng Tây huyện tử (i)Lý Kế Quân ?-978-980 | Lũng Tây huyện tử (i)Lý Kế Quân ?-978-980 | Lũng Tây huyện tử (i)Lý Kế Quân ?-978-980 | Lũng Tây huyện tử (i)Lý Kế Quân ?-978-980 | Lũng Tây huyện tử (i)Lý Kế Quân ?-978-980 | Lũng Tây huyện tử (i)Lý Kế Quân ?-978-980 |  |  | (j)Lý Kế Phủng ?-980-982-1004               | (j)Lý Kế Phủng ?-980-982-1004               | (j)Lý Kế Phủng ?-980-982-1004               | (j)Lý Kế Phủng ?-980-982-1004               | (j)Lý Kế Phủng ?-980-982-1004               | (j)Lý Kế Phủng ?-980-982-1004               |  |  | Lý Phi Lộc                                      | Lý Phi Lộc                                  | Lý Phi Lộc                                  | Lý Phi Lộc                                  | Lý Phi Lộc                                  | Lý Phi Lộc                                  |  |  |                                                |                                                |                                                |                                                |                                                |                                                |  |  |                                             |                                             |                                             |                                             |                                             |                                             |  |  | (k)Hạ Thái Tổ Lý Kế Thiên 963-982-1004            | (k)Hạ Thái Tổ Lý Kế Thiên 963-982-1004     | (k)Hạ Thái Tổ Lý Kế Thiên 963-982-1004     | (k)Hạ Thái Tổ Lý Kế Thiên 963-982-1004     | (k)Hạ Thái Tổ Lý Kế Thiên 963-982-1004     | (k)Hạ Thái Tổ Lý Kế Thiên 963-982-1004     |  |  | Lý Kế Xung                | Lý Kế Xung                | Lý Kế Xung                | Lý Kế Xung                | Lý Kế Xung                | Lý Kế Xung                |  |  | Lý Kế Viện              | Lý Kế Viện              | Lý Kế Viện              | Lý Kế Viện              | Lý Kế Viện              | Lý Kế Viện              |  |  |                  |                  |                  |                  |                  |                  |  |  |                 |                 |                 |                 |                 |                 |  |  |  |  |  |  |  |  |  |  |  |  |  |  |  |  |  |  |  |  |  |  |  |  |  |  |
|                                           |                                           |                                           |                                           |                                           |                                           |  |  |                                             |                                             |                                             |                                             |                                             |                                             |  |  |                                                 |                                             |                                             |                                             |                                             |                                             |  |  |                                                |                                                |                                                |                                                |                                                |                                                |  |  |                                             |                                             |                                             |                                             |                                             |                                             |  |  | (l)Hạ Thái Tông Lý Đức Minh 981-1004-1032         |                                            |                                            |                                            |                                            |                                            |  |  |                           |                           |                           |                           |                           |                           |  |  |                         |                         |                         |                         |                         |                         |  |  |                  |                  |                  |                  |                  |                  |  |  |                 |                 |                 |                 |                 |                 |  |  |  |  |  |  |  |  |  |  |  |  |  |  |  |  |  |  |  |  |  |  |  |  |  |  |
|                                           |                                           |                                           |                                           |                                           |                                           |  |  |                                             |                                             |                                             |                                             |                                             |                                             |  |  |                                                 |                                             |                                             |                                             |                                             |                                             |  |  |                                                |                                                |                                                |                                                |                                                |                                                |  |  |                                             |                                             |                                             |                                             |                                             |                                             |  |  |                                                   |                                            |                                            |                                            |                                            |                                            |  |  |                           |                           |                           |                           |                           |                           |  |  |                         |                         |                         |                         |                         |                         |  |  |                  |                  |                  |                  |                  |                  |  |  |                 |                 |                 |                 |                 |                 |  |  |  |  |  |  |  |  |  |  |  |  |  |  |  |  |  |  |  |  |  |  |  |  |  |  |
|                                           |                                           |                                           |                                           |                                           |                                           |  |  |                                             |                                             |                                             |                                             |                                             |                                             |  |  |                                                 |                                             |                                             |                                             |                                             |                                             |  |  |                                                |                                                |                                                |                                                |                                                |                                                |  |  |                                             |                                             |                                             |                                             |                                             |                                             |  |  | (1)Hạ Cảnh Tông Lý Nguyên Hạo 1003-1032-1038-1048 |                                            |                                            |                                            |                                            |                                            |  |  |                           |                           |                           |                           |                           |                           |  |  |                         |                         |                         |                         |                         |                         |  |  |                  |                  |                  |                  |                  |                  |  |  |                 |                 |                 |                 |                 |                 |  |  |  |  |  |  |  |  |  |  |  |  |  |  |  |  |  |  |  |  |  |  |  |  |  |  |
|                                           |                                           |                                           |                                           |                                           |                                           |  |  |                                             |                                             |                                             |                                             |                                             |                                             |  |  |                                                 |                                             |                                             |                                             |                                             |                                             |  |  |                                                |                                                |                                                |                                                |                                                |                                                |  |  |                                             |                                             |                                             |                                             |                                             |                                             |  |  |                                                   |                                            |                                            |                                            |                                            |                                            |  |  |                           |                           |                           |                           |                           |                           |  |  |                         |                         |                         |                         |                         |                         |  |  |                  |                  |                  |                  |                  |                  |  |  |                 |                 |                 |                 |                 |                 |  |  |  |  |  |  |  |  |  |  |  |  |  |  |  |  |  |  |  |  |  |  |  |  |  |  |
|                                           |                                           |                                           |                                           |                                           |                                           |  |  |                                             |                                             |                                             |                                             |                                             |                                             |  |  |                                                 |                                             |                                             |                                             |                                             |                                             |  |  |                                                |                                                |                                                |                                                |                                                |                                                |  |  |                                             |                                             |                                             |                                             |                                             |                                             |  |  |                                                   |                                            |                                            |                                            |                                            |                                            |  |  |                           |                           |                           |                           |                           |                           |  |  |                         |                         |                         |                         |                         |                         |  |  |                  |                  |                  |                  |                  |                  |  |  |                 |                 |                 |                 |                 |                 |  |  |  |  |  |  |  |  |  |  |  |  |  |  |  |  |  |  |  |  |  |  |  |  |  |  |
|                                           |                                           |                                           |                                           |                                           |                                           |  |  |                                             |                                             |                                             |                                             |                                             |                                             |  |  | □                                               | □                                           | □                                           | □                                           | □                                           | □                                           |  |  |                                                |                                                |                                                |                                                |                                                |                                                |  |  |                                             |                                             |                                             |                                             |                                             |                                             |  |  | (2)Hạ Nghị Tông Lý Lượng Tộ 1047-1048-1067        | (2)Hạ Nghị Tông Lý Lượng Tộ 1047-1048-1067 | (2)Hạ Nghị Tông Lý Lượng Tộ 1047-1048-1067 | (2)Hạ Nghị Tông Lý Lượng Tộ 1047-1048-1067 | (2)Hạ Nghị Tông Lý Lượng Tộ 1047-1048-1067 | (2)Hạ Nghị Tông Lý Lượng Tộ 1047-1048-1067 |  |  |                           |                           |                           |                           |                           |                           |  |  |                         |                         |                         |                         |                         |                         |  |  |                  |                  |                  |                  |                  |                  |  |  |                 |                 |                 |                 |                 |                 |  |  |  |  |  |  |  |  |  |  |  |  |  |  |  |  |  |  |  |  |  |  |  |  |  |  |
|                                           |                                           |                                           |                                           |                                           |                                           |  |  |                                             |                                             |                                             |                                             |                                             |                                             |  |  | □                                               | □                                           | □                                           | □                                           | □                                           | □                                           |  |  |                                                |                                                |                                                |                                                |                                                |                                                |  |  |                                             |                                             |                                             |                                             |                                             |                                             |  |  | (2)Hạ Nghị Tông Lý Lượng Tộ 1047-1048-1067        | (2)Hạ Nghị Tông Lý Lượng Tộ 1047-1048-1067 | (2)Hạ Nghị Tông Lý Lượng Tộ 1047-1048-1067 | (2)Hạ Nghị Tông Lý Lượng Tộ 1047-1048-1067 | (2)Hạ Nghị Tông Lý Lượng Tộ 1047-1048-1067 | (2)Hạ Nghị Tông Lý Lượng Tộ 1047-1048-1067 |  |  |                           |                           |                           |                           |                           |                           |  |  |                         |                         |                         |                         |                         |                         |  |  |                  |                  |                  |                  |                  |                  |  |  |                 |                 |                 |                 |                 |                 |  |  |  |  |  |  |  |  |  |  |  |  |  |  |  |  |  |  |  |  |  |  |  |  |  |  |
|                                           |                                           |                                           |                                           |                                           |                                           |  |  |                                             |                                             |                                             |                                             |                                             |                                             |  |  |                                                 |                                             |                                             |                                             |                                             |                                             |  |  |                                                |                                                |                                                |                                                |                                                |                                                |  |  |                                             |                                             |                                             |                                             |                                             |                                             |  |  | (3)Hạ Huệ Tông Lý Bỉnh Thường 1061-1067-1086      |                                            |                                            |                                            |                                            |                                            |  |  |                           |                           |                           |                           |                           |                           |  |  |                         |                         |                         |                         |                         |                         |  |  |                  |                  |                  |                  |                  |                  |  |  |                 |                 |                 |                 |                 |                 |  |  |  |  |  |  |  |  |  |  |  |  |  |  |  |  |  |  |  |  |  |  |  |  |  |  |
|                                           |                                           |                                           |                                           |                                           |                                           |  |  |                                             |                                             |                                             |                                             |                                             |                                             |  |  |                                                 |                                             |                                             |                                             |                                             |                                             |  |  |                                                |                                                |                                                |                                                |                                                |                                                |  |  |                                             |                                             |                                             |                                             |                                             |                                             |  |  |                                                   |                                            |                                            |                                            |                                            |                                            |  |  |                           |                           |                           |                           |                           |                           |  |  |                         |                         |                         |                         |                         |                         |  |  |                  |                  |                  |                  |                  |                  |  |  |                 |                 |                 |                 |                 |                 |  |  |  |  |  |  |  |  |  |  |  |  |  |  |  |  |  |  |  |  |  |  |  |  |  |  |
|                                           |                                           |                                           |                                           |                                           |                                           |  |  |                                             |                                             |                                             |                                             |                                             |                                             |  |  |                                                 |                                             |                                             |                                             |                                             |                                             |  |  |                                                |                                                |                                                |                                                |                                                |                                                |  |  |                                             |                                             |                                             |                                             |                                             |                                             |  |  | (4)Hạ Sùng Tông Lý Kiền Thuận 1083-1086-1139      |                                            |                                            |                                            |                                            |                                            |  |  |                           |                           |                           |                           |                           |                           |  |  |                         |                         |                         |                         |                         |                         |  |  |                  |                  |                  |                  |                  |                  |  |  |                 |                 |                 |                 |                 |                 |  |  |  |  |  |  |  |  |  |  |  |  |  |  |  |  |  |  |  |  |  |  |  |  |  |  |
|                                           |                                           |                                           |                                           |                                           |                                           |  |  |                                             |                                             |                                             |                                             |                                             |                                             |  |  |                                                 |                                             |                                             |                                             |                                             |                                             |  |  |                                                |                                                |                                                |                                                |                                                |                                                |  |  |                                             |                                             |                                             |                                             |                                             |                                             |  |  |                                                   |                                            |                                            |                                            |                                            |                                            |  |  |                           |                           |                           |                           |                           |                           |  |  |                         |                         |                         |                         |                         |                         |  |  |                  |                  |                  |                  |                  |                  |  |  |                 |                 |                 |                 |                 |                 |  |  |  |  |  |  |  |  |  |  |  |  |  |  |  |  |  |  |  |  |  |  |  |  |  |  |
|                                           |                                           |                                           |                                           |                                           |                                           |  |  |                                             |                                             |                                             |                                             |                                             |                                             |  |  |                                                 |                                             |                                             |                                             |                                             |                                             |  |  |                                                |                                                |                                                |                                                |                                                |                                                |  |  |                                             |                                             |                                             |                                             |                                             |                                             |  |  |                                                   |                                            |                                            |                                            |                                            |                                            |  |  |                           |                           |                           |                           |                           |                           |  |  |                         |                         |                         |                         |                         |                         |  |  |                  |                  |                  |                  |                  |                  |  |  |                 |                 |                 |                 |                 |                 |  |  |  |  |  |  |  |  |  |  |  |  |  |  |  |  |  |  |  |  |  |  |  |  |  |  |
|                                           |                                           |                                           |                                           |                                           |                                           |  |  |                                             |                                             |                                             |                                             |                                             |                                             |  |  |                                                 |                                             |                                             |                                             |                                             |                                             |  |  |                                                |                                                |                                                |                                                |                                                |                                                |  |  | (5)Hạ Nhân Tông Lý Nhân Hiếu 1124-1139-1193 | (5)Hạ Nhân Tông Lý Nhân Hiếu 1124-1139-1193 | (5)Hạ Nhân Tông Lý Nhân Hiếu 1124-1139-1193 | (5)Hạ Nhân Tông Lý Nhân Hiếu 1124-1139-1193 | (5)Hạ Nhân Tông Lý Nhân Hiếu 1124-1139-1193 | (5)Hạ Nhân Tông Lý Nhân Hiếu 1124-1139-1193 |  |  | Việt vương Lý Nhân Hữu                            | Việt vương Lý Nhân Hữu                     | Việt vương Lý Nhân Hữu                     | Việt vương Lý Nhân Hữu                     | Việt vương Lý Nhân Hữu                     | Việt vương Lý Nhân Hữu                     |  |  |                           |                           |                           |                           |                           |                           |  |  |                         |                         |                         |                         |                         |                         |  |  |                  |                  |                  |                  |                  |                  |  |  |                 |                 |                 |                 |                 |                 |  |  |  |  |  |  |  |  |  |  |  |  |  |  |  |  |  |  |  |  |  |  |  |  |  |  |
|                                           |                                           |                                           |                                           |                                           |                                           |  |  |                                             |                                             |                                             |                                             |                                             |                                             |  |  |                                                 |                                             |                                             |                                             |                                             |                                             |  |  |                                                |                                                |                                                |                                                |                                                |                                                |  |  | (5)Hạ Nhân Tông Lý Nhân Hiếu 1124-1139-1193 | (5)Hạ Nhân Tông Lý Nhân Hiếu 1124-1139-1193 | (5)Hạ Nhân Tông Lý Nhân Hiếu 1124-1139-1193 | (5)Hạ Nhân Tông Lý Nhân Hiếu 1124-1139-1193 | (5)Hạ Nhân Tông Lý Nhân Hiếu 1124-1139-1193 | (5)Hạ Nhân Tông Lý Nhân Hiếu 1124-1139-1193 |  |  | Việt vương Lý Nhân Hữu                            | Việt vương Lý Nhân Hữu                     | Việt vương Lý Nhân Hữu                     | Việt vương Lý Nhân Hữu                     | Việt vương Lý Nhân Hữu                     | Việt vương Lý Nhân Hữu                     |  |  |                           |                           |                           |                           |                           |                           |  |  |                         |                         |                         |                         |                         |                         |  |  |                  |                  |                  |                  |                  |                  |  |  |                 |                 |                 |                 |                 |                 |  |  |  |  |  |  |  |  |  |  |  |  |  |  |  |  |  |  |  |  |  |  |  |  |  |  |
|                                           |                                           |                                           |                                           |                                           |                                           |  |  |                                             |                                             |                                             |                                             |                                             |                                             |  |  | Tề quốc Trung Vũ vương Lý Ngạn Tông             | Tề quốc Trung Vũ vương Lý Ngạn Tông         | Tề quốc Trung Vũ vương Lý Ngạn Tông         | Tề quốc Trung Vũ vương Lý Ngạn Tông         | Tề quốc Trung Vũ vương Lý Ngạn Tông         | Tề quốc Trung Vũ vương Lý Ngạn Tông         |  |  |                                                |                                                |                                                |                                                |                                                |                                                |  |  | (6)Hạ Hoàn Tông Lý Thuần Hữu 1177-1193-1206 | (6)Hạ Hoàn Tông Lý Thuần Hữu 1177-1193-1206 | (6)Hạ Hoàn Tông Lý Thuần Hữu 1177-1193-1206 | (6)Hạ Hoàn Tông Lý Thuần Hữu 1177-1193-1206 | (6)Hạ Hoàn Tông Lý Thuần Hữu 1177-1193-1206 | (6)Hạ Hoàn Tông Lý Thuần Hữu 1177-1193-1206 |  |  | (7)Hạ Tương Tông Lý An Toàn 1170-1206-1211        | (7)Hạ Tương Tông Lý An Toàn 1170-1206-1211 | (7)Hạ Tương Tông Lý An Toàn 1170-1206-1211 | (7)Hạ Tương Tông Lý An Toàn 1170-1206-1211 | (7)Hạ Tương Tông Lý An Toàn 1170-1206-1211 | (7)Hạ Tương Tông Lý An Toàn 1170-1206-1211 |  |  |                           |                           |                           |                           |                           |                           |  |  |                         |                         |                         |                         |                         |                         |  |  |                  |                  |                  |                  |                  |                  |  |  |                 |                 |                 |                 |                 |                 |  |  |  |  |  |  |  |  |  |  |  |  |  |  |  |  |  |  |  |  |  |  |  |  |  |  |
|                                           |                                           |                                           |                                           |                                           |                                           |  |  |                                             |                                             |                                             |                                             |                                             |                                             |  |  | Tề quốc Trung Vũ vương Lý Ngạn Tông             | Tề quốc Trung Vũ vương Lý Ngạn Tông         | Tề quốc Trung Vũ vương Lý Ngạn Tông         | Tề quốc Trung Vũ vương Lý Ngạn Tông         | Tề quốc Trung Vũ vương Lý Ngạn Tông         | Tề quốc Trung Vũ vương Lý Ngạn Tông         |  |  |                                                |                                                |                                                |                                                |                                                |                                                |  |  | (6)Hạ Hoàn Tông Lý Thuần Hữu 1177-1193-1206 | (6)Hạ Hoàn Tông Lý Thuần Hữu 1177-1193-1206 | (6)Hạ Hoàn Tông Lý Thuần Hữu 1177-1193-1206 | (6)Hạ Hoàn Tông Lý Thuần Hữu 1177-1193-1206 | (6)Hạ Hoàn Tông Lý Thuần Hữu 1177-1193-1206 | (6)Hạ Hoàn Tông Lý Thuần Hữu 1177-1193-1206 |  |  | (7)Hạ Tương Tông Lý An Toàn 1170-1206-1211        | (7)Hạ Tương Tông Lý An Toàn 1170-1206-1211 | (7)Hạ Tương Tông Lý An Toàn 1170-1206-1211 | (7)Hạ Tương Tông Lý An Toàn 1170-1206-1211 | (7)Hạ Tương Tông Lý An Toàn 1170-1206-1211 | (7)Hạ Tương Tông Lý An Toàn 1170-1206-1211 |  |  |                           |                           |                           |                           |                           |                           |  |  |                         |                         |                         |                         |                         |                         |  |  |                  |                  |                  |                  |                  |                  |  |  |                 |                 |                 |                 |                 |                 |  |  |  |  |  |  |  |  |  |  |  |  |  |  |  |  |  |  |  |  |  |  |  |  |  |  |
|                                           |                                           |                                           |                                           |                                           |                                           |  |  |                                             |                                             |                                             |                                             |                                             |                                             |  |  | (8)Hạ Thần Tông Lý Tuân Húc 1163-1211-1223-1226 |                                             |                                             |                                             |                                             |                                             |  |  |                                                |                                                |                                                |                                                |                                                |                                                |  |  |                                             |                                             |                                             |                                             |                                             |                                             |  |  |                                                   |                                            |                                            |                                            |                                            |                                            |  |  |                           |                           |                           |                           |                           |                           |  |  |                         |                         |                         |                         |                         |                         |  |  |                  |                  |                  |                  |                  |                  |  |  |                 |                 |                 |                 |                 |                 |  |  |  |  |  |  |  |  |  |  |  |  |  |  |  |  |  |  |  |  |  |  |  |  |  |  |
|                                           |                                           |                                           |                                           |                                           |                                           |  |  |                                             |                                             |                                             |                                             |                                             |                                             |  |  |                                                 |                                             |                                             |                                             |                                             |                                             |  |  |                                                |                                                |                                                |                                                |                                                |                                                |  |  |                                             |                                             |                                             |                                             |                                             |                                             |  |  |                                                   |                                            |                                            |                                            |                                            |                                            |  |  |                           |                           |                           |                           |                           |                           |  |  |                         |                         |                         |                         |                         |                         |  |  |                  |                  |                  |                  |                  |                  |  |  |                 |                 |                 |                 |                 |                 |  |  |  |  |  |  |  |  |  |  |  |  |  |  |  |  |  |  |  |  |  |  |  |  |  |  |
|                                           |                                           |                                           |                                           |                                           |                                           |  |  |                                             |                                             |                                             |                                             |                                             |                                             |  |  |                                                 |                                             |                                             |                                             |                                             |                                             |  |  |                                                |                                                |                                                |                                                |                                                |                                                |  |  |                                             |                                             |                                             |                                             |                                             |                                             |  |  |                                                   |                                            |                                            |                                            |                                            |                                            |  |  |                           |                           |                           |                           |                           |                           |  |  |                         |                         |                         |                         |                         |                         |  |  |                  |                  |                  |                  |                  |                  |  |  |                 |                 |                 |                 |                 |                 |  |  |  |  |  |  |  |  |  |  |  |  |  |  |  |  |  |  |  |  |  |  |  |  |  |  |
|                                           |                                           |                                           |                                           |                                           |                                           |  |  |                                             |                                             |                                             |                                             |                                             |                                             |  |  | (9)Hạ Hiến Tông Lý Đức Vượng 1181-1223-1226     | (9)Hạ Hiến Tông Lý Đức Vượng 1181-1223-1226 | (9)Hạ Hiến Tông Lý Đức Vượng 1181-1223-1226 | (9)Hạ Hiến Tông Lý Đức Vượng 1181-1223-1226 | (9)Hạ Hiến Tông Lý Đức Vượng 1181-1223-1226 | (9)Hạ Hiến Tông Lý Đức Vượng 1181-1223-1226 |  |  | Thanh Bình quận vương                          | Thanh Bình quận vương                          | Thanh Bình quận vương                          | Thanh Bình quận vương                          | Thanh Bình quận vương                          | Thanh Bình quận vương                          |  |  |                                             |                                             |                                             |                                             |                                             |                                             |  |  |                                                   |                                            |                                            |                                            |                                            |                                            |  |  |                           |                           |                           |                           |                           |                           |  |  |                         |                         |                         |                         |                         |                         |  |  |                  |                  |                  |                  |                  |                  |  |  |                 |                 |                 |                 |                 |                 |  |  |  |  |  |  |  |  |  |  |  |  |  |  |  |  |  |  |  |  |  |  |  |  |  |  |
|                                           |                                           |                                           |                                           |                                           |                                           |  |  |                                             |                                             |                                             |                                             |                                             |                                             |  |  | (9)Hạ Hiến Tông Lý Đức Vượng 1181-1223-1226     | (9)Hạ Hiến Tông Lý Đức Vượng 1181-1223-1226 | (9)Hạ Hiến Tông Lý Đức Vượng 1181-1223-1226 | (9)Hạ Hiến Tông Lý Đức Vượng 1181-1223-1226 | (9)Hạ Hiến Tông Lý Đức Vượng 1181-1223-1226 | (9)Hạ Hiến Tông Lý Đức Vượng 1181-1223-1226 |  |  | Thanh Bình quận vương                          | Thanh Bình quận vương                          | Thanh Bình quận vương                          | Thanh Bình quận vương                          | Thanh Bình quận vương                          | Thanh Bình quận vương                          |  |  |                                             |                                             |                                             |                                             |                                             |                                             |  |  |                                                   |                                            |                                            |                                            |                                            |                                            |  |  |                           |                           |                           |                           |                           |                           |  |  |                         |                         |                         |                         |                         |                         |  |  |                  |                  |                  |                  |                  |                  |  |  |                 |                 |                 |                 |                 |                 |  |  |  |  |  |  |  |  |  |  |  |  |  |  |  |  |  |  |  |  |  |  |  |  |  |  |
|                                           |                                           |                                           |                                           |                                           |                                           |  |  |                                             |                                             |                                             |                                             |                                             |                                             |  |  |                                                 |                                             |                                             |                                             |                                             |                                             |  |  | (10)Hạ Mạt Chủ Lý Hiện ?-1226-1227             |                                                |                                                |                                                |                                                |                                                |  |  |                                             |                                             |                                             |                                             |                                             |                                             |  |  |                                                   |                                            |                                            |                                            |                                            |                                            |  |  |                           |                           |                           |                           |                           |                           |  |  |                         |                         |                         |                         |                         |                         |  |  |                  |                  |                  |                  |                  |                  |  |  |                 |                 |                 |                 |                 |                 |  |  |  |  |  |  |  |  |  |  |  |  |  |  |  |  |  |  |  |  |  |  |  |  |  |  |

| Tây Hạ 1038－1227                       | Tây Hạ 1038－1227                                       | Tây Hạ 1038－1227 | Tây Hạ 1038－1227   | Tây Hạ 1038－1227     | Tây Hạ 1038－1227 | Tây Hạ 1038－1227 |
| Miếu hiệu                               | Thụy hiệu và thành hiệu                                 | Tên Hán           | Tên Tây Hạ          | Danh xưng thường dùng | Thời gian tại vị  | Niên hiệu |
| --------------------------------------- | ------------------------------------------------------- | ----------------- | ------------------- | --------------------- | ----------------- | --- |
| Tây Hạ Thái Tổ (Cảnh Tông truy tôn)     | Thần Vũ hoàng đế (Cảnh Tông truy phong)                 | Kế Thiên          | ─                   | Lý Kế Thiên           | 991－1004         | |
| Tây Hạ Thái Tông (Cảnh Tông truy phong) | Quang Thánh hoàng đế (Cảnh Tông truy phong)             | Đức Minh          | ─                   | Lý Đức Minh           | 1004－1031        | |
| Tây Hạ Cảnh Tông                        | Vũ Liệt hoàng đế (thành hiệu) Phong Giác Thành hoàng đế | Nguyên Hạo        | Ngôi Danh Nẵng Tiêu | Lý Nguyên Hạo         | 1032－1048        | Hiển Đạo 1032－1033 Khai Vận 1034－1034 Quảng Vận 1034－1035 Đại Khánh 1036－1037 Thiên Thụ Lễ Pháp Diên Tộ 1038－1048                                                                |
| Tây Hạ Nghị Tông                        | Chiêu Anh hoàng đế (thành hiệu) Bình Thành hoàng đế     | Lượng Tộ          | Ninh Lệnh Lưỡng Xóa | Lý lương Tộ           | 1048－1067        | Diên Tự Ninh Quốc 1049－1049 Thiên Hựu Thùy Thánh 1050－1052 Phúc Thánh Thừa Đạo 1053－1056 Đả Đô 1057－1062 Củng Hóa 1063－1068                                                      |
| Tây Hạ Huệ Tông                         | Khang Tĩnh hoàng đế (thành hiệu) Bạch Thành hoàng đế    | Bỉnh Thường       | ─                   | Lý Bỉnh Thường        | 1067－1086        | Càn Đạo 1069－1070 Thiên Tứ Lễ Thịnh Quốc Khánh 1071－1075 Đại An 1076－1085 Thiên An Lễ Định 1086－1086                                                                              |
| Tây Hạ Sùng Tông                        | Thánh Văn hoàng đế (thành hiệu) Minh Thành hoàng đế     | Càn Thuận         | ─                   | Lý Càn Thuận          | 1086－1139        | Thiên Nghi Trị Bình 1087－1089 Thiên Hựu Dân An 1090－1098 Vĩnh An 1099－1101 Trinh Quán 1102－1114 Ung Ninh 1115－1119 Nguyên Đức 1120－1126 Chính Đức 1127－1134 Đại Đức 1135－1138 |
| Tây Hạ Nhân Tông                        | Thánh Đức hoàng đế (thành hiệu) Châu Thành hoàng đế     | Nhân Hiếu         | ─                   | Lý Nhân Hiếu          | 1139－1193        | Đại Khánh 1139－1143 Nhân Khánh 1144－1148 Thiên Thịnh 1149－1170 Càn Hựu 1171－1193                                                                                                  |
| Tây Hạ Hoàn Tông                        | Chiêu Giản hoàng đế (thành hiệu) Hộ Thành hoàng đế      | Thuần Hựu         | ─                   | Lý Thuần Hựu          | 1193－1206        | Thiên Khánh 1194－1205 |
| Tây Hạ Tương Tông                       | Kính Mục hoàng đế                                       | An Toàn           | ─                   | Lý An Toàn            | 1206－1211        | Ứng Thiên 1206－1209 Hoàng Kiến 1209－1210 |
| Tây Hạ Thần Tông                        | Anh Văn hoàng đế                                        | Tuân Húc          | ─                   | Lý Tuân Húc           | 1211－1223        | Quang Định 1211－1223 |
| Tây Hạ Hiến Tông                        | Hiếu Ai hoàng đế                                        | Đức Vượng         | ─                   | Lý Đức Vượng          | 1223－1226        | Càn Định 1223－1226 |
| ─                                       | ─                                                       | Hiện              | ─                   | Lý Hiện               | 1226－1227        | Bảo Nghĩa 1226－1227 |

### Văn hiến
1. ↑  徐俊 (tháng 11 năm 2000). 中国古代王朝和政权名号探源. Vũ Xương, Hồ Bắc: 华中师范大学出版社. tr. 274–277. ISBN 7-5622-2277-0.
2. ↑  李範文〈討論西夏黨項族的來源與變遷〉. 載《西夏研究論集》. 寧夏人民出版社出版. 1983年.
3. 1 2 3 4 5 6 7  《西夏王國與東方金字塔》〈第二章 党項羌歷史的童年〉 第55頁－第79頁.
4. 1 2 3 4 5 6  《西夏王國與東方金字塔》〈第六章 中學西漸：西夏的政治制度〉 第161頁－第164頁.
5. 1 2 3 4 5 6 7 8 9 10 11 12 13 14 15 16 17 18 19  《西夏王國與東方金字塔》〈第三章 開盛時期的大夏國〉 第83頁－第117頁.
6. 1 2 3 4 5  《西夏王國與東方金字塔》〈第六章 中學西漸：西夏的政治制度〉 第167頁－第174頁.
7. 1 2 3 4 5  《西夏王國與東方金字塔》〈第三章 開盛時期的大夏國〉 第117頁－第121頁.
8. 1 2 3 4 5 6  《中國通史》〈第七卷　中古時代‧五代遼宋夏金時期‧第五節西夏的文化藝術〉
9. ↑  《新唐書‧卷第二百二十一‧西域上》：「其地古析支也，東距松州，西葉護，南舂桑、迷桑等羌，北吐谷渾。處山谷崎嶇，大抵三千里。」
10. ↑  《资治通鉴‧卷第二百五十四》：「宥州刺史拓跋思恭，本黨項羌也，糾合夷、夏兵會鄜延節度使李孝昌於鄜州，同盟討賊。......以拓跋思恭權知夏綏節度使。」
11. 1 2 3 4 5 6 7 8 9 10 11  《中國通史 宋遼金元史》〈第二章 北宋的外患－遼與夏〉 第33頁－第39頁.
12. 1 2 3 4 5 6  《西夏王國與東方金字塔》〈第四章 嬗變：從興盛到滅國〉 第122頁－第148頁.
13. 1 2 3 4  "第三节 蒙古的进攻与西夏的灭亡". Bản gốc lưu trữ ngày 12 tháng 10 năm 2013. Truy cập ngày 11 tháng 10 năm 2013.
14. ↑  《西夏书事‧卷第三十九》："嘉泰三年、金泰和三年、夏天庆十年三月 策士。赐宗室尊顼进士及第。遵顼，齐王彦忠子……。遵顼端重明粹，少力学，长博通群书，工隶篆。延祐廷试进士，唱名第一，令嗣齐王爵。未几，擢大都督府主。"
15. ↑  《元史‧卷第一百二十‧察罕传》，相关记载："众方议降，会帝崩，诸将擒夏主杀之，复议屠中兴，察罕力谏止之，驰入，安集遗民。"
16. 1 2  《西夏王國與東方金字塔》〈第三章 開盛時期的大夏國〉 第113頁－第117頁.
17. ↑  《宋史‧卷第四百八十六‧夏國下》：「河之內外，州郡凡二十有二。河南之州九：曰靈、曰洪、曰宥、曰銀、曰夏、曰石、曰鹽、曰南威、曰會。河西之州九：曰興、曰定、曰懷、曰永、曰涼、曰甘、曰肅、曰瓜、曰沙。熙、秦河外之州四：曰西寧、曰樂、曰廓、曰積石。」
18. ↑  《西夏王國與東方金字塔》〈第六章 中學西漸：西夏的政治制度〉 第164頁－第166頁.
19. 1 2 3 4  西夏的歷史與文化 李華瑞[liên kết hỏng]
20. ↑  《简明西夏史》〈第三章西夏国家的建立‧第二节建国前的各项准备工作〉
21. ↑  《簡明西夏史》〈第五章西夏國家的繁榮 第三節以法治軍〉
22. ↑  《金史‧卷第一百三十四‧西夏》
23. ↑  《宋史‧卷第四百八十五‧夏国傳上》：「有炮手二百人，号泼喜，陡立旋风炮于橐驼鞍，纵石如拳。」
24. ↑  《宋史‧兵志》：「鐵鷂子者，百里而走，千里而期，最能倏往忽來，若電擊雲飛。每於平原馳騁之處遇敵，則多用鐵鷂子以為衝冒奔突之兵。」
25. ↑  《宋史‧兵志》：「步跋子者，上下山坡，出入溪澗，最能逾高超遠，輕足善走」，「山谷深險之處遇敵，則多用步跋子以為擊刺掩襲之用」。
26. 1 2 3  "秦陇文化—西夏民族宗教—西夏的人口之考要". Bản gốc lưu trữ ngày 23 tháng 8 năm 2019. Truy cập ngày 11 tháng 10 năm 2013.
27. ↑  《宋史‧第四百八十六卷‧夏國傳下》：「元昊既悉有夏、銀、綏、宥、靜、靈、鹽、會、勝、甘、涼、瓜、沙、肅，而洪、定、威、龍皆即堡鎮號州，仍居興州，阻河依賀蘭山為固。始大建宮……置十二監軍司，委豪右分統其眾。自河北至午臘蒻山七七萬人，以備契丹；河南洪州、白豹、安鹽州、羅落、天都、惟精山等五萬人，以備環、慶、鎮戎、原州；右廂宥州路五萬人，以備鄜、延、麟、府；右廂甘州路三萬人，以備西蕃、回紇；賀蘭駐兵五萬，靈州五萬人，興州興府七萬人為鎮守，總五十餘萬。」「諸軍兵總計五十餘萬。別有擒生十萬。興、靈之兵，精練者又二萬五千。別副以兵七萬為資贍，號御圍內六班，分三番以宿衛。每有事於西，則自東點集而西；於東，則自西點集而東；中路則東西皆集。」
28. ↑  《續資治通鑒長編‧宋仁宗慶曆四年》：「（趙師民）羌賊所盜陝右數州，於本路十分之二；校其人眾，七八分之一；雖兼戎狄，亦不過五六分之一。」
29. ↑  《隆平集》：「在德明，兵十餘萬而已，曩宵（即元昊）之兵逾十五萬」
30. ↑  赵文林與谢淑君. 《中国人口史》. 276頁—279頁.
31. ↑  《西夏王國與東方金字塔》〈第六章 中學西漸：西夏的政治制度〉 第174頁－第175頁.
32. ↑  《宋史‧卷第四百八十六‧夏國下》：「其地饒五穀，尤宜稻麥。甘、涼之間，則以諸河爲溉，興、靈則有古渠曰唐來，曰漢源，皆支引黃河。故灌溉之利，歲無旱澇之虞。」
33. ↑  《西夏书事‧卷第三十二》：「夏贞观十年，宋大观四年秋，瓜、沙、肃三州大饥，乾顺命发灵、夏诸州粟赈之。」
34. ↑  《辽史‧卷第一百一十五‧西夏外纪》：「土產大麥、蓽豆、青稞、皞子、古子蔓、堿地蓬實、蓯蓉苗、小蕪荑、席雞草子、地黃葉、登廂草、沙蔥、野韭、拒灰、白蒿、堿地松實。」。
35. ↑  昊王渠遺址
36. ↑  《簡明西夏史》〈第七章西夏的社会经济‧第二节西夏的农业〉
37. ↑  《金史‧卷第一百三十四‧西夏》：「土宜三種，善水草，宜畜牧，所謂涼州畜牧甲天下者是也。」
38. ↑  《簡明西夏史》〈第七章西夏的社会经济‧第一节西夏的畜牧业与狩猎业〉
39. ↑  叶隆礼：《契丹国志‧卷第二十一‧外国贡进礼物‧西夏国贡进物件》：「沙狐皮一千张，兔鹘五只，犬子十只等」。
40. ↑  《西夏书事‧卷第三十二》：「（夏崇宗時期）吾朝立国西陲，以狩猎为务」
41. ↑  《天盛改舊新定律令‧司序行文門》：「有刻字司、造案司、金作司、絹織院、首飾院、鐵工院、木工院、造紙院、磚瓦院、出車院等」
42. 1 2 3  《簡明西夏史》〈第七章西夏的社会经济‧第三节 西夏的手工业〉
43. ↑  《续资治通鉴长编‧卷第一百四十六‧庆历4年正月庚子》：「以青盐价贱而味甘，故食解盐者殊少」、「峻青白盐之禁……重为法以绝之」。
44. ↑  《涼州修護國寺感通塔碑》云：「況武威當四沖地，車轍馬跡，輻湊交會，日有千數」，「眾匠率職，百工效技」。
45. 1 2 3 4 5 6  《簡明西夏史》〈第七章西夏的社会经济‧第四节 西夏的商业〉
46. ↑  《續資治通鑒長編‧卷第一百五十，慶曆四年六月》：「（富弼言）得中國土地，役中國人力，稱中國位號，仿中國官屬，任中國賢才，讀中國書籍，用中國車屬，行中國法令」。
47. ↑  《略論西夏文化同河隴文化的關係》，載《西夏史研究》，寧夏人民出版社1989年出版。
48. 1 2 3  《西夏王國與東方金字塔》〈第五章 佛教王國〉 第150頁－第160頁.
49. ↑  虞集. 《道園學古錄‧卷第四‧西夏斡公畫像贊》：「西夏之盛，禮事孔子，極其尊親，以帝廟祀，乃有儒臣，早究典謨，通經同文，教其國都，遂相其君，作服施采，顧瞻學宮，遺像斯在，國廢時運，人鮮克知」
50. ↑  《西夏書事‧卷第三十一》：「立蕃學以造人士，緣時正需才，故就其所長，以牧其用。」
51. ↑  《宋史‧卷第四百八十五‧夏國傳上》：「字形體方正，類八分，而畫頗重複」
52. 1 2 3  《中國通史》〈第七卷　中古時代·五代遼宋夏金時期（上冊）·第五節西夏的文化藝術〉
53. ↑  聶鴻音.《西夏文夏圣根贊歌考釋》.《民族古籍》.1990年第1期。
54. ↑  陳炳應. 《西夏諺語——新集錦成對諺語》. 山西人民出版社. 1993年版。
55. 1 2 3  《簡明西夏史》〈第五節西夏的科學〉
56. ↑  《中國文明史 宋遼金時期》〈西夏 第四章 以佛教為主的宗教信仰〉: 第208頁.
57. ↑  《隋書‧卷第八十三‧党項傳》：「三年一聚會，殺牛羊以祭天。」
58. ↑  《宋史‧卷第四百八十五‧夏國傳》：「篤信機鬼，尚詛祝。」
59. ↑  王尧. 《西夏黑水桥碑考补》. 《中央民族学院学报》. 1987年第1期.
60. ↑  《宋史‧卷第四百八十六‧夏國傳下》：「不恥奔遁，敗三日，輒復至其處，捉人馬射之，號曰『殺鬼招魂』」。
61. ↑  《簡明西夏史》〈第八章西夏的文化‧第三节西夏的宗教〉
62. ↑  《續資治通鑒長編‧卷第一百六十二，慶曆八年正月辛未》：「寧明，喜方術，從道士路修篁學辟穀，氣忤而死。」
63. ↑  《馬可波羅遊記‧第四十章‧唐古忒省》：「人民信奉佛教。居民大部分是土庫曼族，少部分聶斯脫利派基督教徒和回教徒。」
64. ↑  《馬可波羅遊記‧第四十四章‧甘州城，偶像的特徵》：「基督教在該城建築了三座宏偉壯麗的教堂，而佛教徒根據全省信徒的需要，建築了更多的廟宇庵堂。」
65. ↑  《西夏书事‧卷第十二》
66. ↑  《蕃漢合時掌中珠》：「三弦、六弦、琵琶、琴、箏、箜篌、管、笛、簫、笙、篳篥、七星、吹笛、擊鼓、大鼓、丈鼓、拍板。」
67. ↑  《遼史‧卷第一百一十五‧西夏外紀》：「有疾但占筮，令廝者送鬼，或遷他室，謂之『閃病』」
68. ↑  《文海‧脈阻條釋》：「此者疾也，患血脈不通之謂」。
69. ↑  《文海‧傳染條釋》：「此者傳染也、傳病也，染惡瘡等之謂」。
70. ↑  《文海‧病患條釋》：「此者患病也，……四大不和也」。
71. ↑  《金史‧卷第一百三十四‧西夏傳》：「乞良醫為得敬治疾，詔保全郎王師道佩銀牌往焉」。
72. ↑  《金史‧卷第一百三十四‧西夏傳》：「詔太醫判官時德元及王利貞往，仍賜御藥」。
73. ↑  宋太平老人.《袖中锦》. 收《学海类编》集余四.
74. ↑  《梦溪笔谈‧第十六卷‧器用》
75. ↑  崔红芬，文志勇 (2007). 2017561/ "《西夏皇帝尊号考略》". 宁夏大学学报. 人文社科版. {{Chú thích tạp chí}}: Kiểm tra giá trị |url= (trợ giúp)[liên kết hỏng]